# Monument aux morts pour la France en opérations extérieures
Le Monument aux morts pour la France en opérations extérieures est un mémorial  inauguré en 2019 dans le 15e arrondissement de Paris, dans le jardin Eugénie-Djendi du parc André-Citroën. Il honore la mémoire des soldats morts pour la France en opérations extérieures (OPEX).

## Historique
Le projet d'un monument rendant hommage aux soldats morts en opérations extérieures a été confié en 2011 au général Bernard Thorette, ancien chef d'état-major de l'Armée de terre (CEMAT). Le projet prévoyait une localisation du monument près des Invalides, mais en raison du refus de la mairie du 7e arrondissement et de l'architecte des bâtiments de France, cet emplacement a été abandonné au profit de son emplacement actuel.
Le monument est inauguré le 11 novembre 2019 par le président de la République française, Emmanuel Macron, en présence de familles et proches des défunts, le jour commémoratif de l'armistice de 1918.
Le monument fait partie des hauts lieux de la mémoire nationale.

## Description de la sculpture
La sculpture principale est réalisée par l'agence Pièces montées et l'artiste Stéphane Vigny, qui est à l'origine de ce projet. Elle représente six soldats anonymes (cinq hommes et une femme) portant un cercueil invisible. Les statues de soldats sont à taille réelle, fixées à même le sol, et l'un d'eux est polynésien. Les différentes coiffes en usage dans les forces armées sont représentées : casquette, calot, képi, béret, bachi et tricorne.

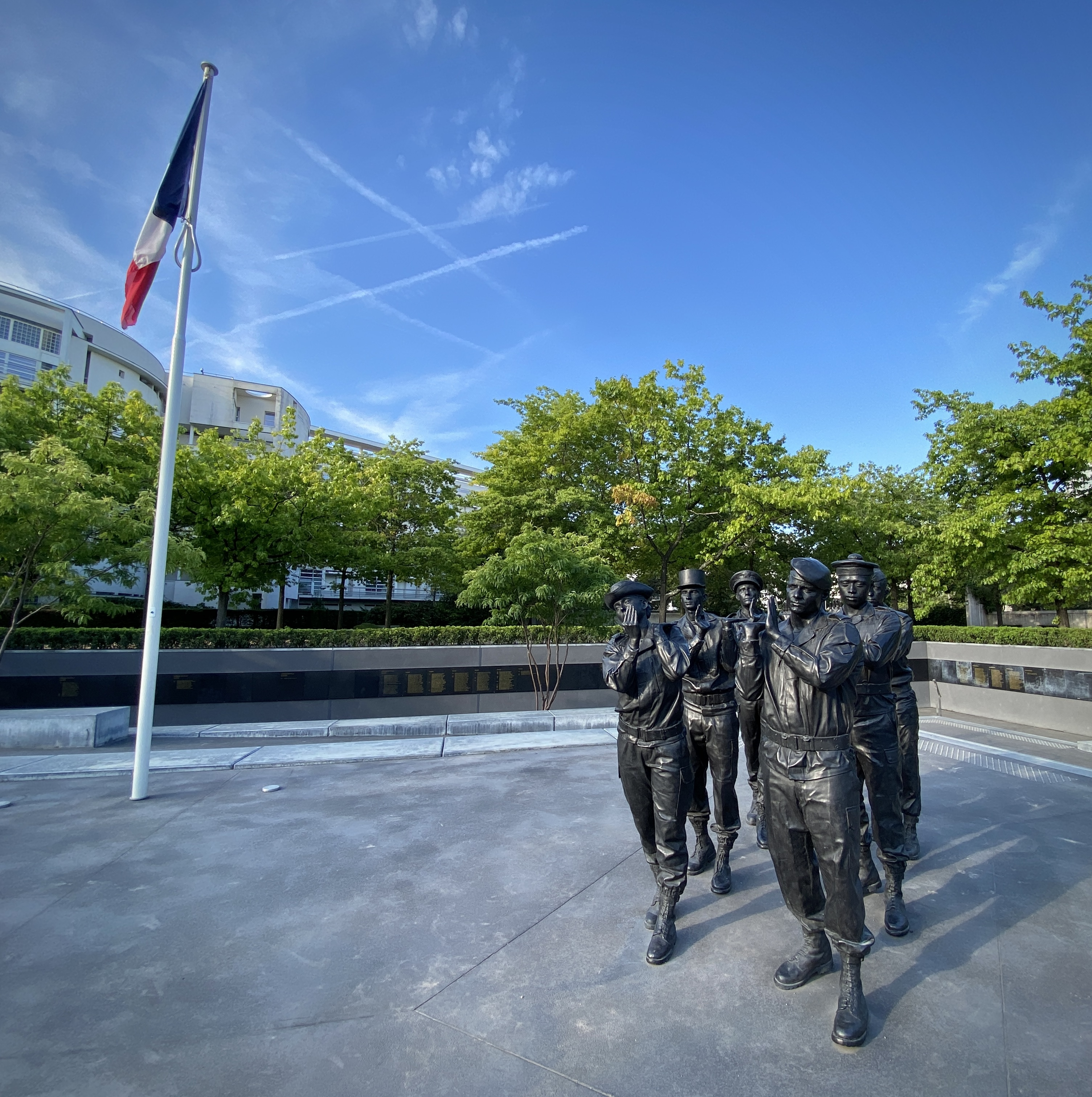

Une web-série réalisée en 2019 par le Ministère des Armées retrace en cinq épisodes la construction de ce monument. Cette série est disponible sur Internet:
- Episode 1 : Les noms pour mémoire
- Episode 2 : Conception - à l'image de leur modèle
- Episode 3 : Conception - de masque et de cire
- Episode 4 : Le travail du bronze
- Episode 5 : Un monument hommage

## Photos des plaques avec les noms des militaires - août 2022

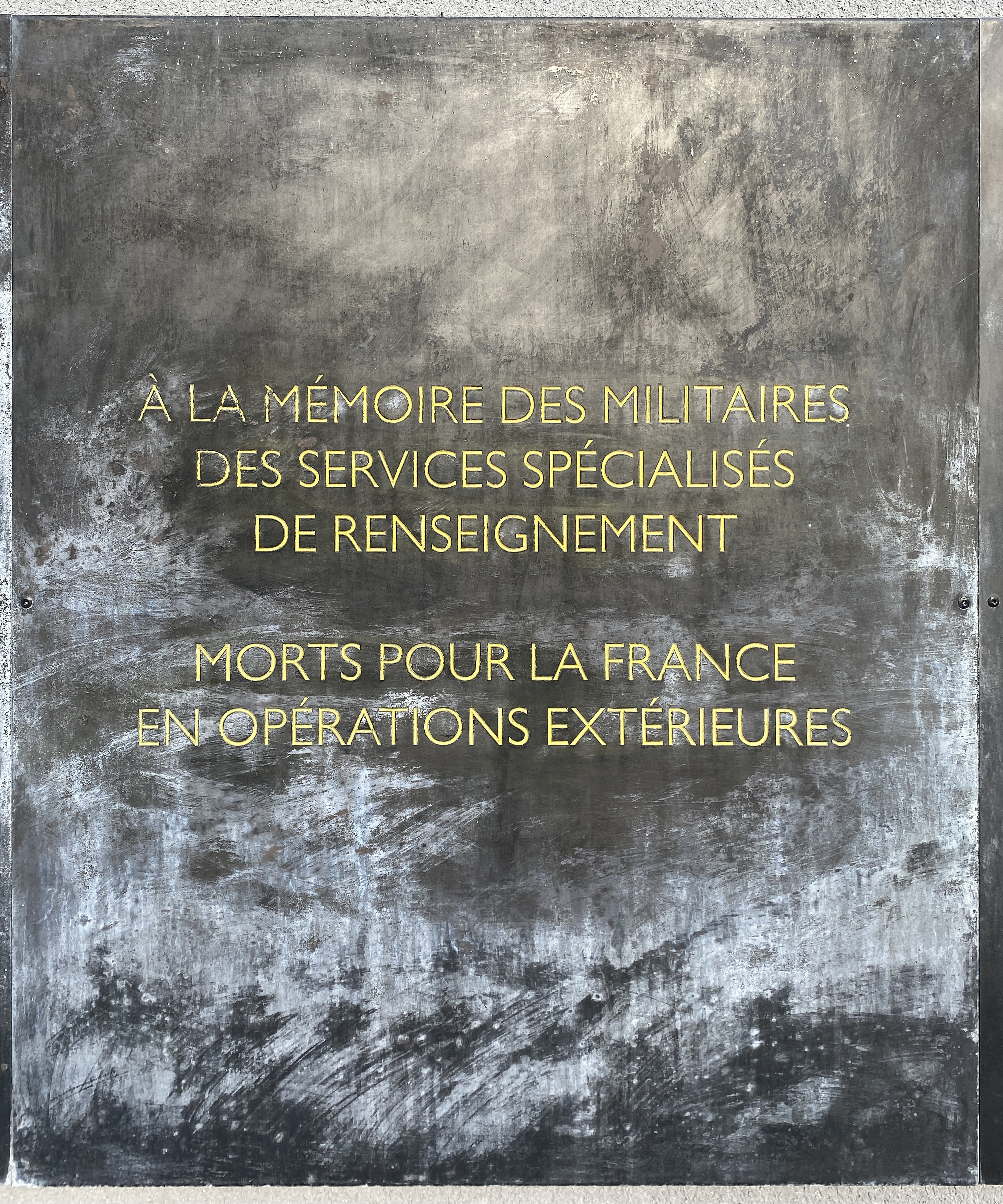
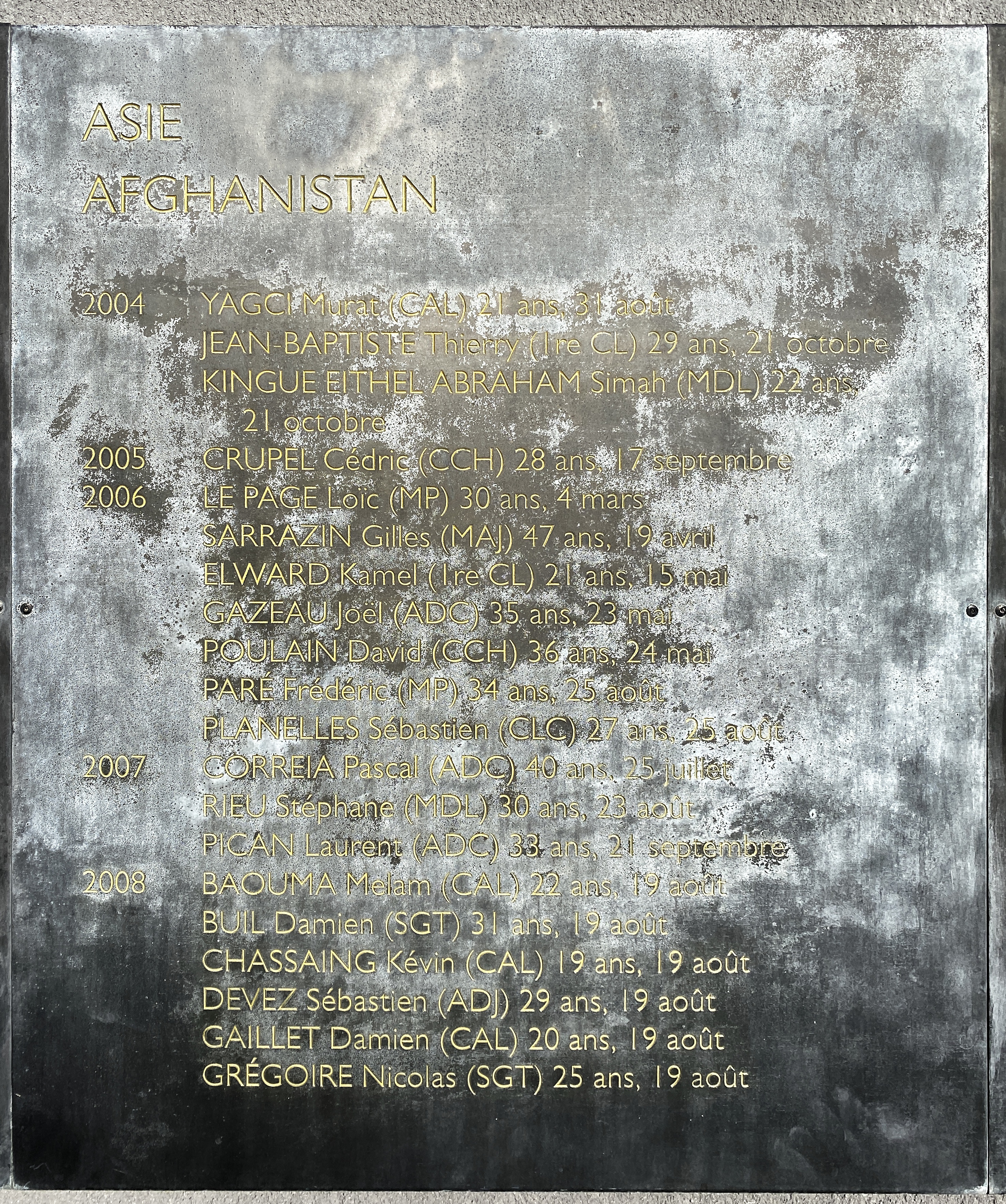
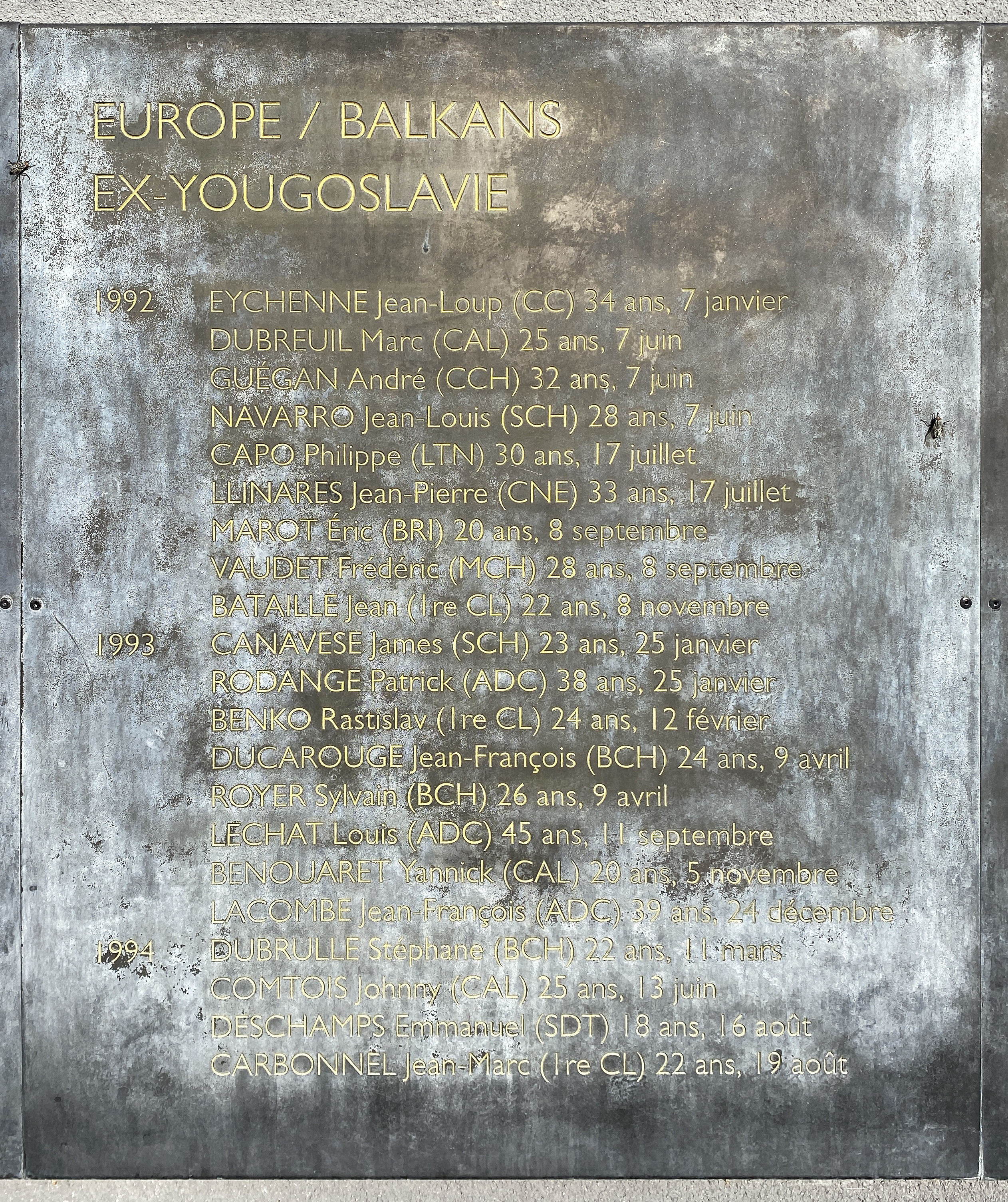
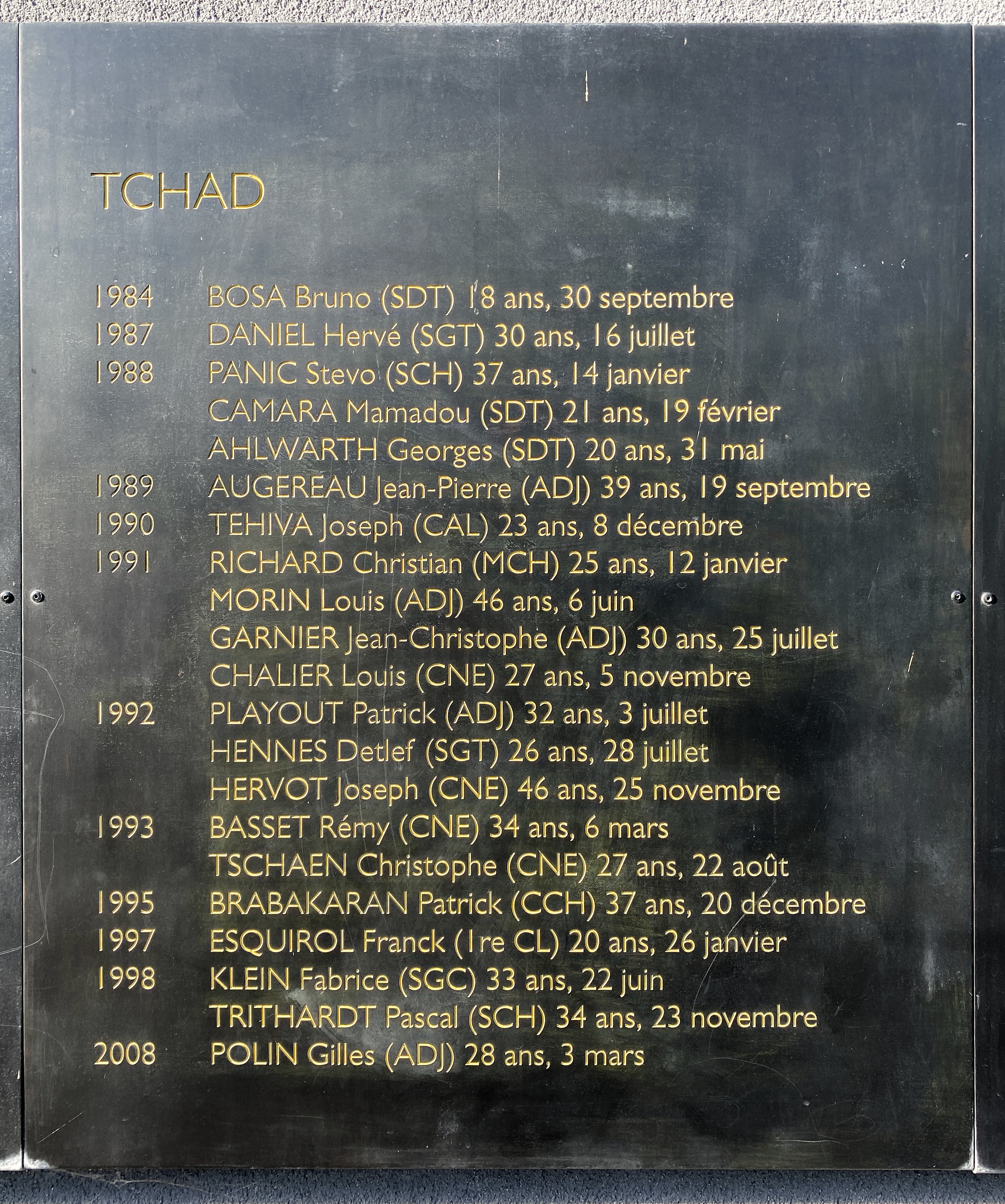
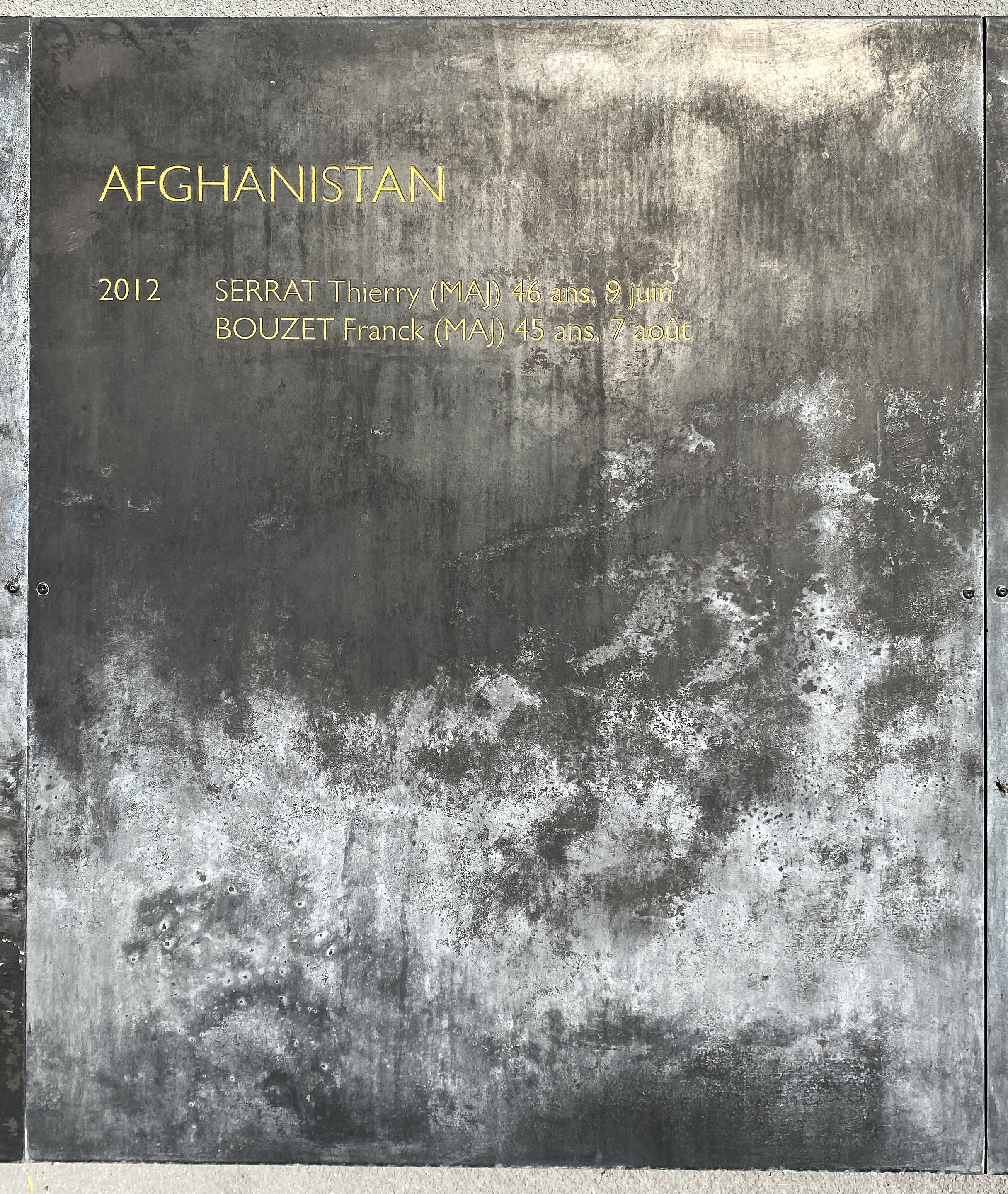
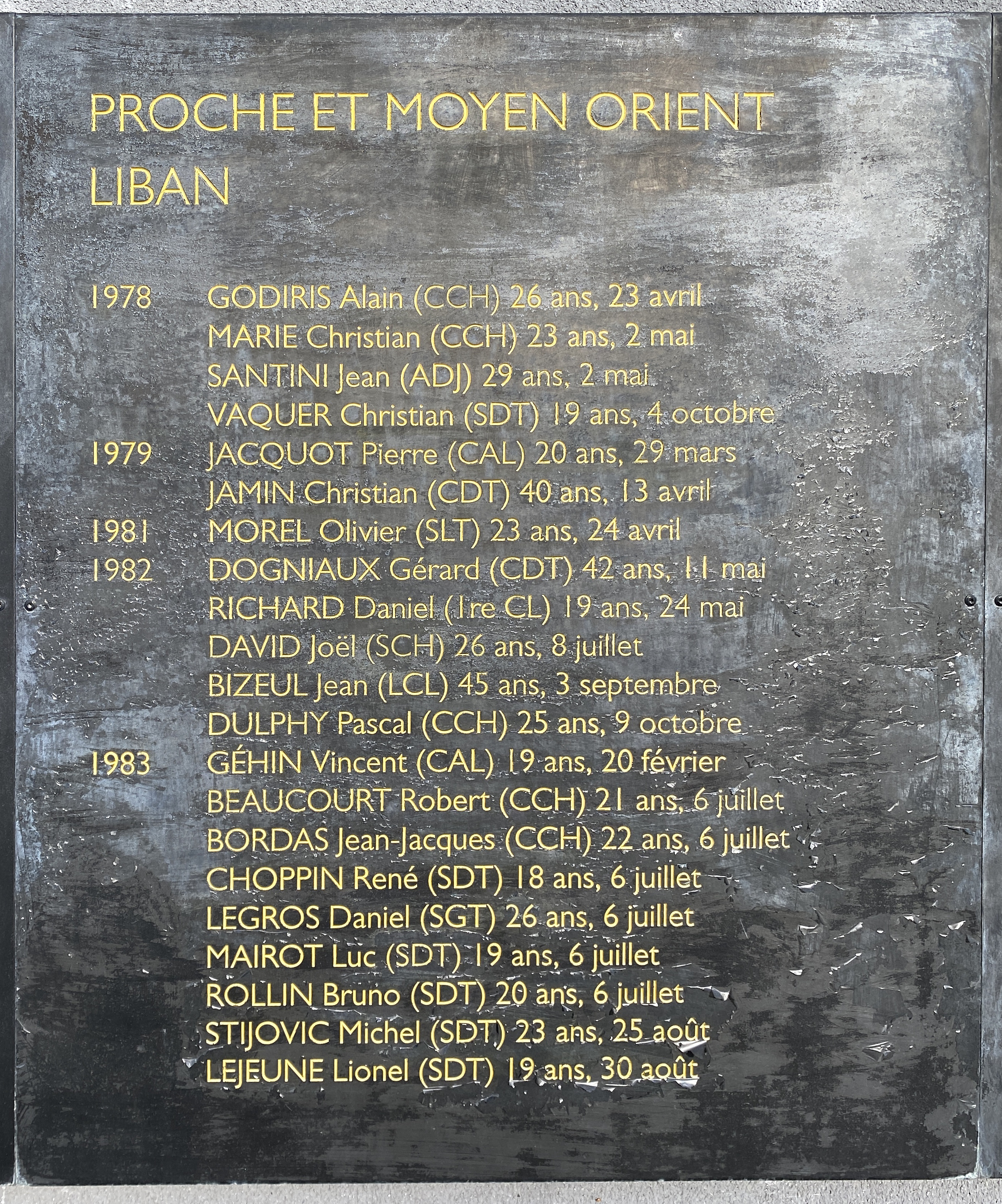
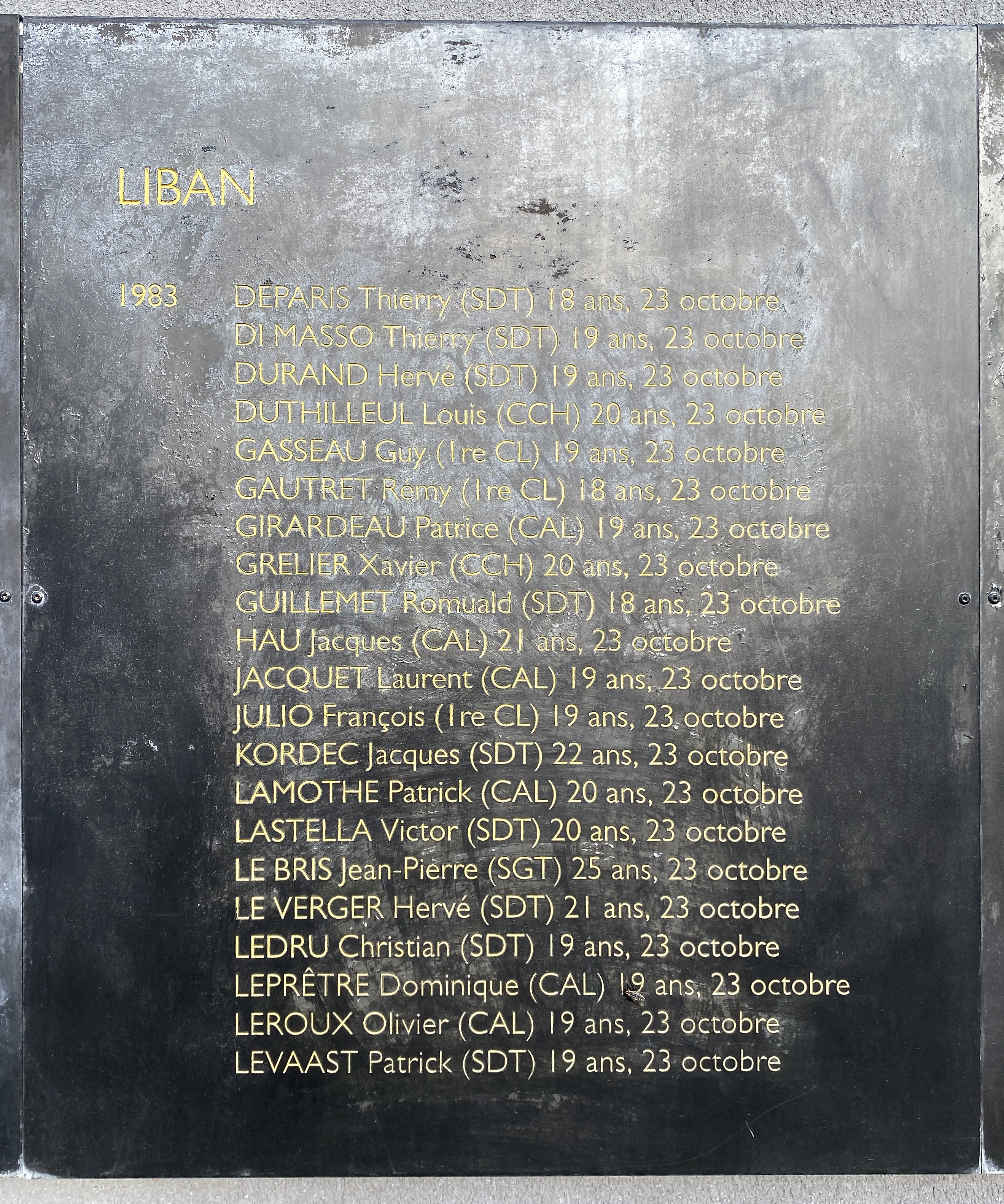
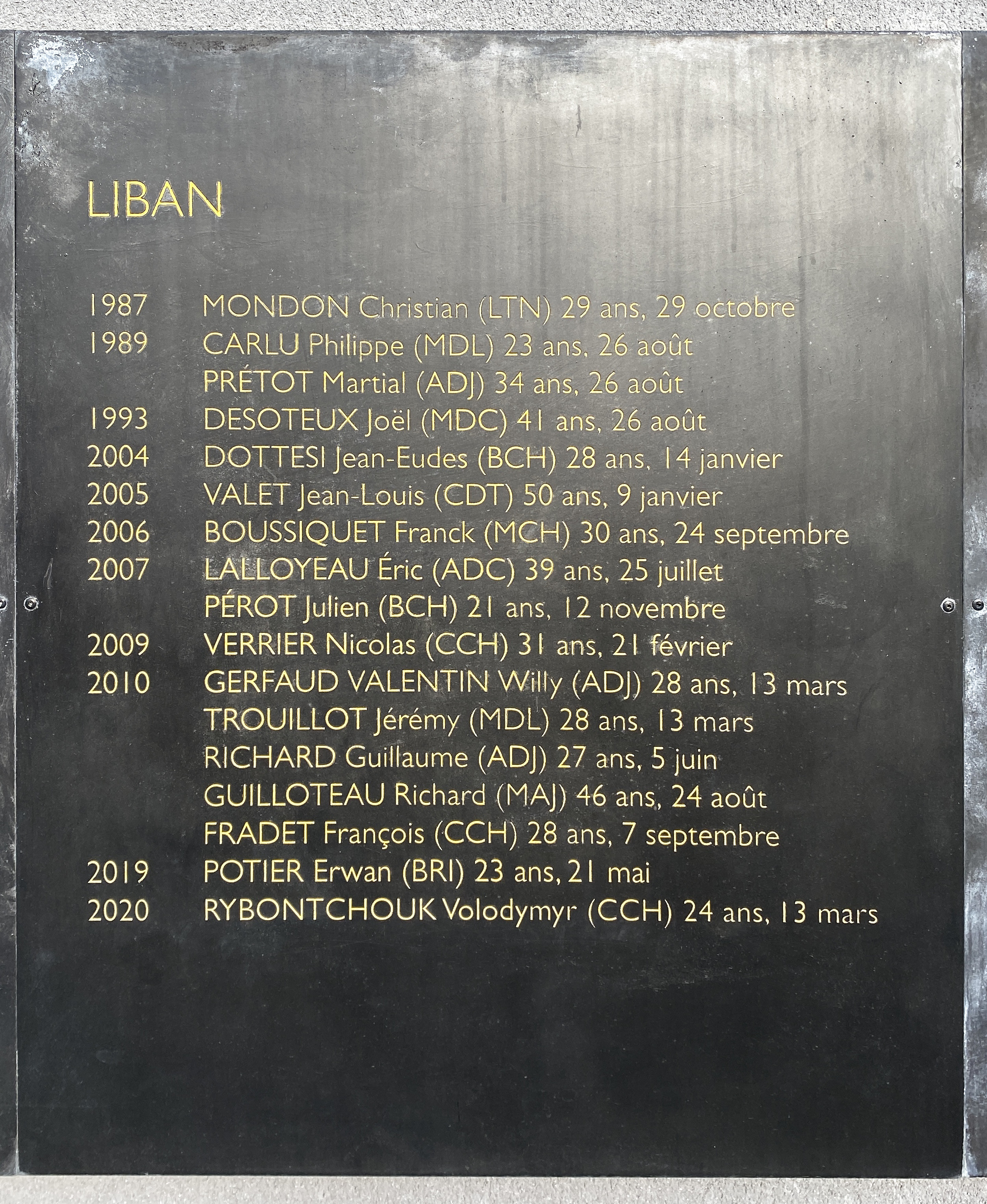
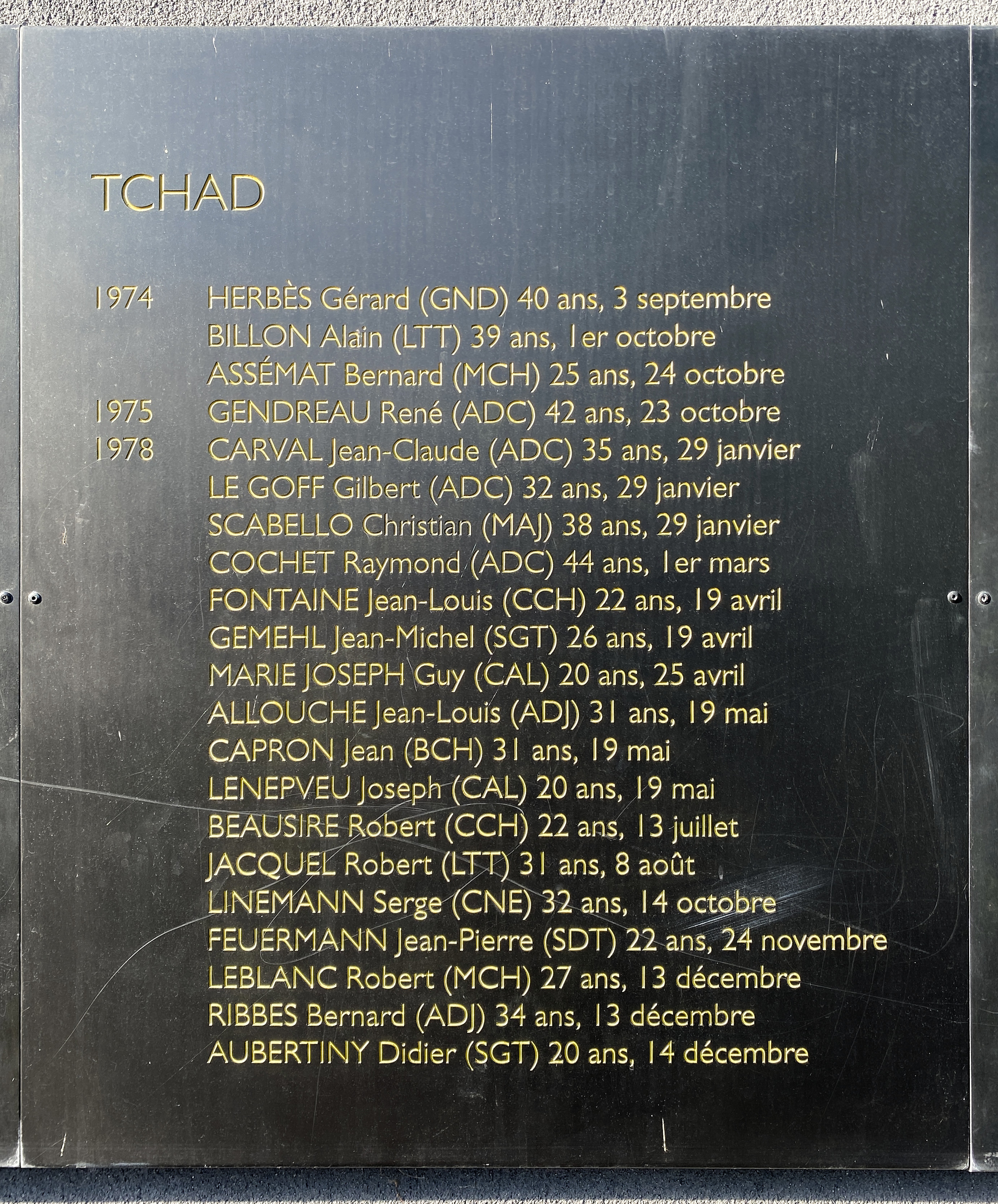
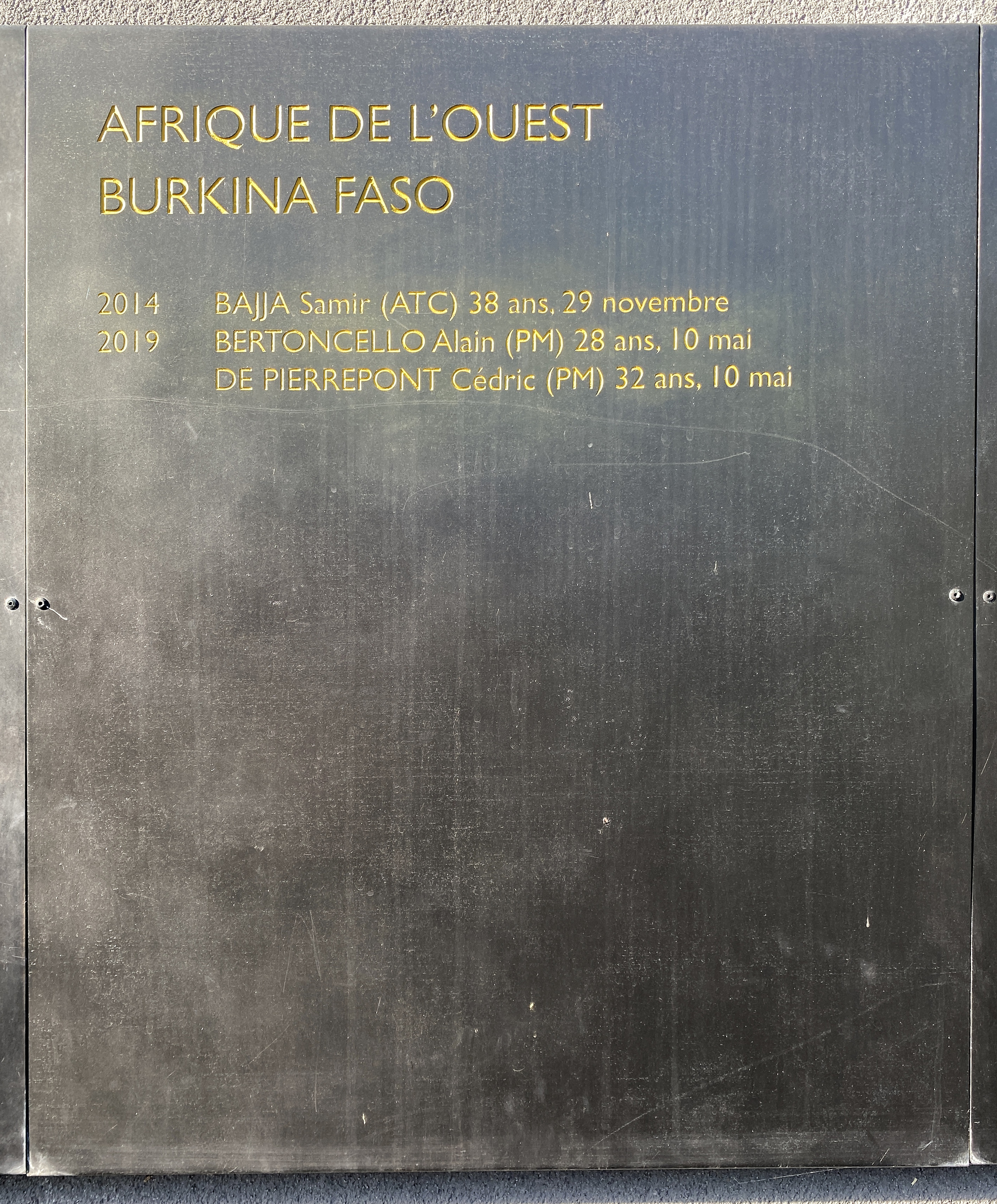
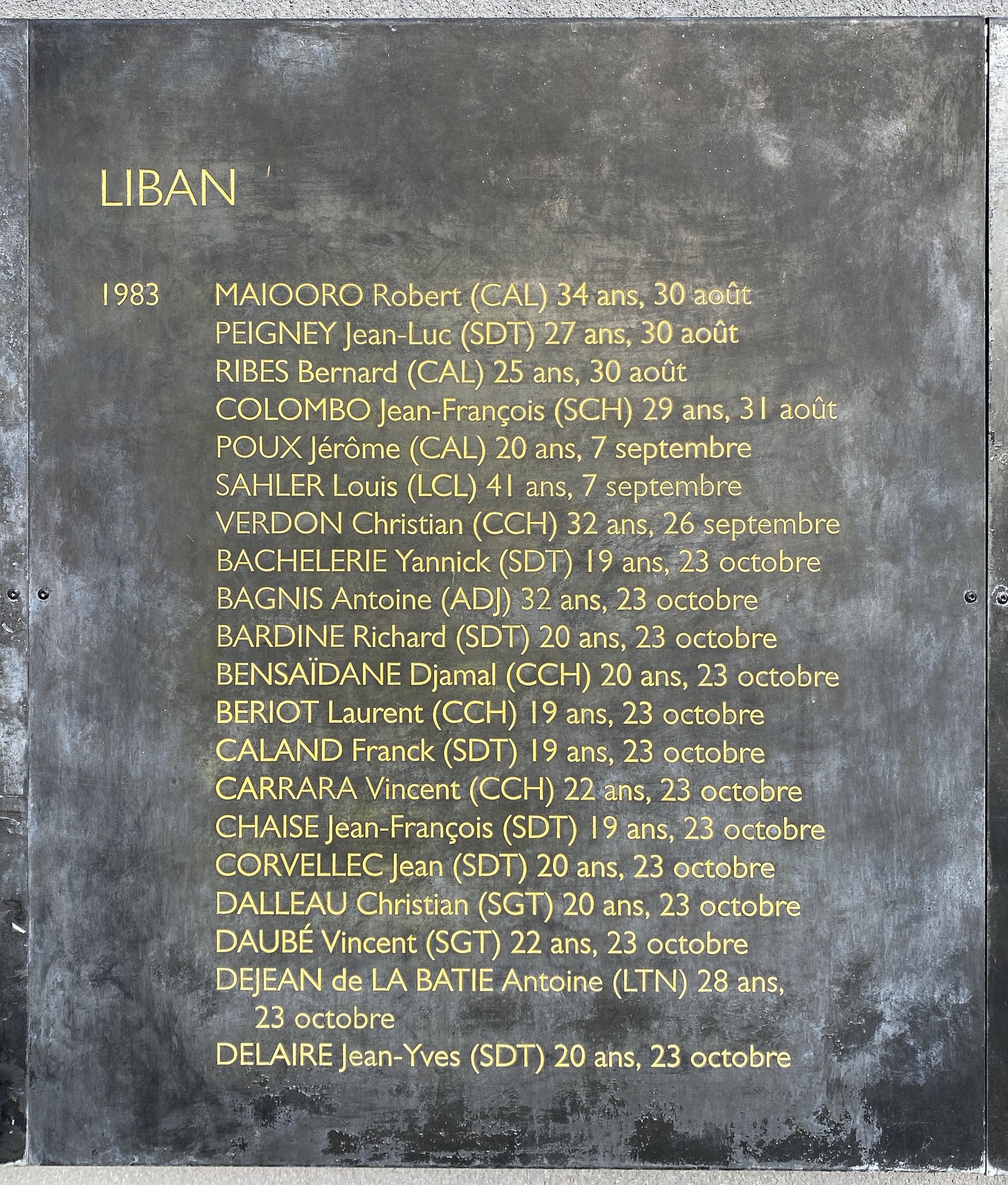
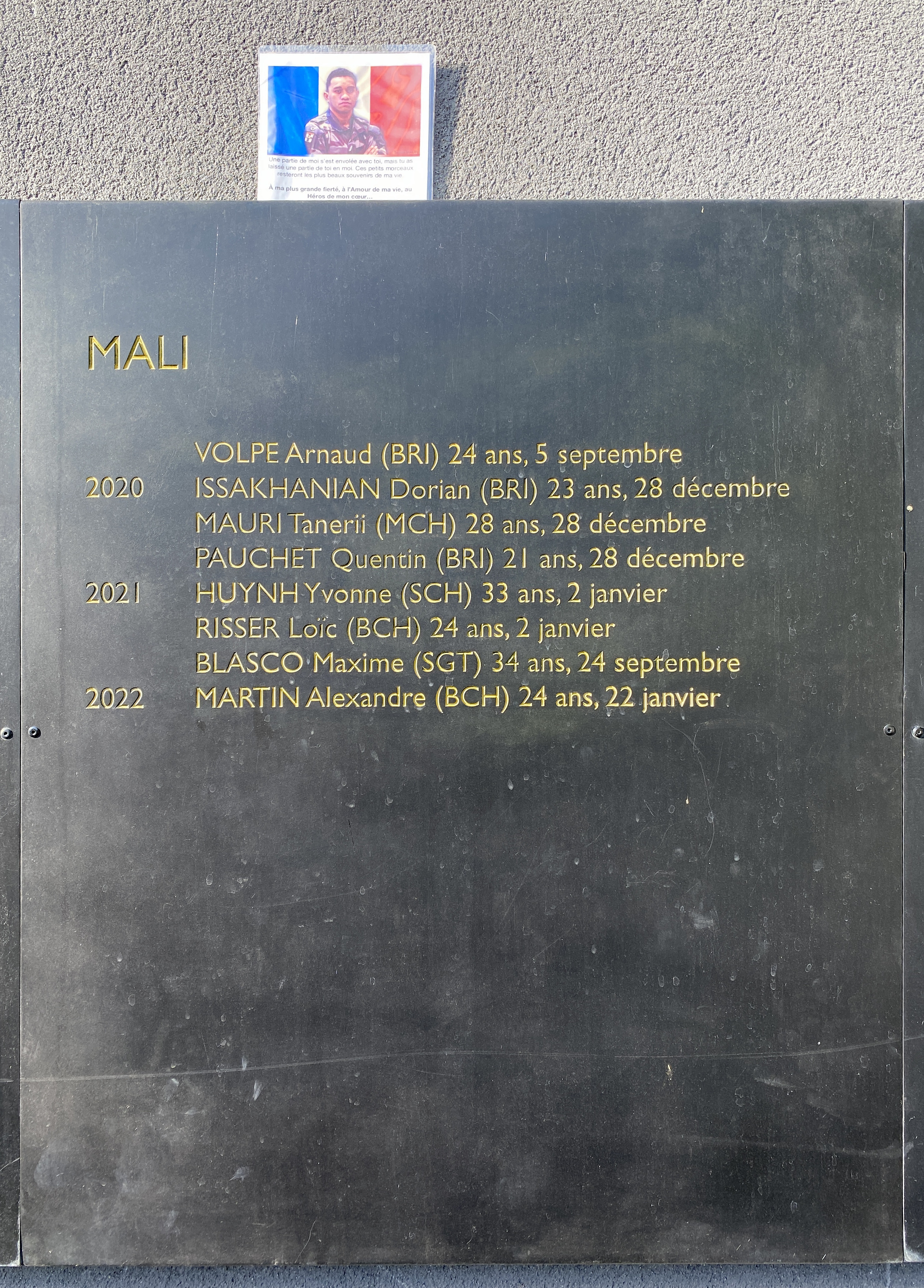
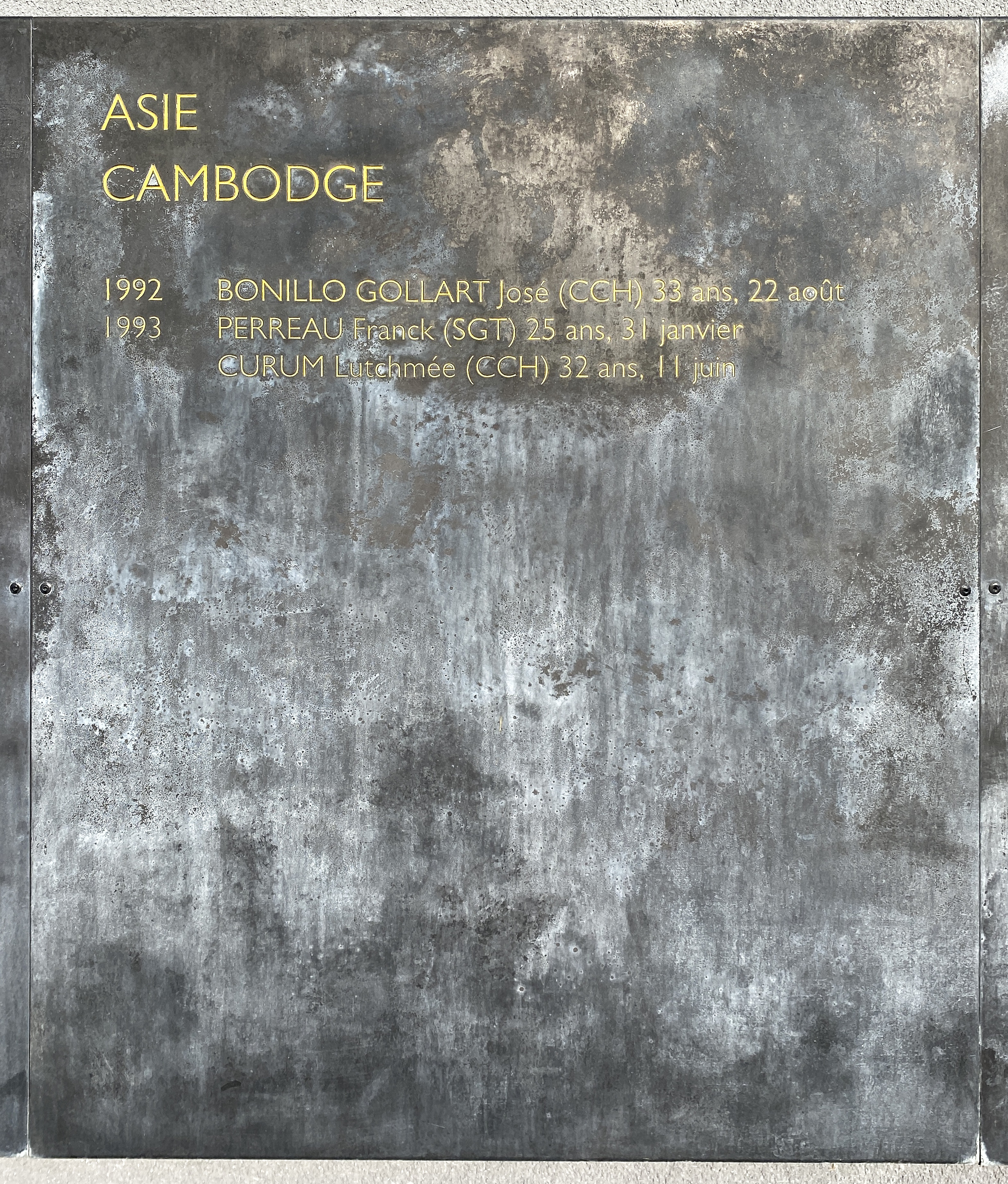
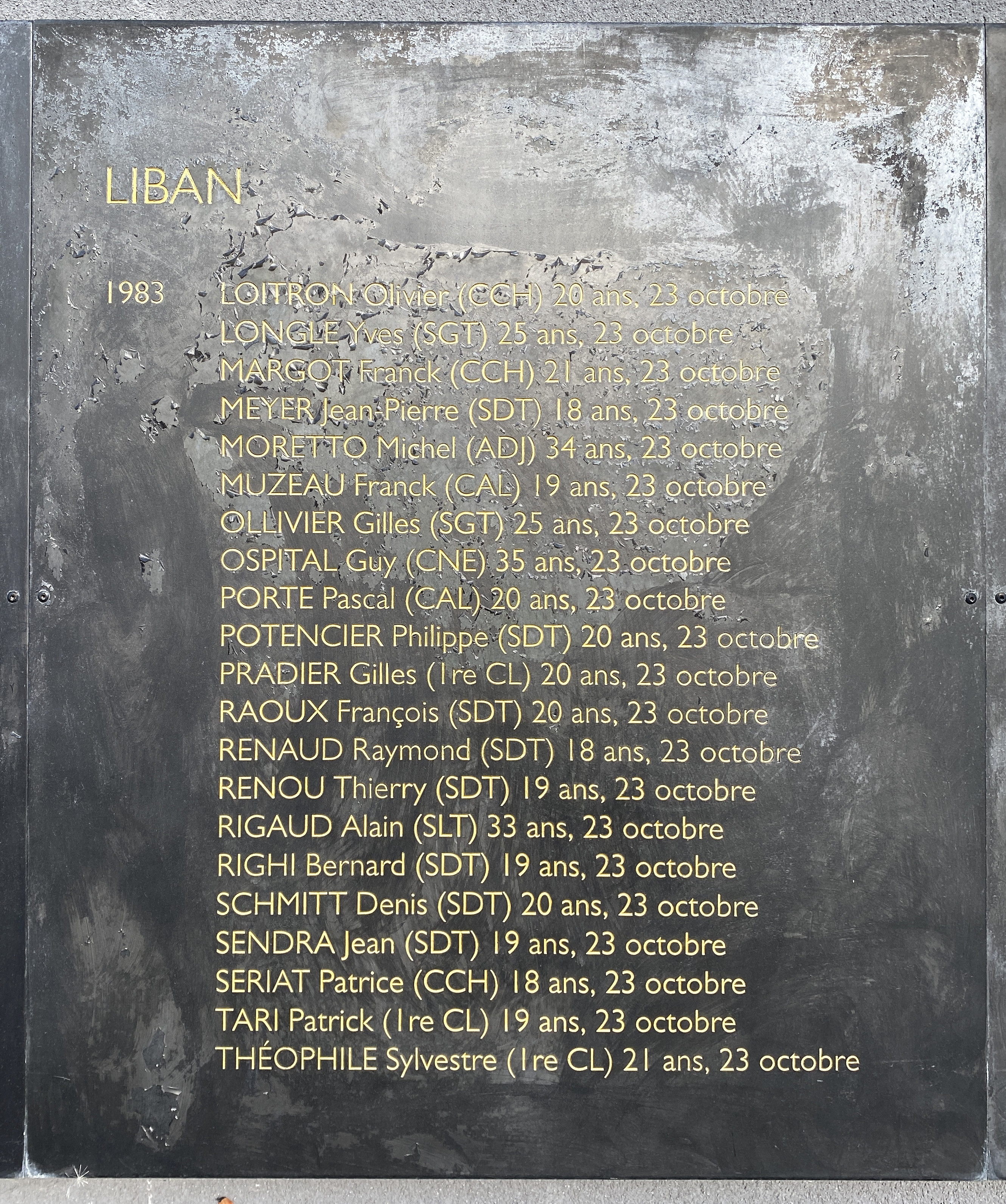
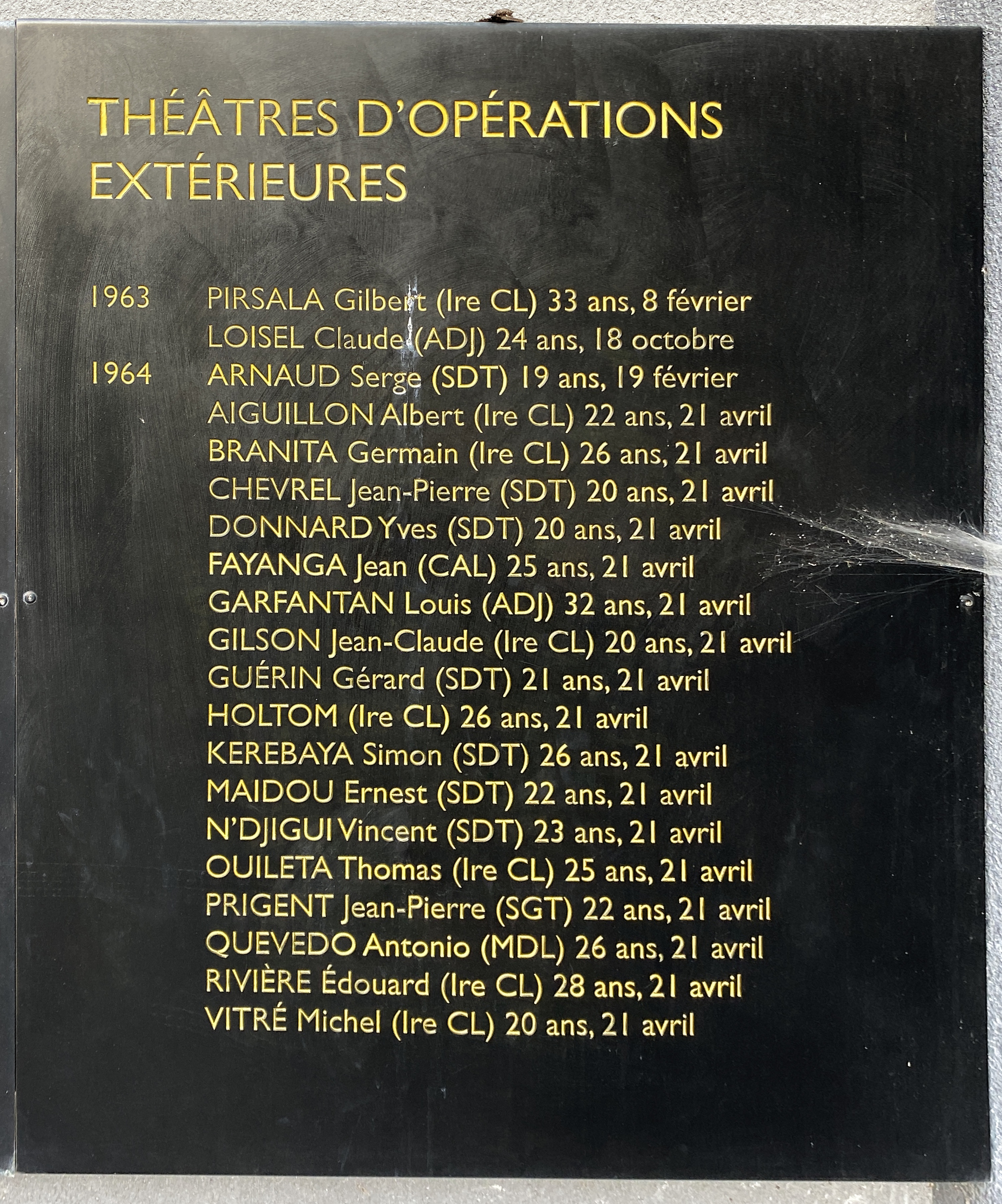
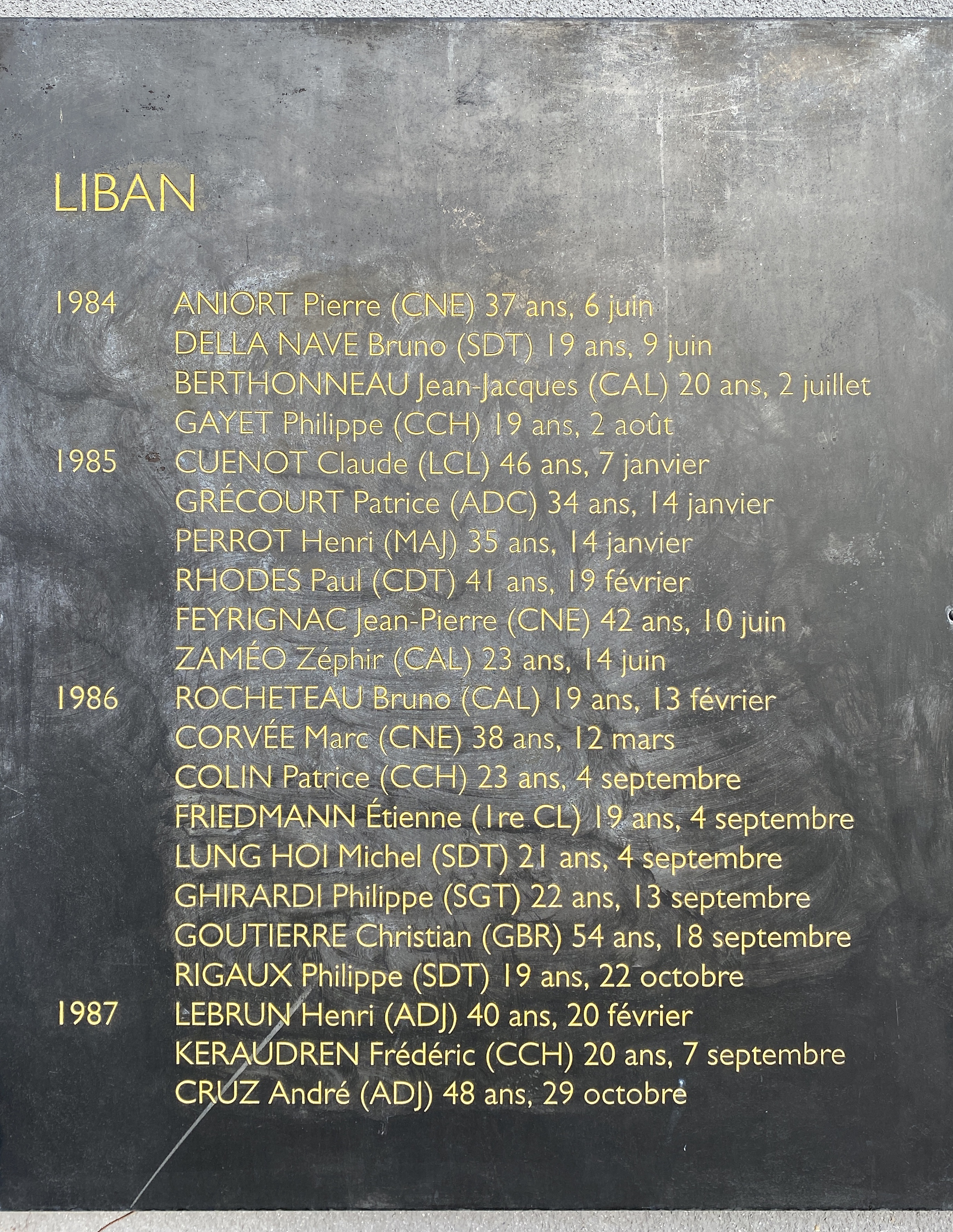
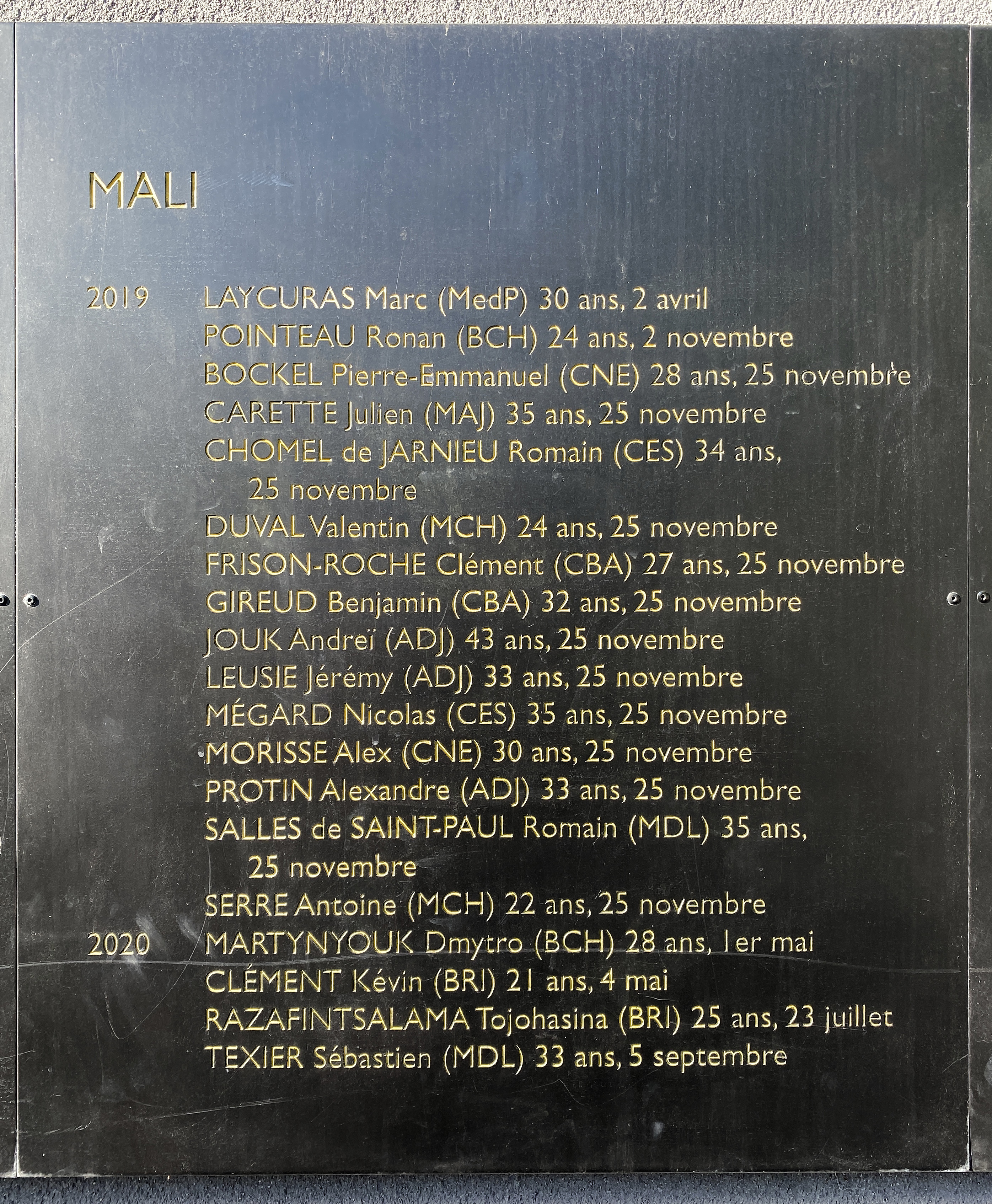
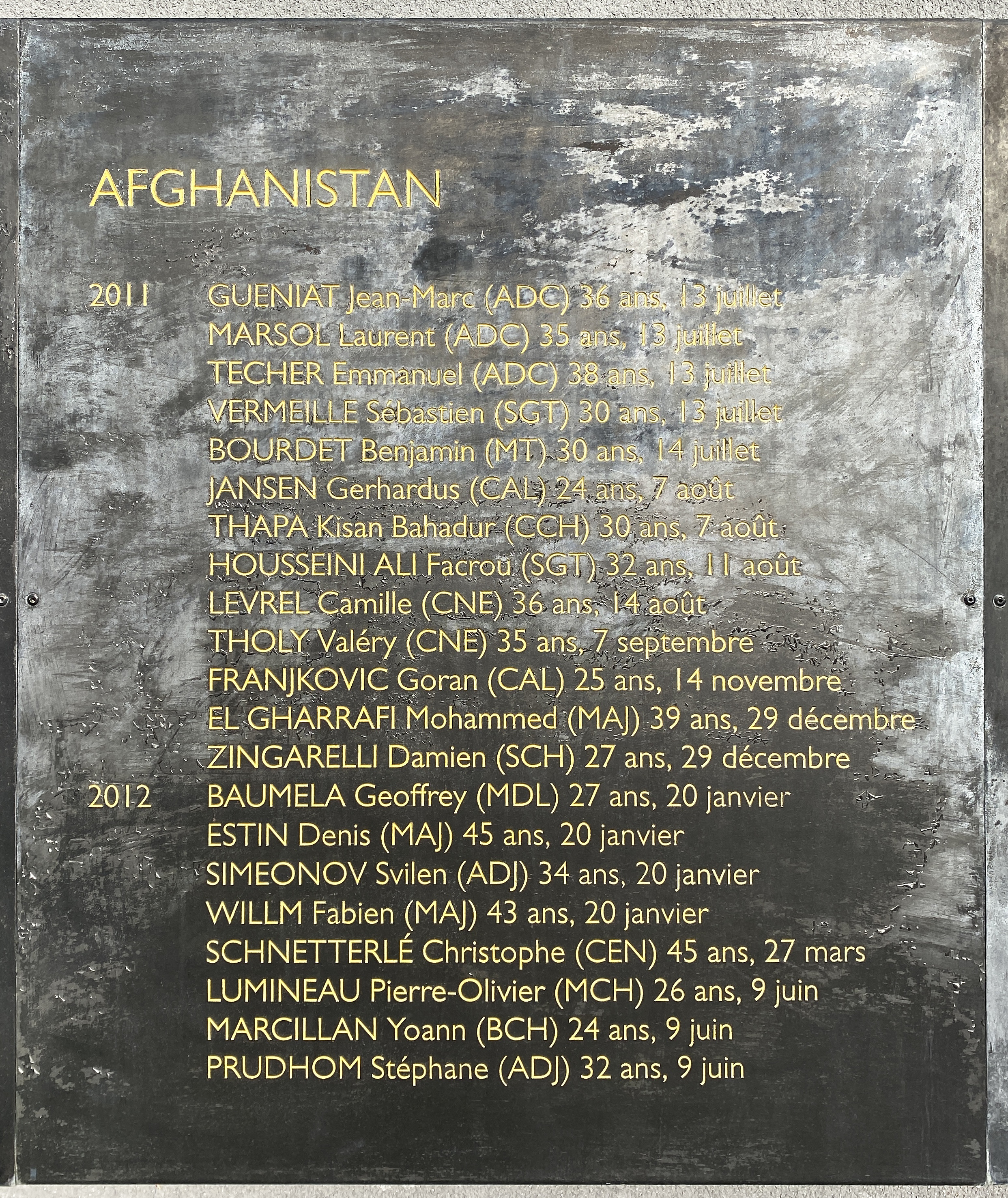
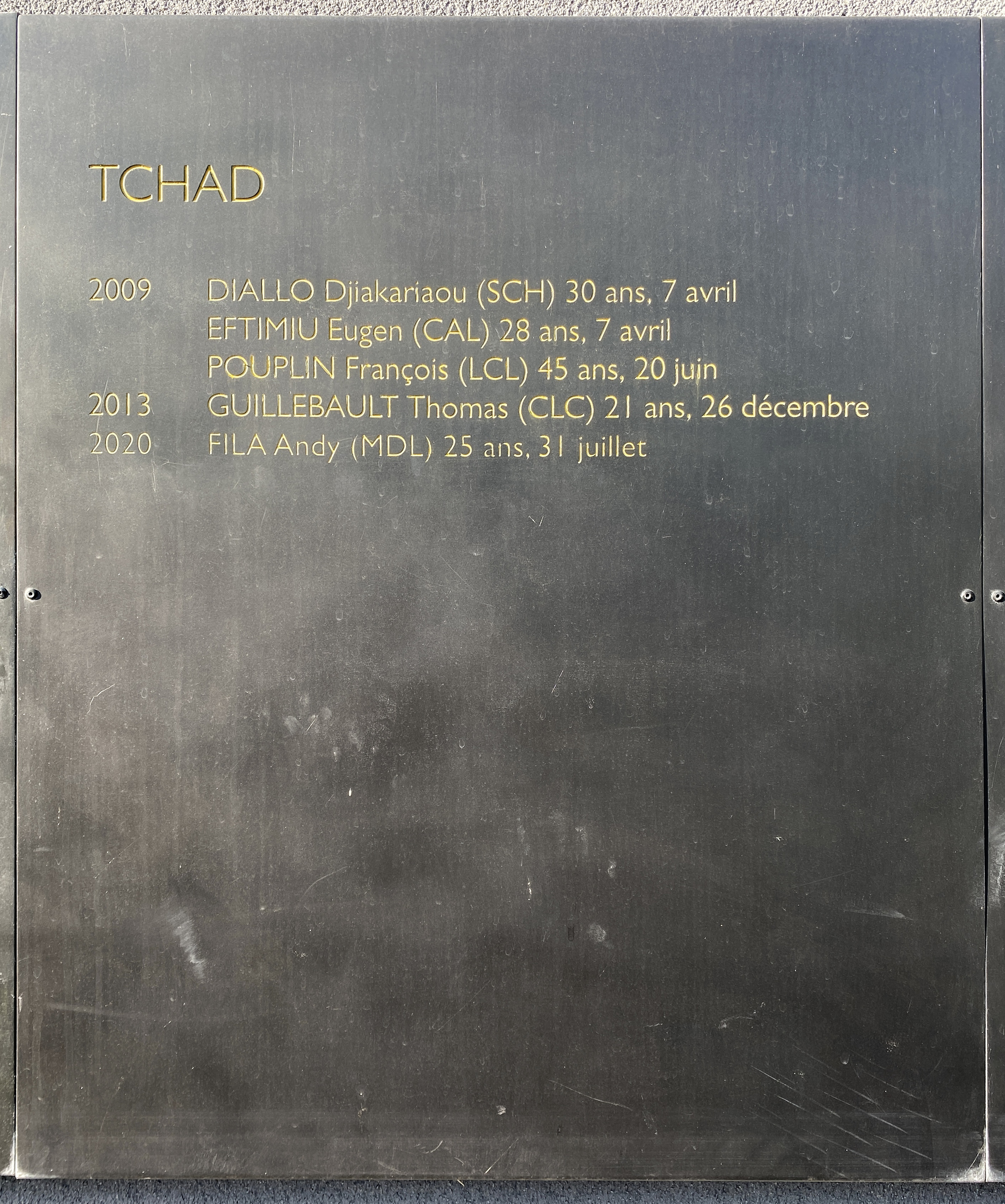
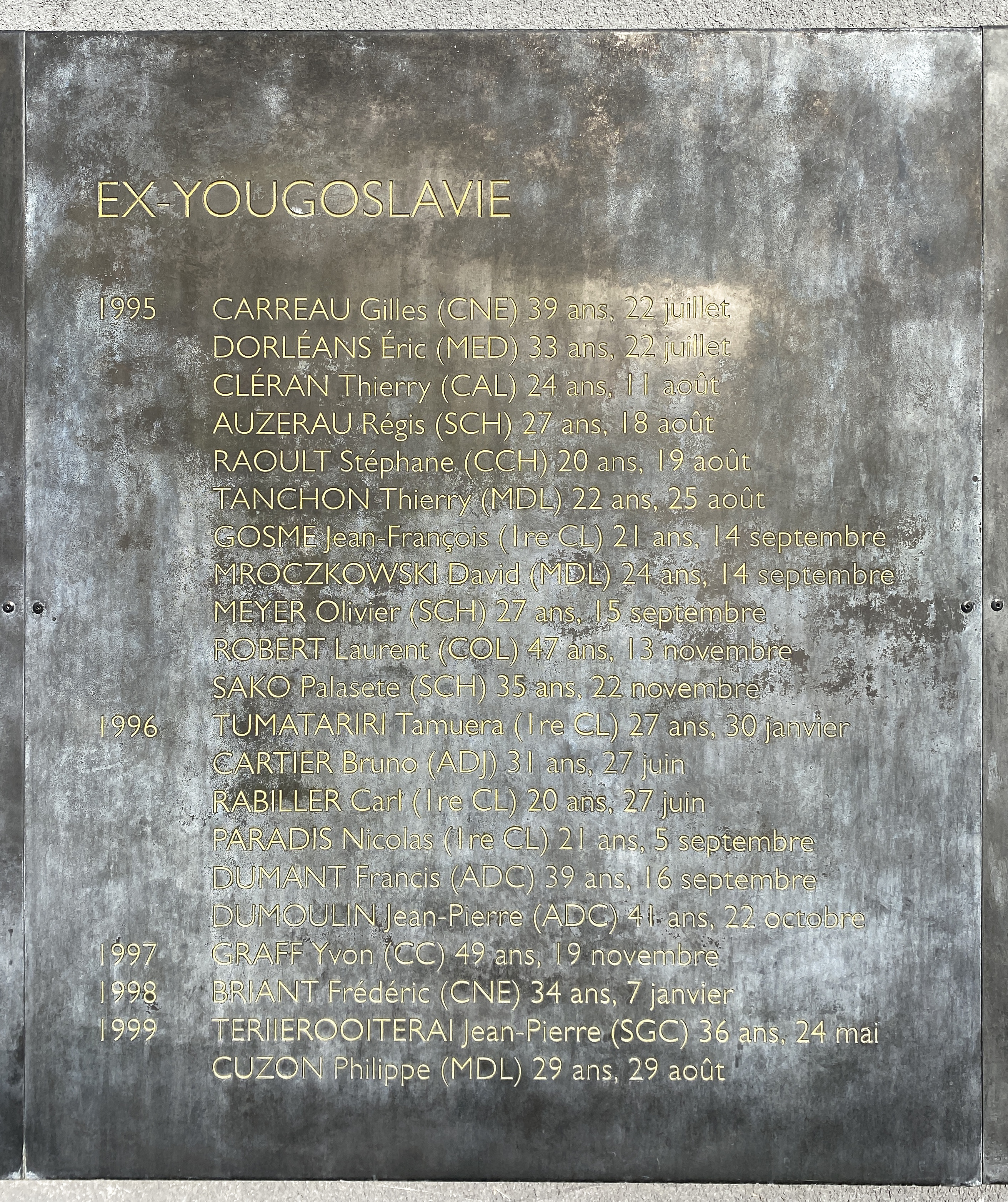
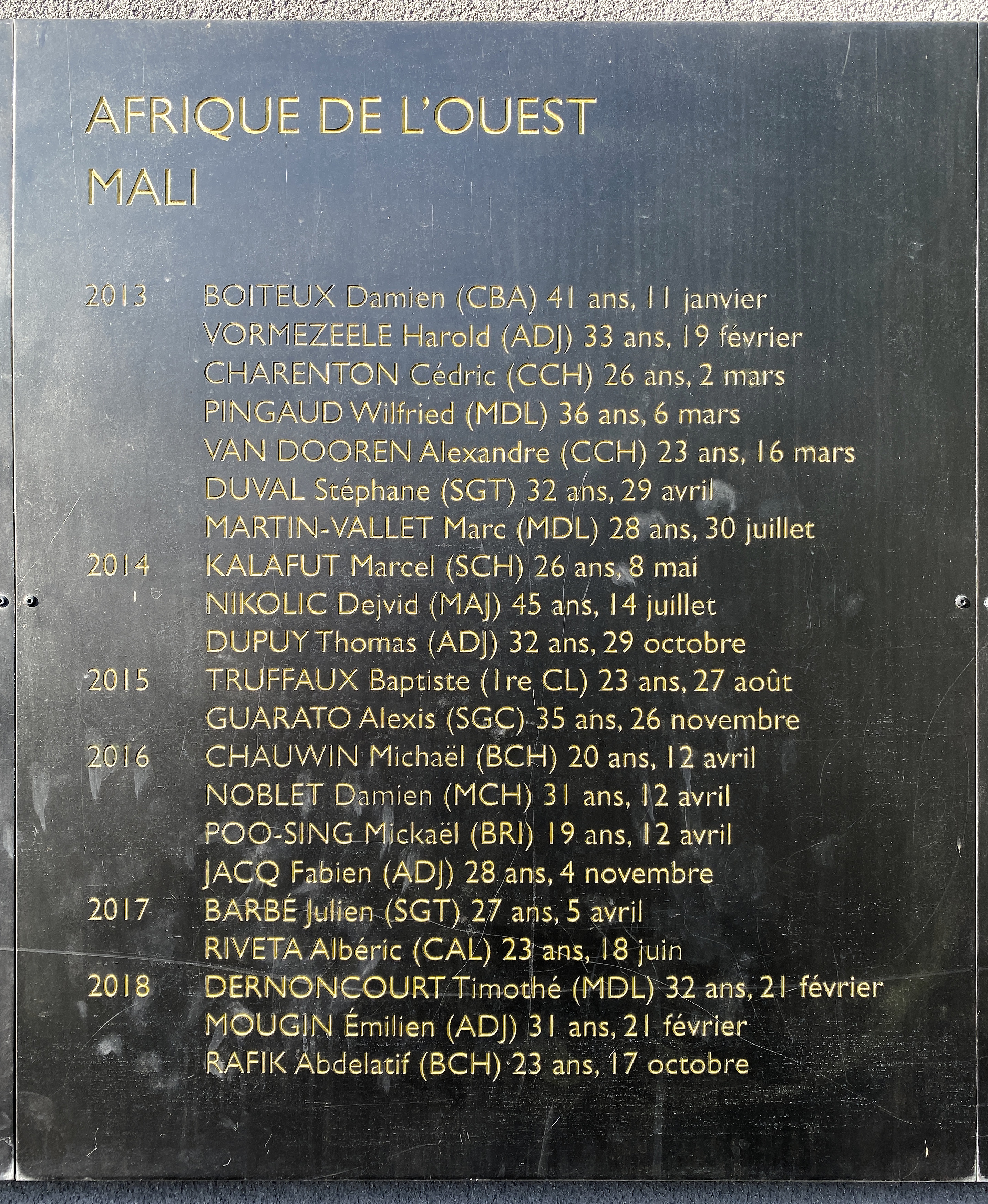
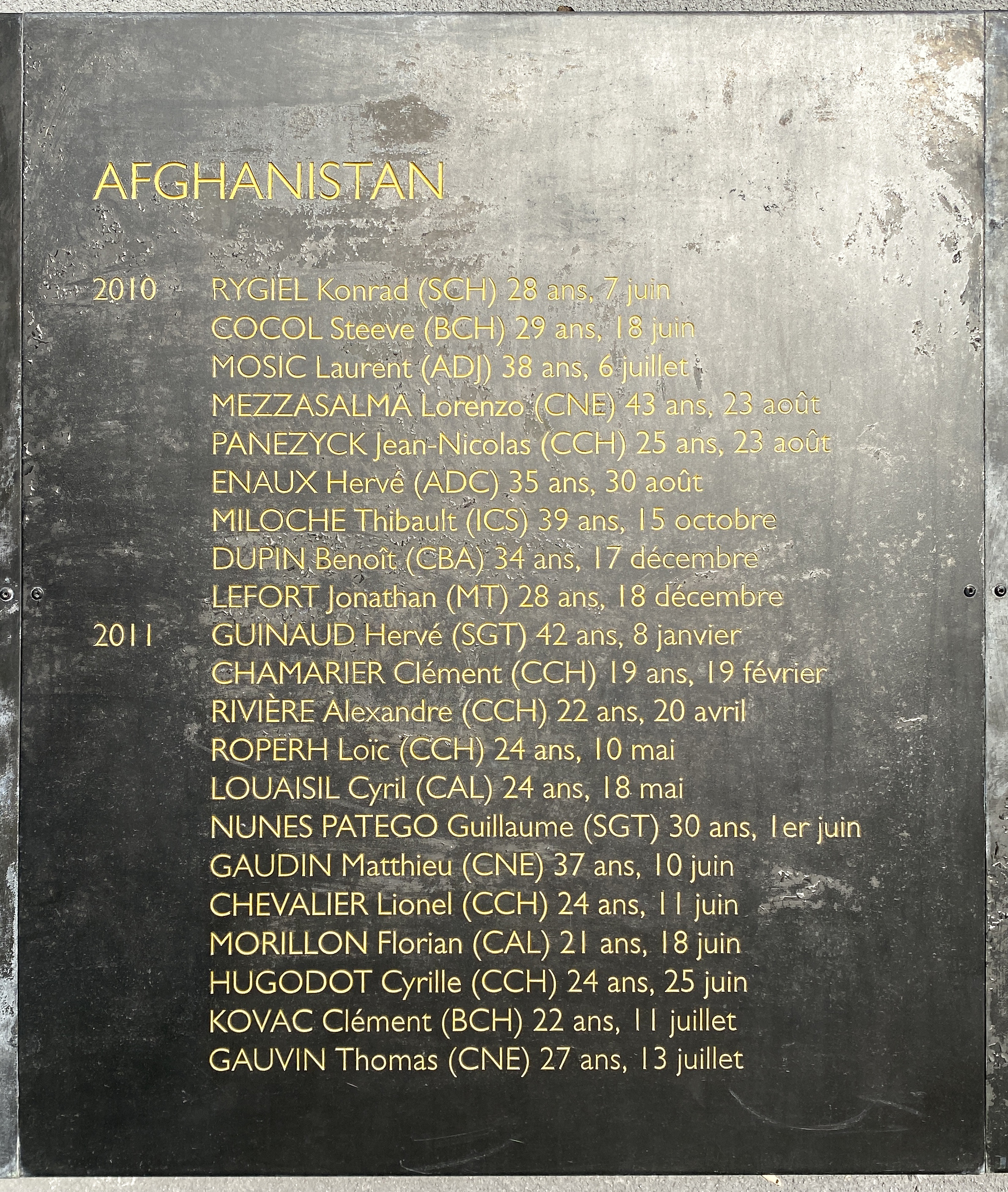
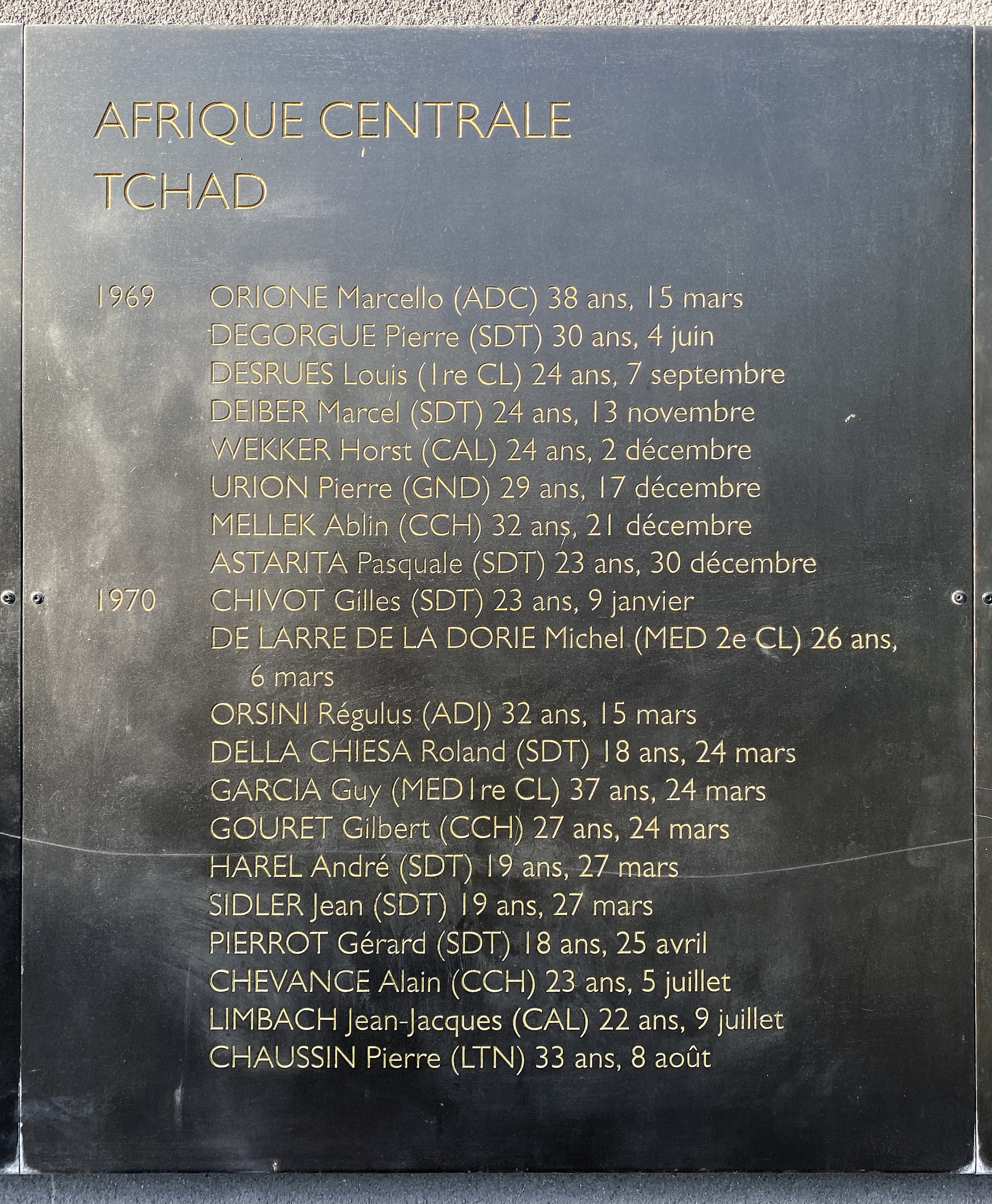
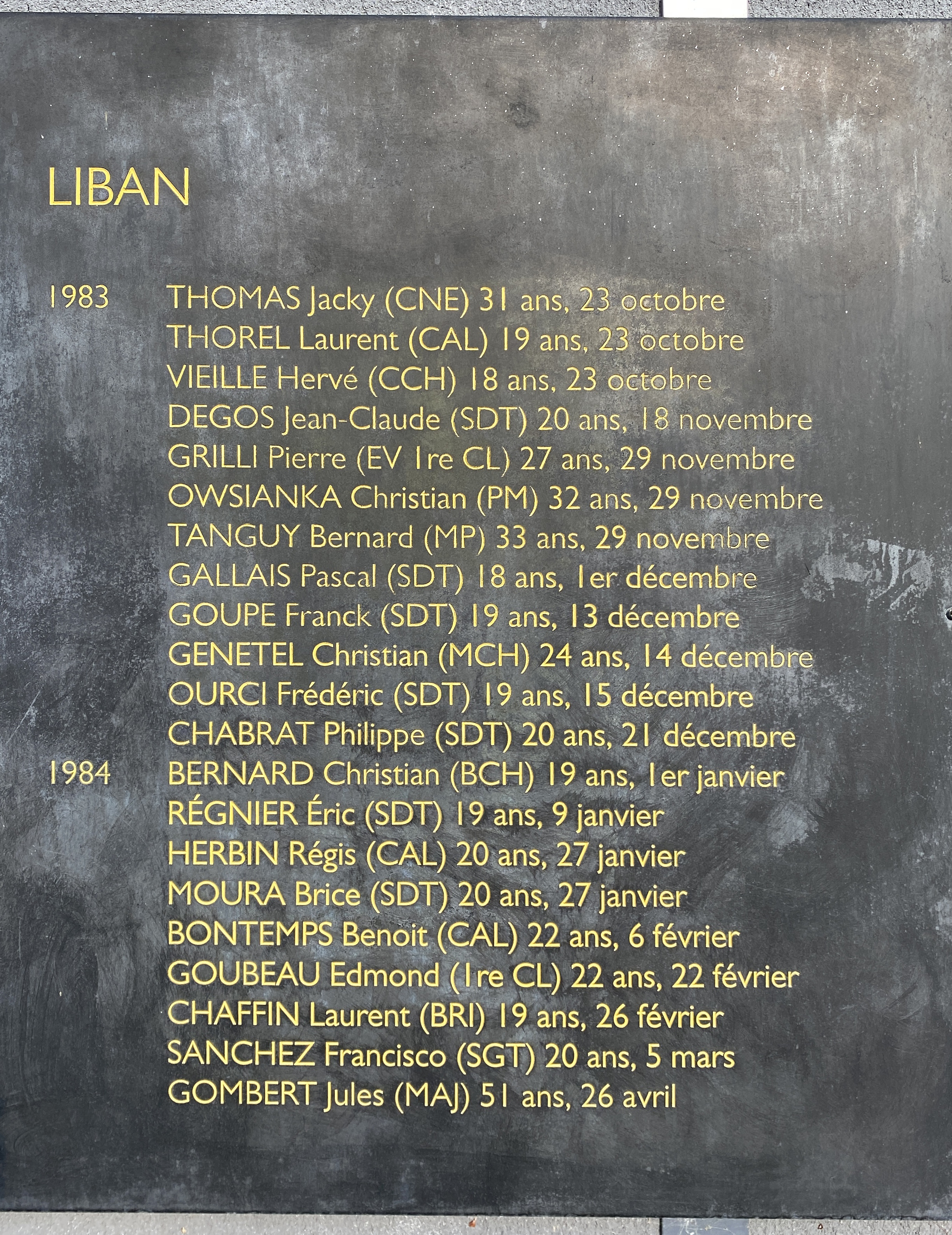
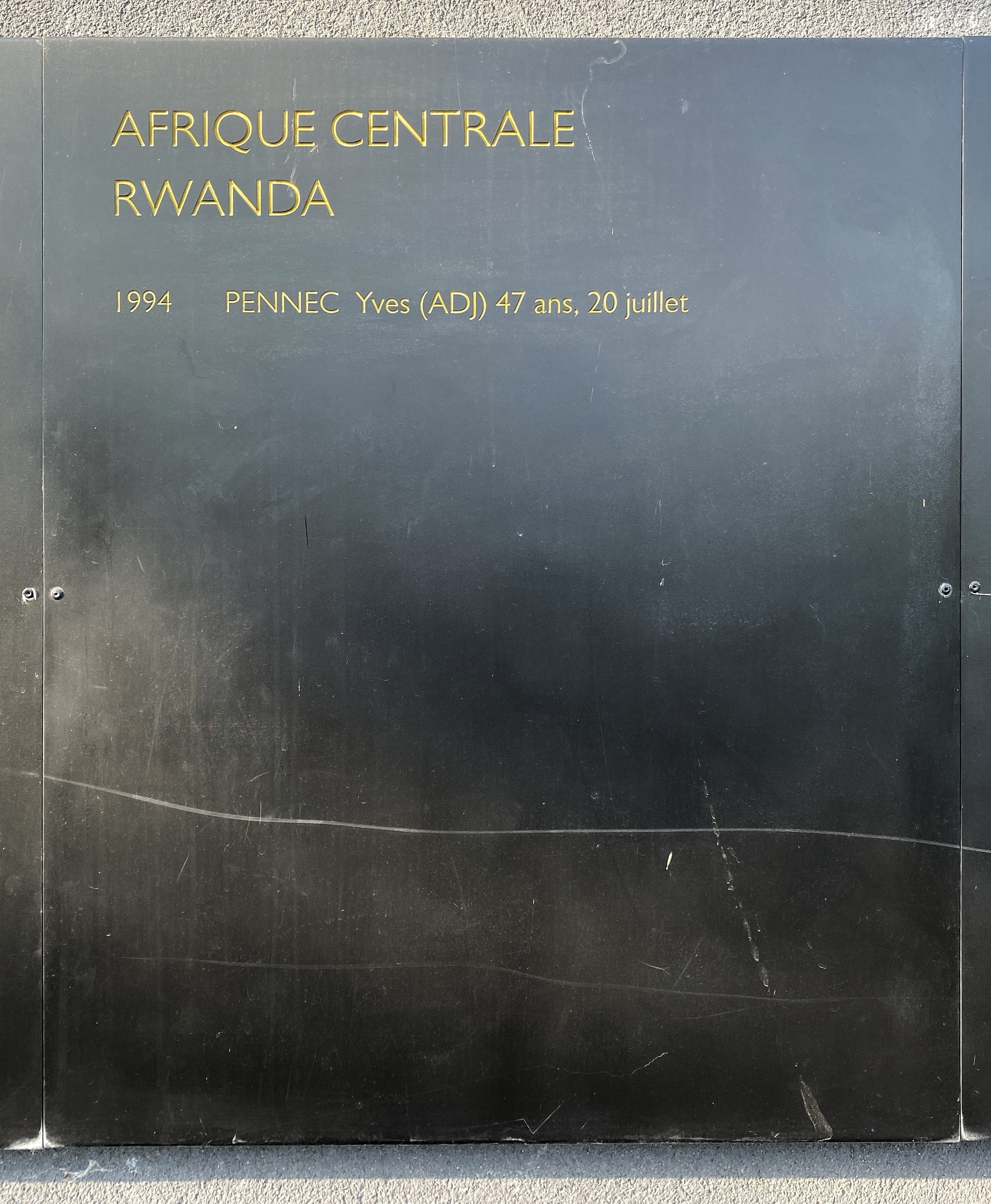
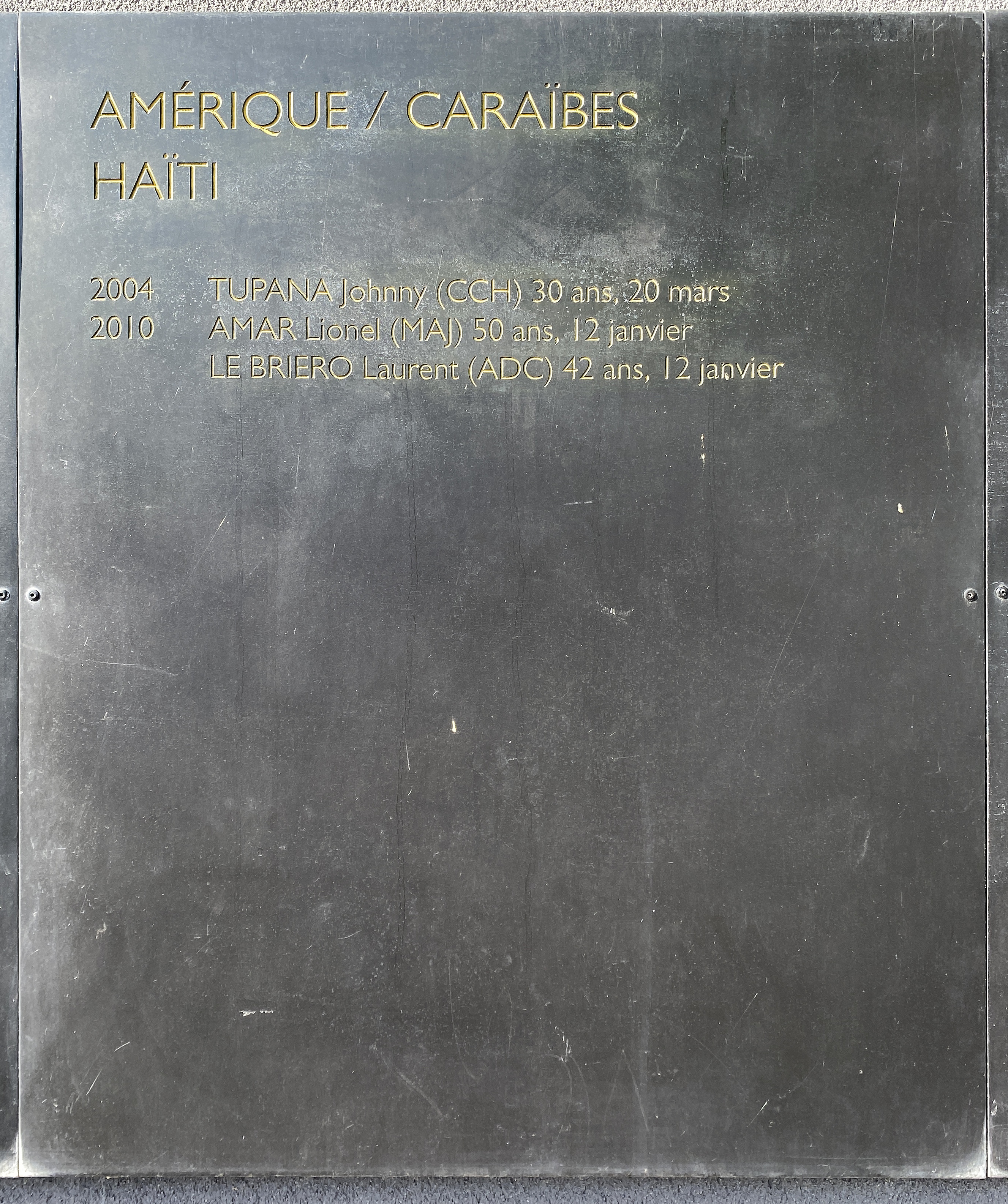
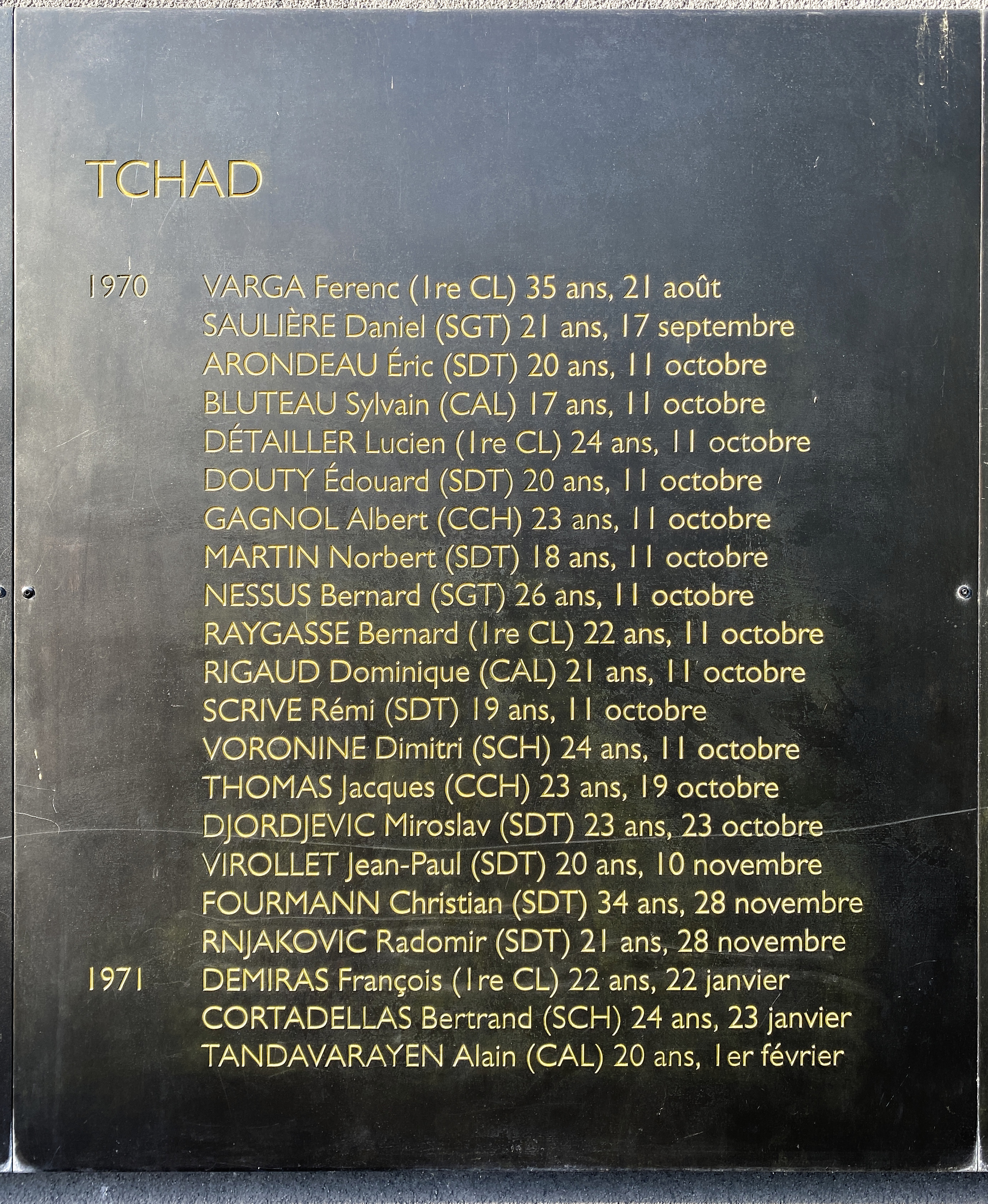
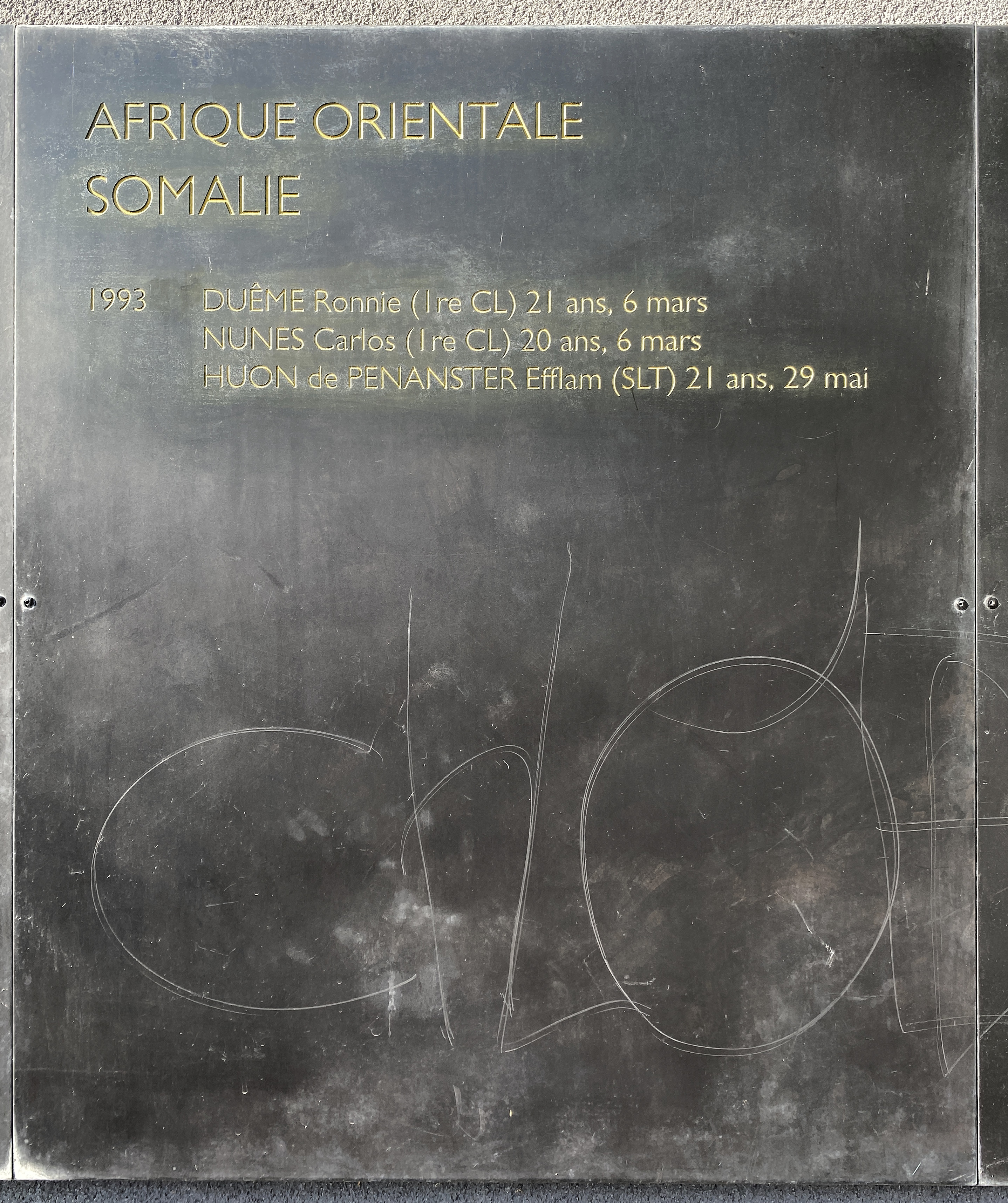
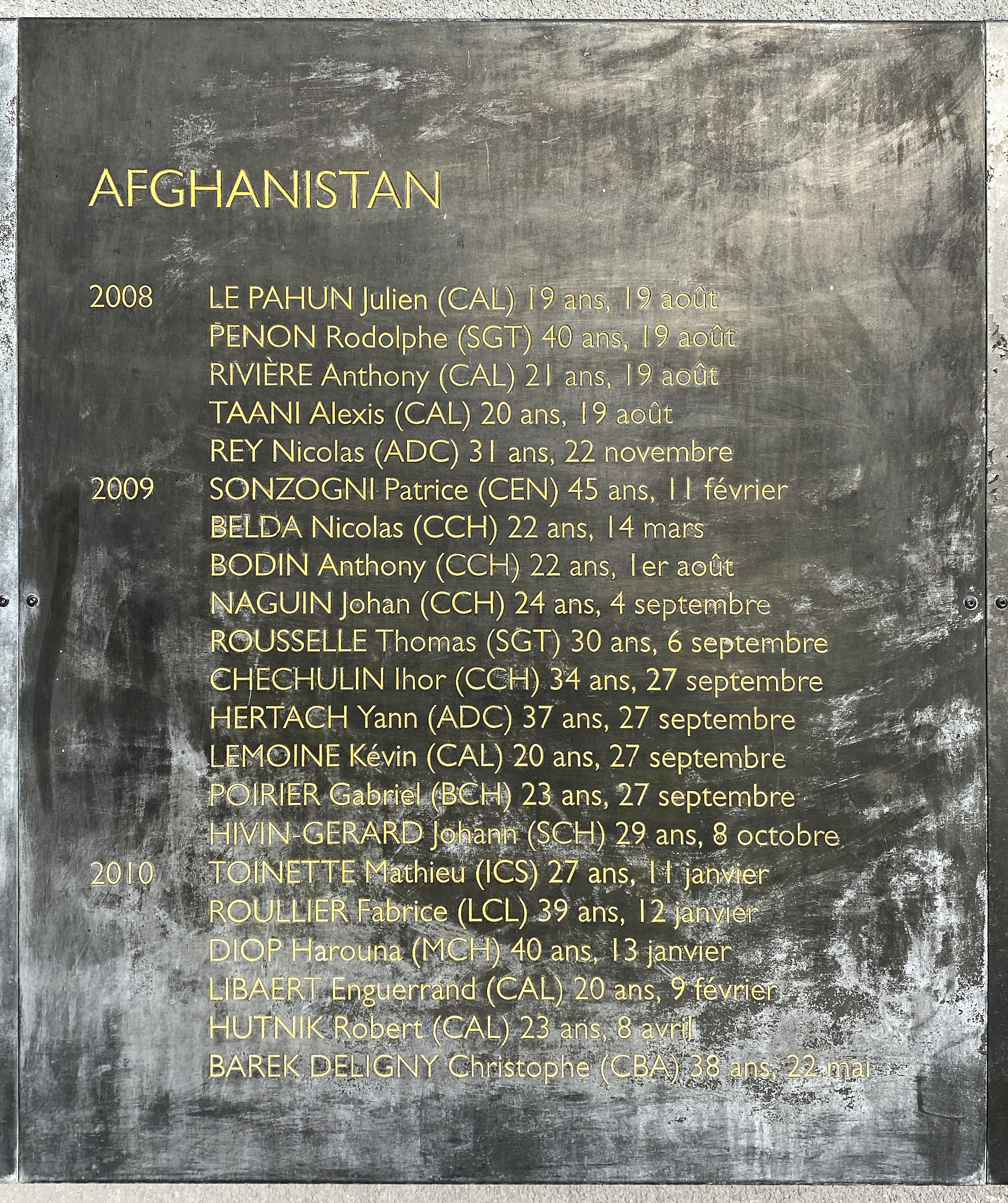
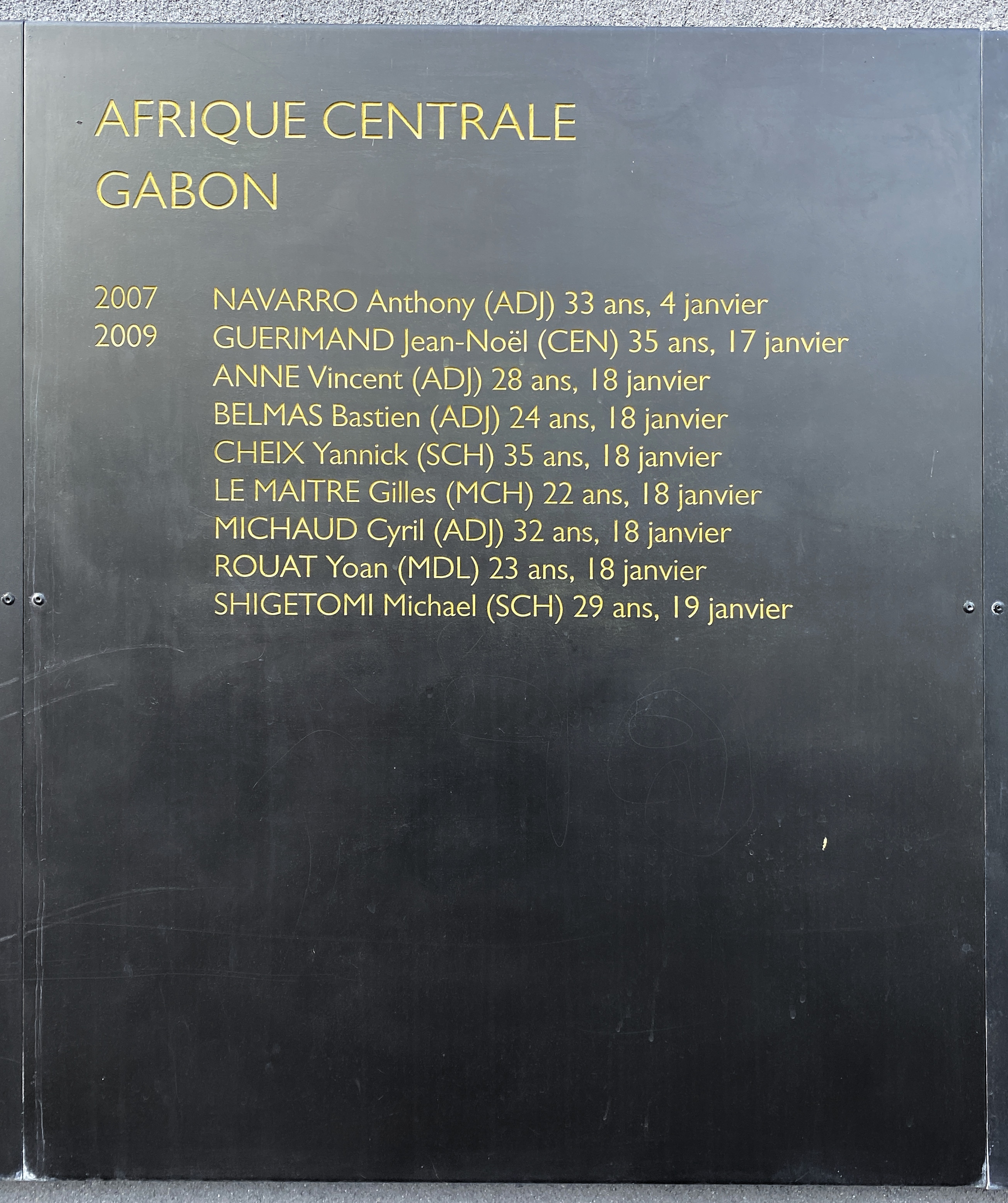
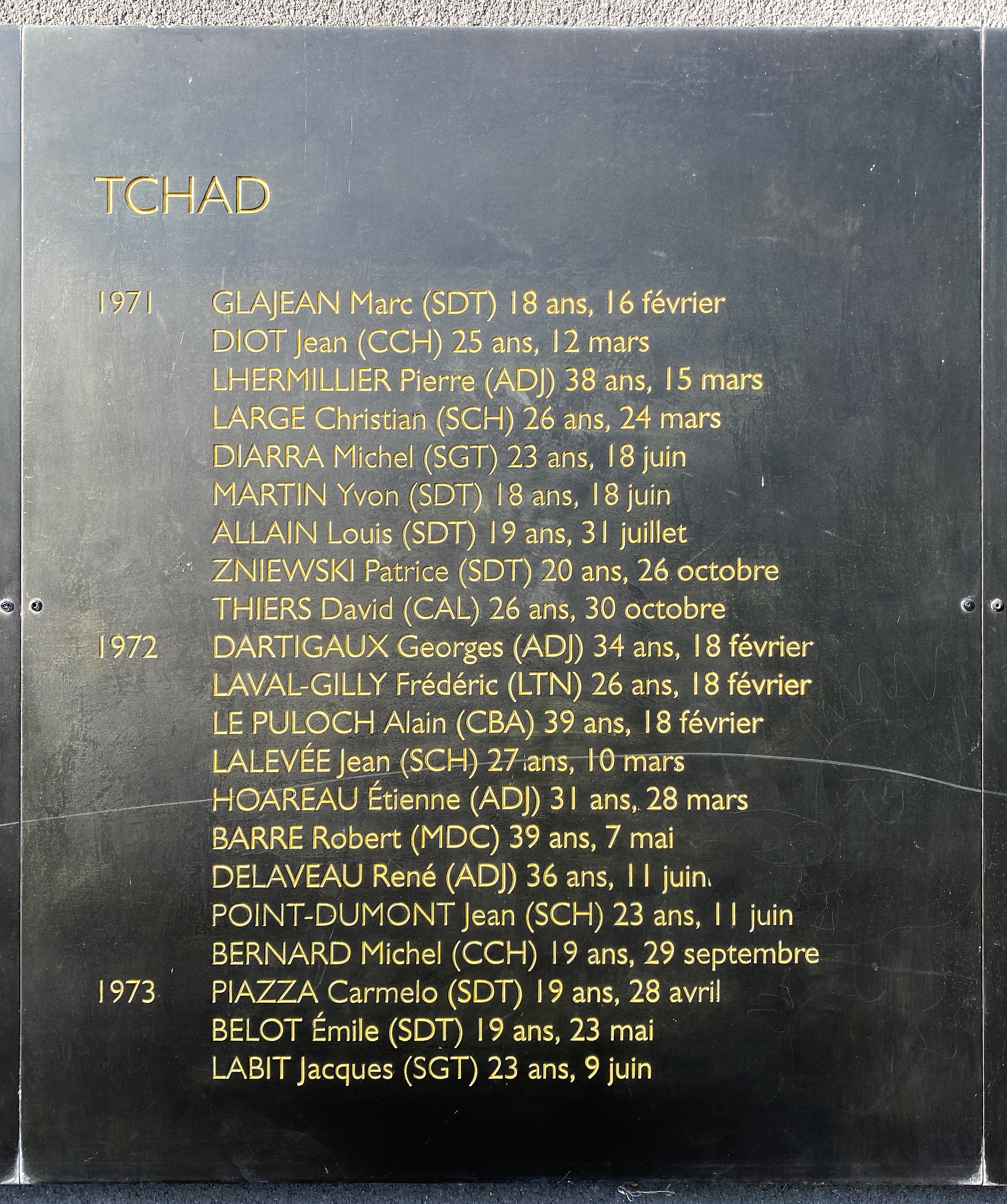
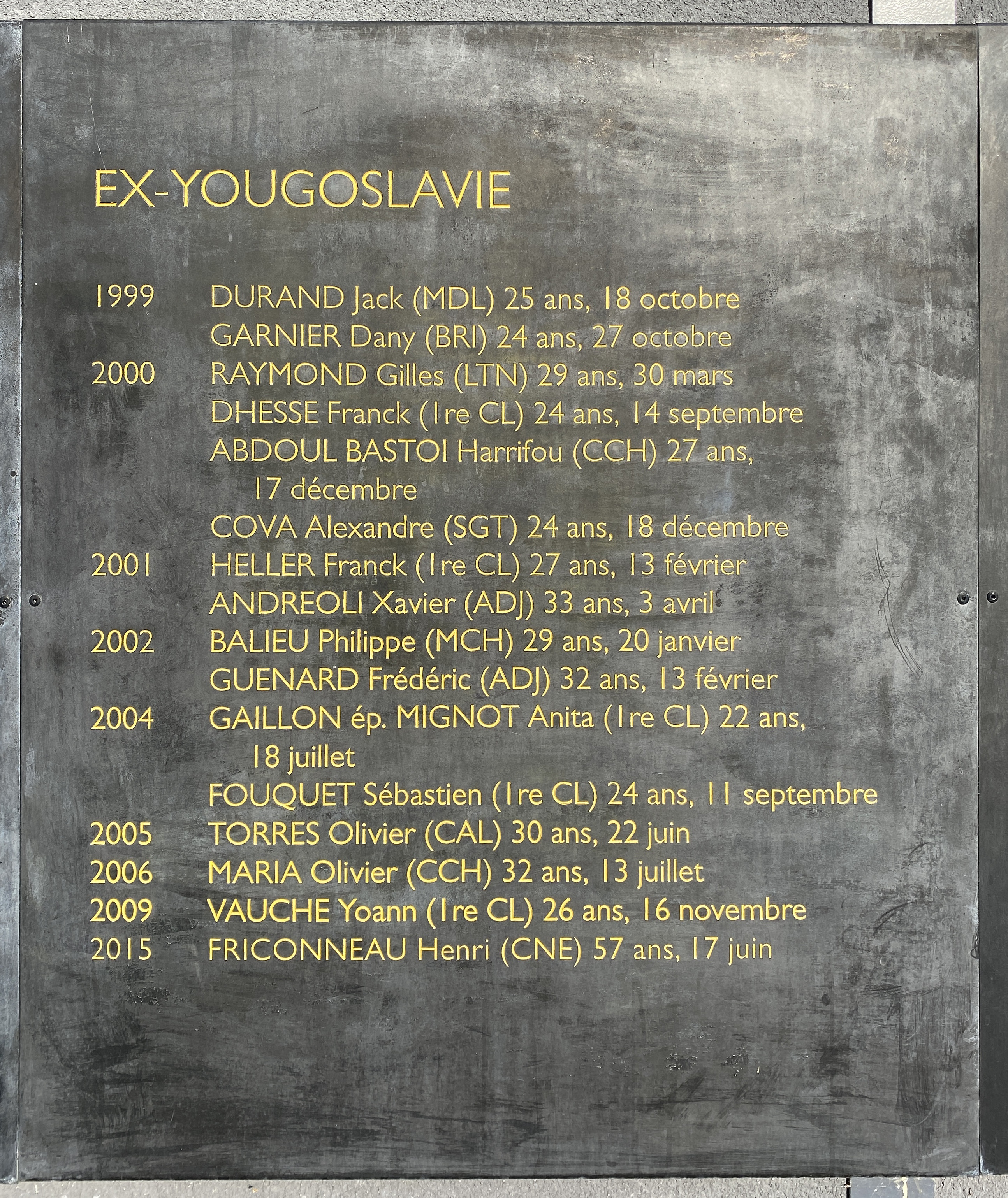
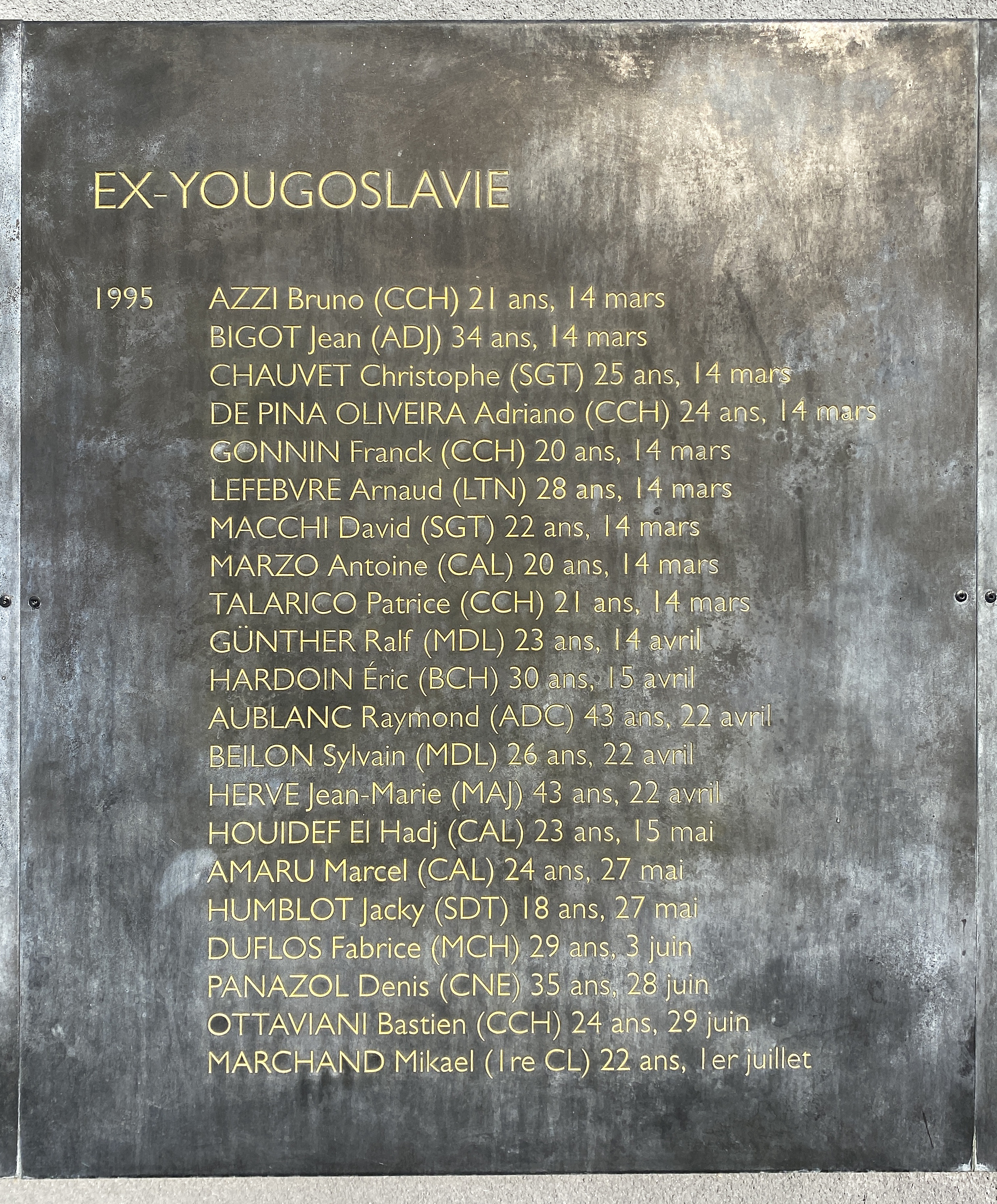
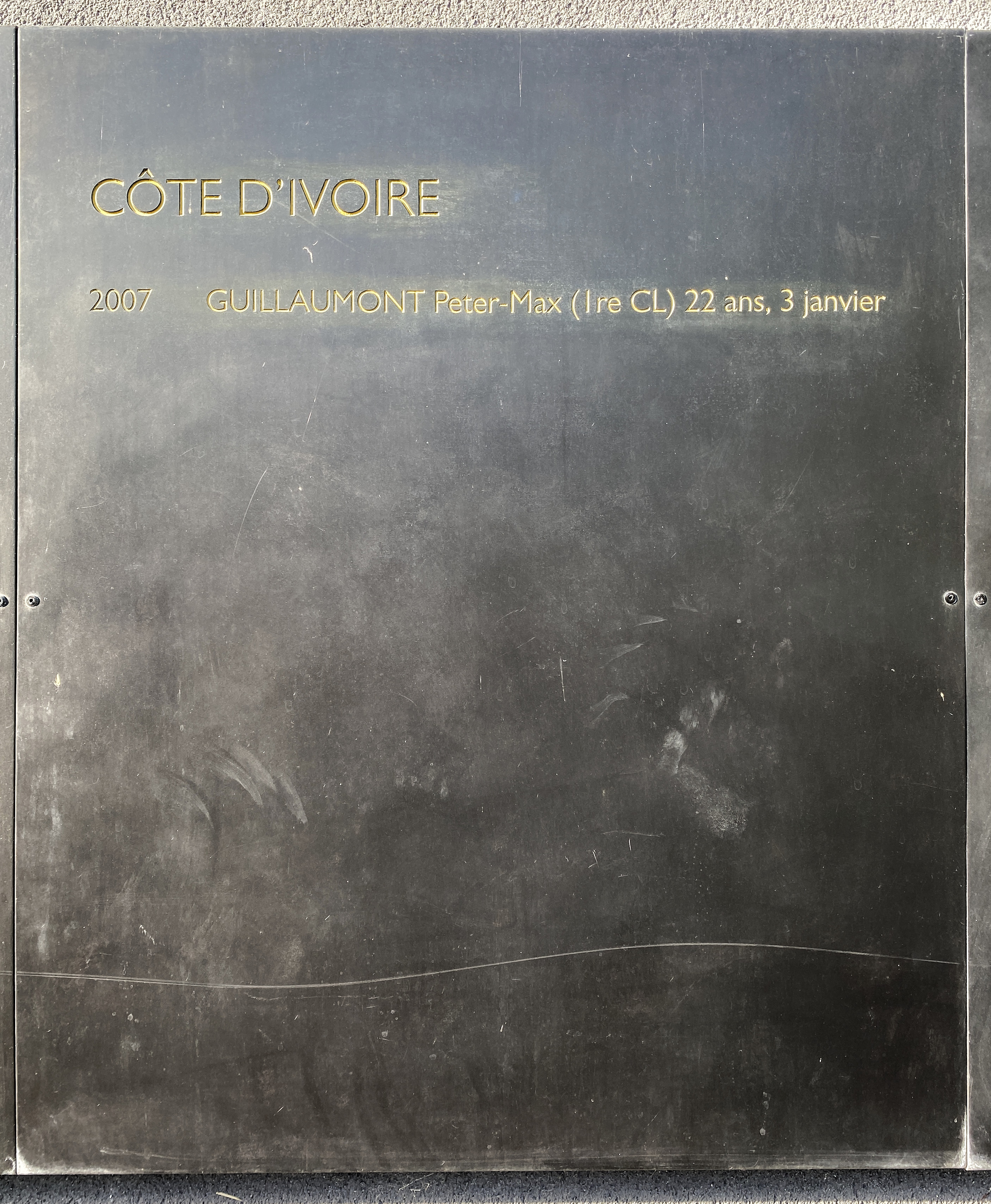
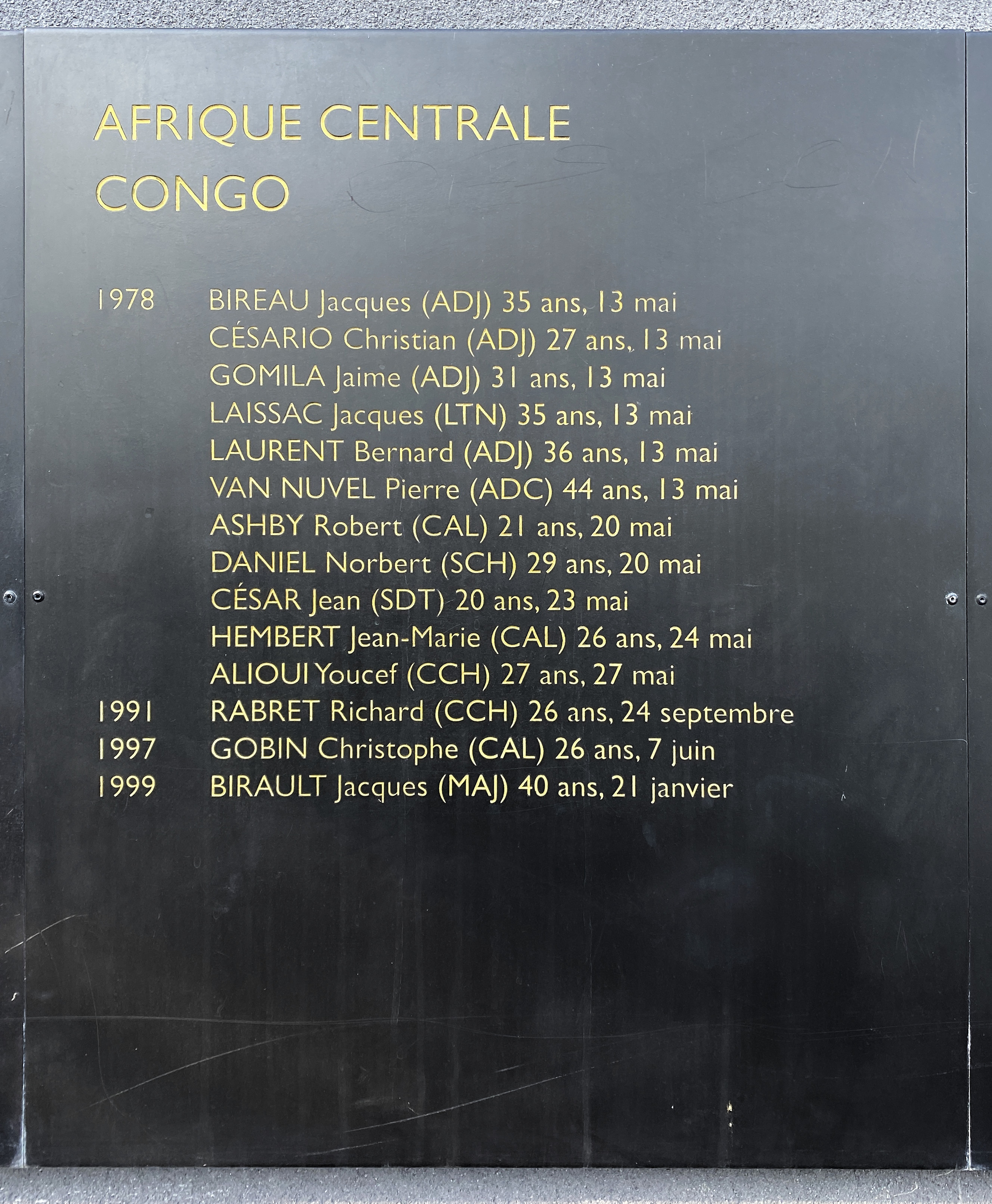
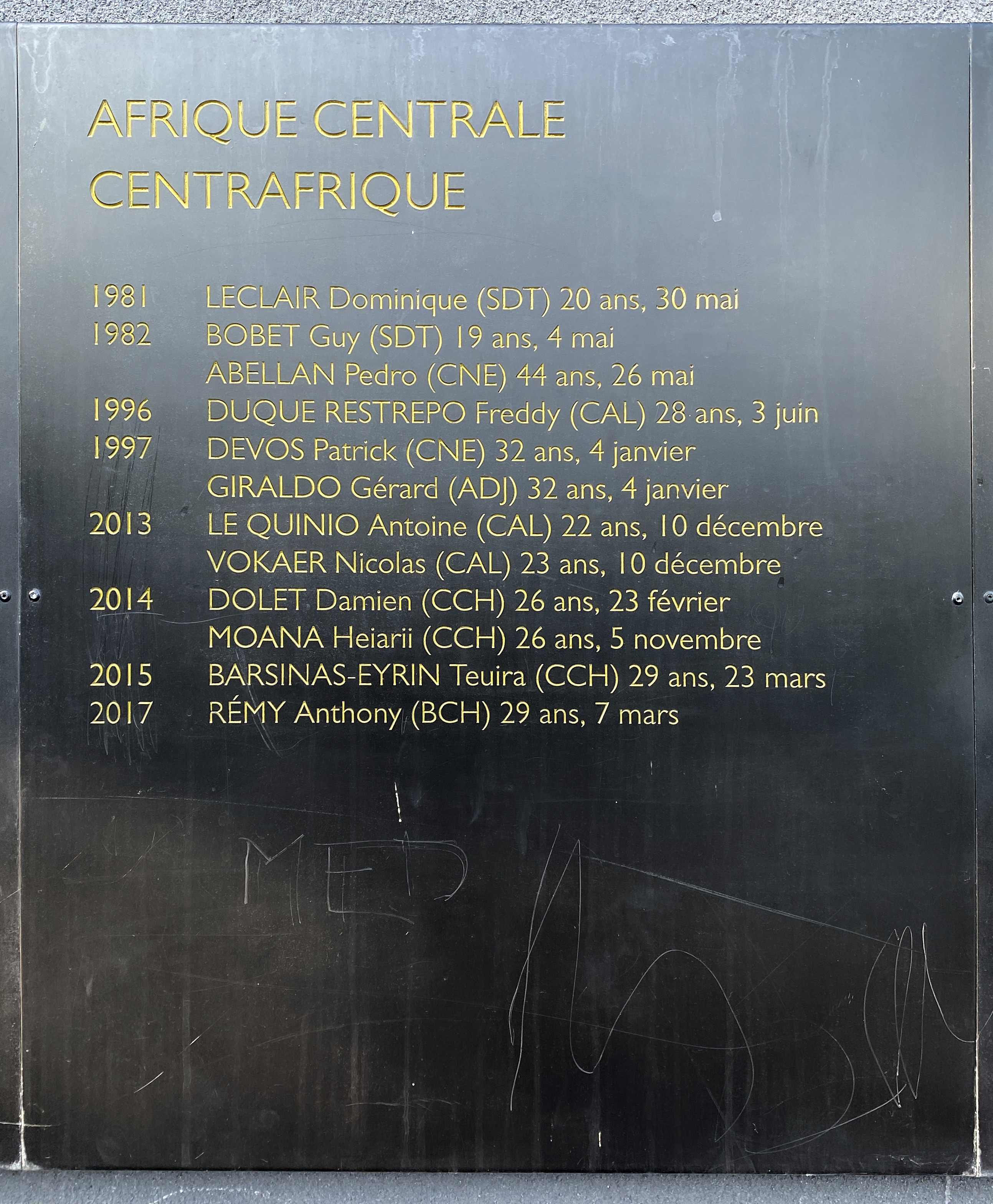
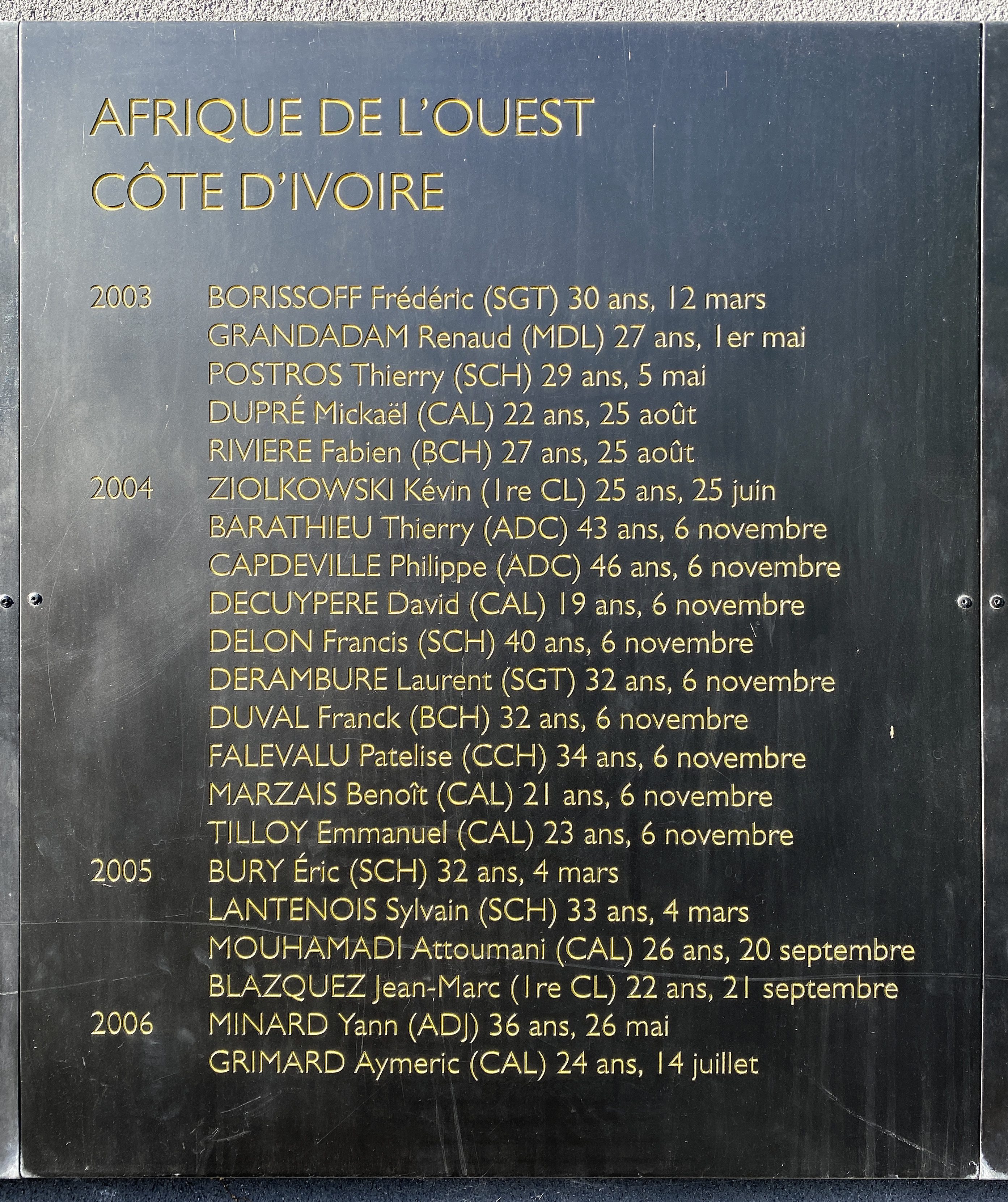
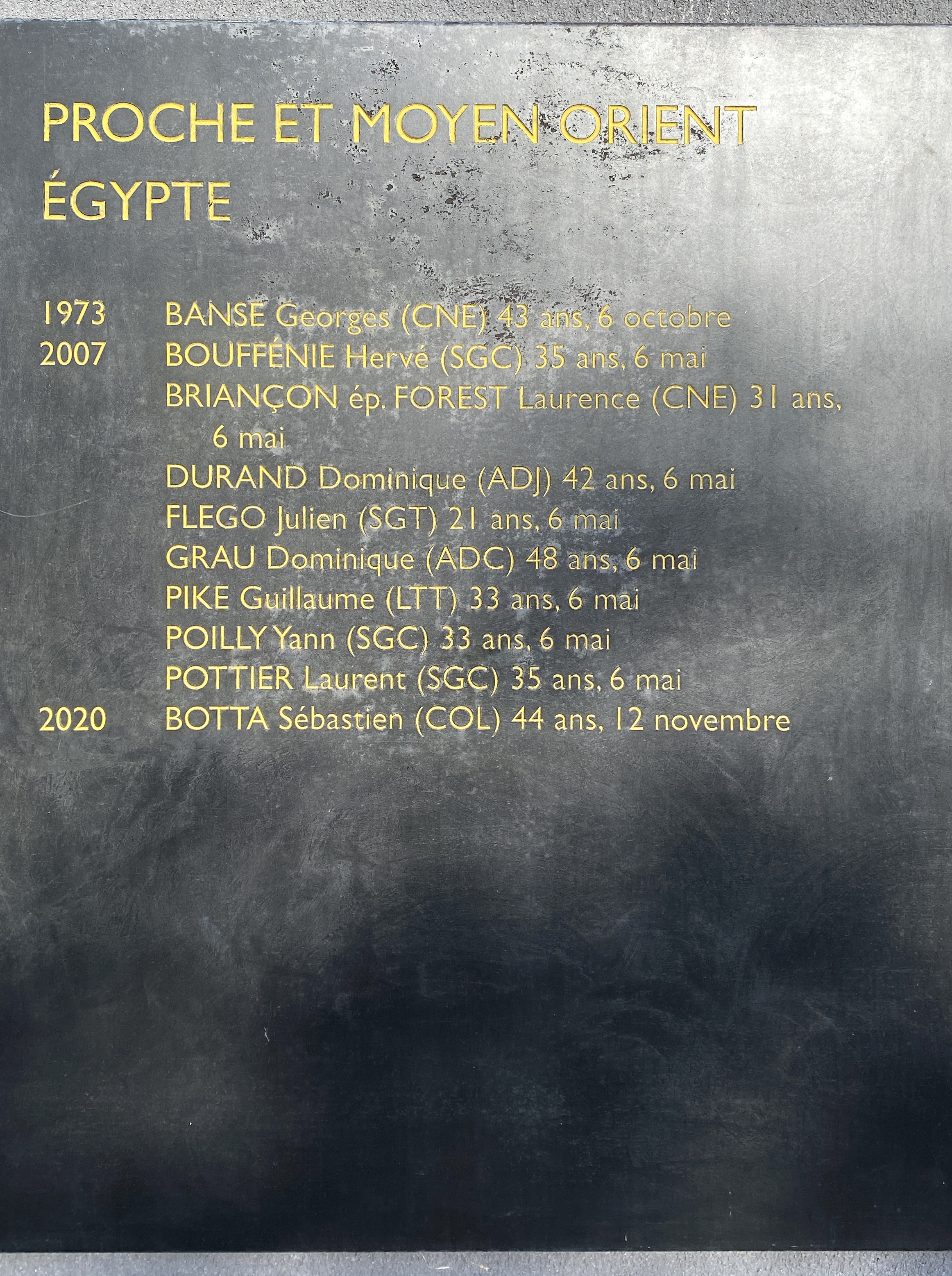
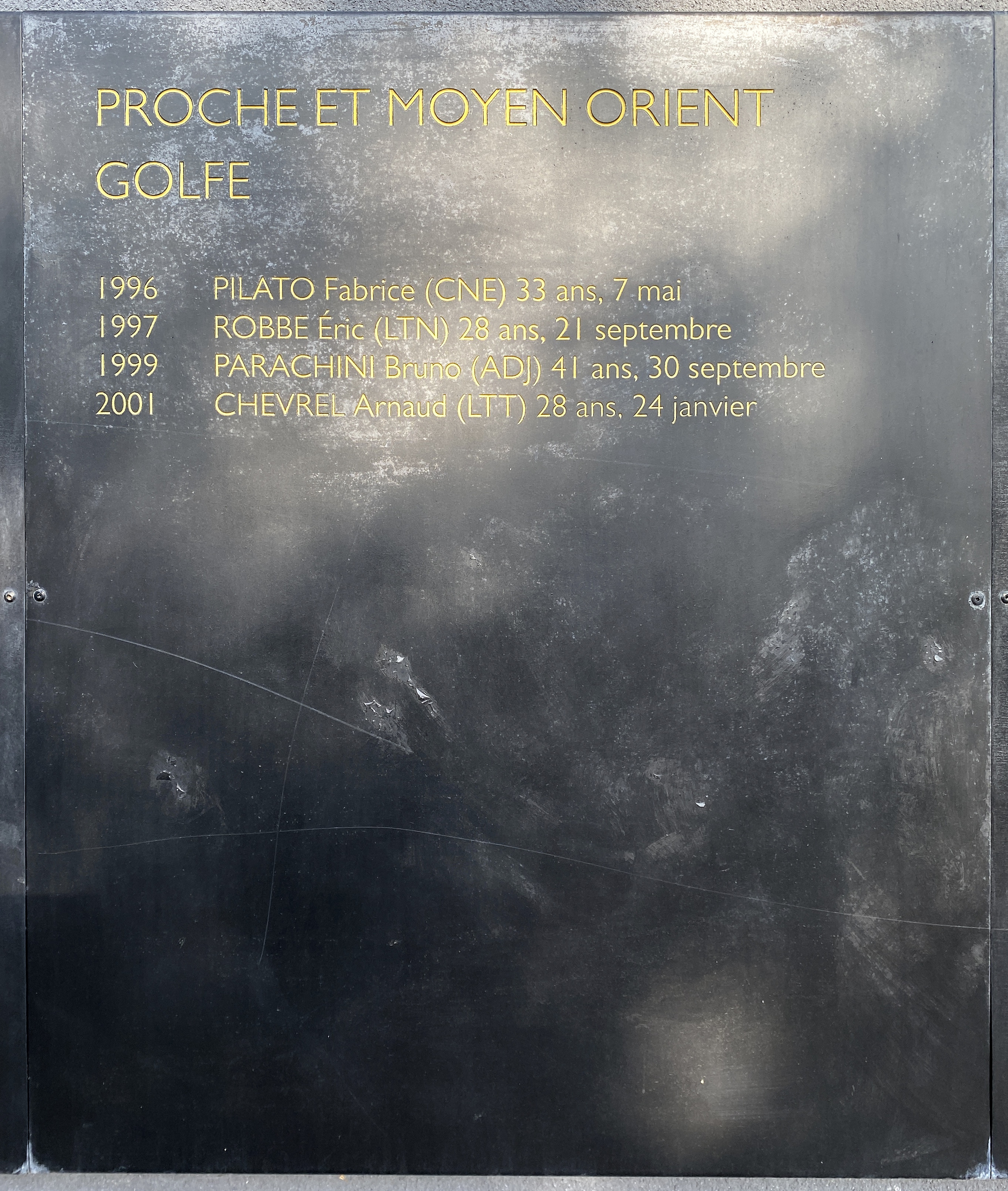
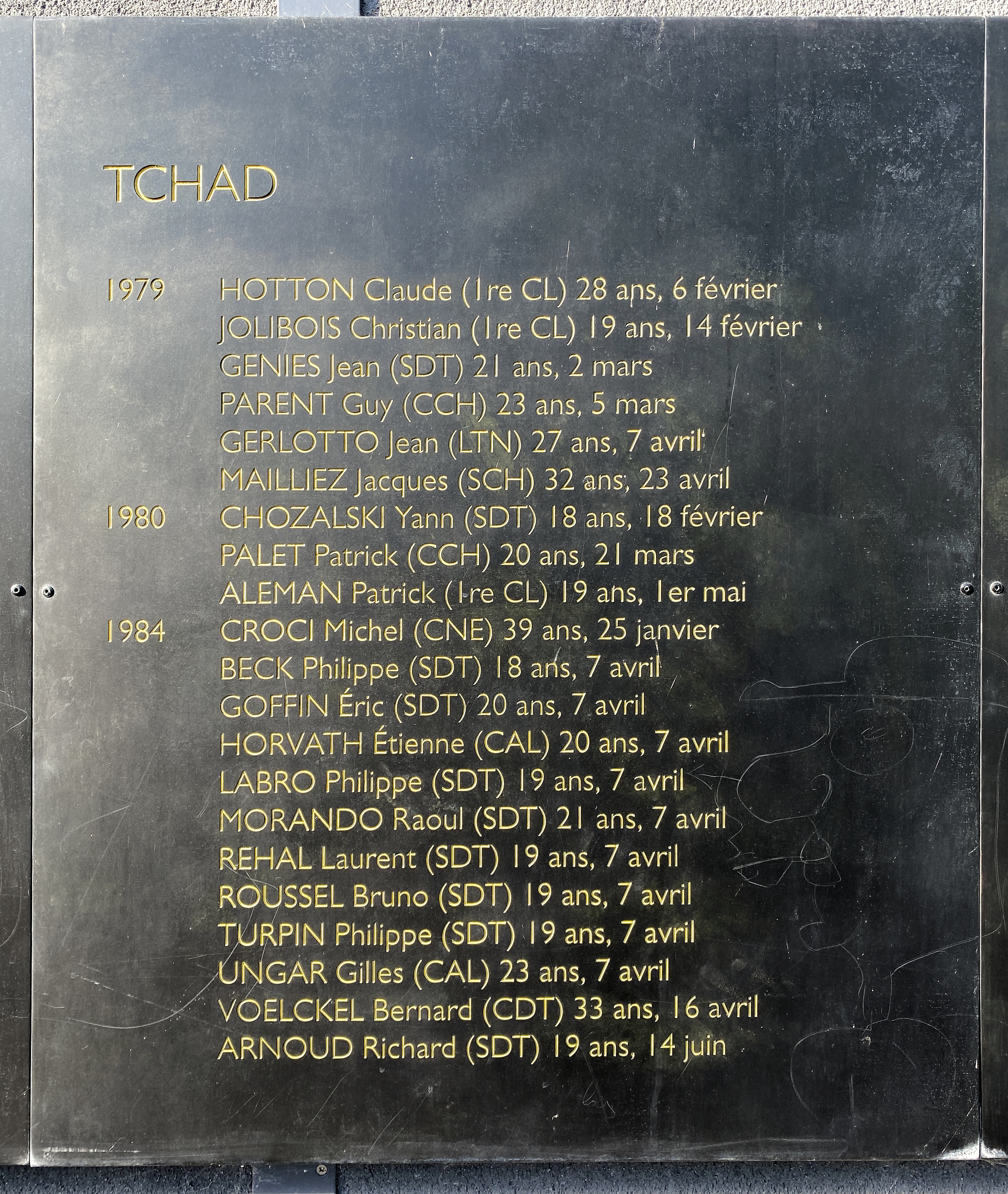
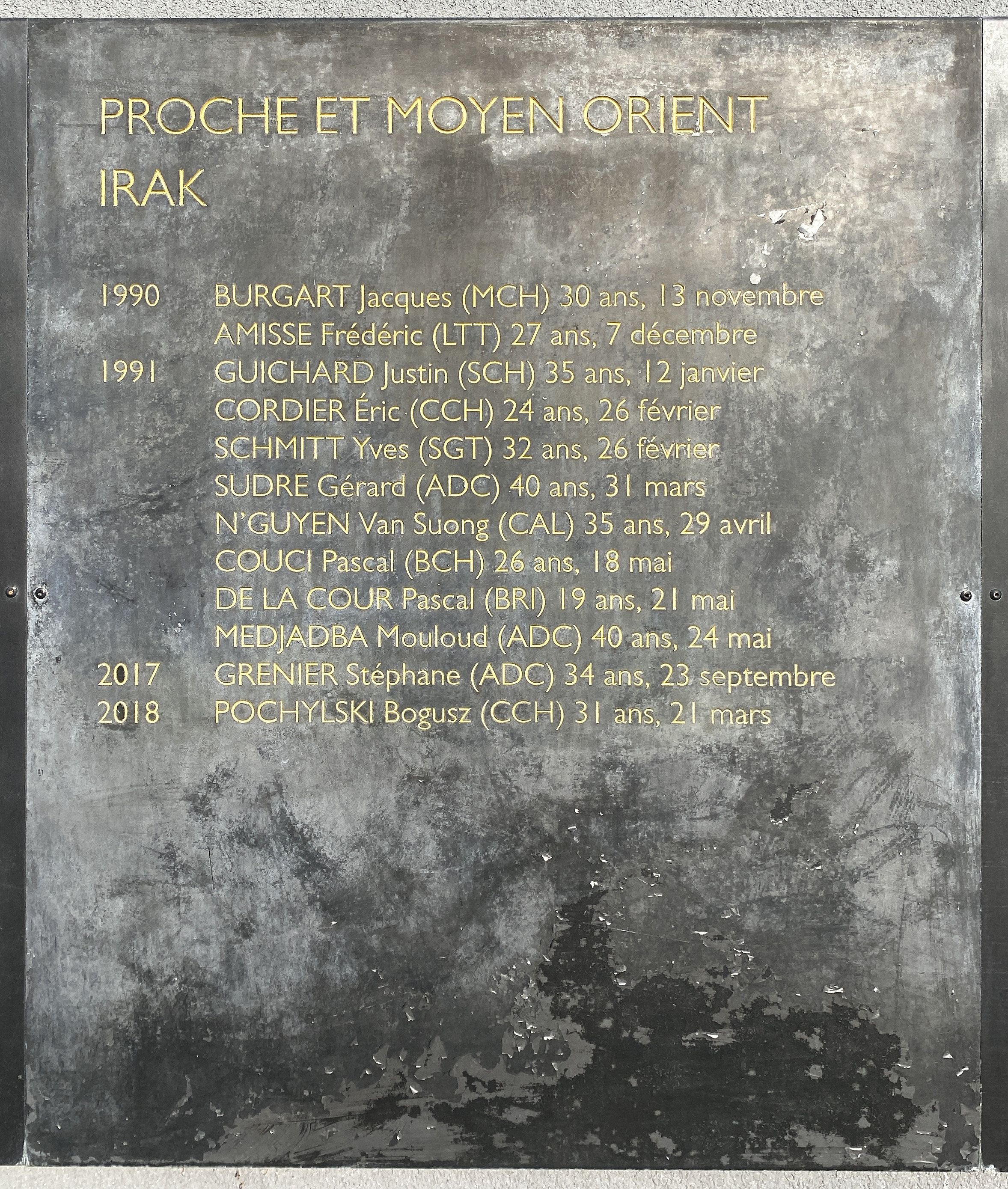

## Morts inscrits sur le monument
Les soldats décédés en OPEX inscrits sur le monument le sont par opération et par année. Les noms des militaires (549 au jour de l'inauguration, soit le 11 novembre 2019) morts en opérations extérieures depuis 1963 sont gravés sur un mur comportant 37 plaques en laiton.
Les noms des militaires (2 femmes, 547 hommes) sont regroupés par théâtres d'opération (17 au jour de l'inauguration), puis classés par date de décès.
De l'espace est laissé libre pour les éventuelles futures victimes (OPEX en cours et futures).
Certains soldats décédés sont reconnus comme étant morts en mission et non sous le statut d'OPEX. Les soldats peuvent bénéficier du statut "décédé en OPEX" lorsque les théâtres et les périodes ont été spécifiés au titre de l'article L.4123-4 du code de la Défense. La mention "mort pour la France" est accordée selon les conditions prévues aux articles L.488 à L.492b du code des pensions militaires d'invalidité et des victimes de guerre. Les soldats peuvent être rattachés à une opération grâce à la base de données "Base des militaires décédés en opérations extérieures (1963 à nos jours)" mise à jour par le service historique de la Défense. Les soldats morts pour la France sont également mentionnés sur le site du Ministère des Armées à la rubrique "In Memoriam" avec pour certains d'entre eux, une biographie disponible.

### Amérique / Caraïbes

#### Haïti
Le 12 janvier 2010, un séisme de grande ampleur s'est produit à Haïti. Deux soldats français en sont victimes.
| Opérations | Année | Date       | Nom du soldat     | Grade         | Unité et/ou Armée d'appartenance                                      |
| ---------- | ----- | ---------- | ----------------- | ------------- | --------------------------------------------------------------------- |
| CARBET     | 2004  | 20 mars    | Tupana Johnny     | Caporal-chef  | 3e régiment étranger d'infanterie (3e REI)                            |
| MINUSTAH   | 2010  | 12 janvier | Amar Lionel       | Major         | Légion de gendarmerie mobile (LGM) - escadron 14/6                    |
| MINUSTAH   | 2010  | 12 janvier | Le Briero Laurent | Adjudant-chef | Légion de gendarmerie (LG) - commandement de la gendarmerie Outre-Mer |

### Asie

#### Afghanistan
Les soldats morts, en 2008, durant l'embuscade d'Uzbin sont inscrits sur le monument. Le 27 septembre 2009, quatre soldats décèdent à la suite d'un orage dans une opération nocturne. Le 23 août 2010, deux soldats du 21e régiment d'infanterie de marine trouvent la mort dans un accrochage près de Tagab.
Le 13 juillet 2011, cinq soldats trouvent la mort dans un attentat suicide à Joybar.Le 7 août 2011, deux légionnaires du 2e REP sont tués par un groupe d'insurgés dans la vallée de Tagab. Le Battle group (BG) Raptor compte 11 morts et 50 blessés durant son mandat. Les quatre soldats tués le 20 janvier 2012 sont le fait de l'attaque d'un insurgé au sein de la base à Gwan (un cinquième est mort plus tard de ses blessures). Le 9 juin 2012, quatre militaires sont tués dans la vallée de Kapisa dont le roman Jonquille retrace l'attaque.
La promotion 2022-2024 ou no 63 de l'école militaire interarmes porte le nom du CBA Dupin décédé près de Jalokhel en Afghanistan. La promotion 2011-2012 des EOR/OSC de Saint-Cyr porte le nom du CBA Barek Deligny.
| Opérations      | Année | Date         | Nom du soldat               | Grade                             | Unité et/ou Armée d'appartenance                                                    |
| --------------- | ----- | ------------ | --------------------------- | --------------------------------- | ----------------------------------------------------------------------------------- |
| Heraclès        | 2004  | 21 octobre   | Yagci Murat                 | Caporal                           | 1er RPIMA                                                                           |
| Heraclès        | 2005  | 4 mars       | Le Page Loïc                | Maître-principal                  | Commando Trépel (Marine nationale)                                                  |
| Heraclès        | 2005  | 19 avril     | Sarrazin Gilles             | Major                             | Ecole d'application du Génie                                                        |
| Heraclès        | 2005  | 23 mai       | Gazeau Joël                 | Adjudant-chef                     | 1er RPIMA                                                                           |
| Heraclès        | 2005  | 24 mai       | Poulain David               | Caporal-chef                      | 1er RPIMA                                                                           |
| Heraclès        | 2005  | 25 août      | Paré Frédéric               | Maître-principal                  | Base des fusiliers marins et des commandos de Lorient (Marine Nationale)            |
| Heraclès        | 2005  | 25 août      | Planelles Sébastien         | Caporal-chef                      | Commando parachutiste de l'Air n° 10                                                |
| Pamir           | 2004  | 21 octobre   | Jean-Baptiste Thierry       | 1ere classe                       | 3e RH                                                                               |
| Pamir           | 2004  | 22 octobre   | Kingue Eithel Abraham Simah | Maréchal des logis                | 3e RH                                                                               |
| Pamir           | 2005  | 17 septembre | Crupel Cédric               | Caporal-chef                      | 1er RPIMA                                                                           |
| Pamir           | 2005  | 15 mai       | Elward Kamel                | Sapeur-parachutiste de 1re classe | 17e RGP                                                                             |
| Pamir           | 2005  | 25 juillet   | Correia Patrice             | Adjudant-chef                     | 1er régiment de chasseurs parachutistes (1er RCP)                                   |
| Pamir           | 2005  | 23 août      | Rieu Stéphane               | Maréchal des logis                | 1er régiment de hussards parachutistes (1er RHP)                                    |
| Pamir           | 2005  | 21 septembre | Pican Laurent               | Adjudant-chef                     | 13e bataillon de chasseurs alpins (13e BCA)                                         |
| Pamir           | 2008  | 19 août      | Baouma Melam                | Caporal                           | Régiment de marche du Tchad (RMT)                                                   |
| Pamir           | 2008  | 19 août      | Buil Damin                  | Sergent                           | 8e régiment de parachutistes d'infanterie de marine (8e RPIMa)                      |
| Pamir           | 2008  | 19 août      | Chassaing Kevin             | Caporal                           | 8e régiment de parachutistes d'infanterie de marine (8e RPIMa)                      |
| Pamir           | 2008  | 19 août      | Devez Sebastien             | Adjudant                          | 8e régiment de parachutistes d'infanterie de marine (8e RPIMa)                      |
| Pamir           | 2008  | 19 août      | Gaillé Damien               | Caporal                           | 8e régiment de parachutistes d'infanterie de marine (8e RPIMa)                      |
| Pamir           | 2008  | 19 août      | Grégoire Nicolas            | Sergent                           | 8e régiment de parachutistes d'infanterie de marine (8e RPIMa)                      |
| Pamir           | 2008  | 19 août      | Le Pahun Kevin              | Caporal                           | 8e régiment de parachutistes d'infanterie de marine (8e RPIMa)                      |
| Pamir           | 2008  | 19 août      | Penon Rodolphe              | Sergent                           | 2e régiment étranger de parachutistes (2e REP)                                      |
| Pamir           | 2008  | 19 août      | Riviere Anthony             | Caporal                           | 8e régiment de parachutistes d'infanterie de marine (8e RPIMa)                      |
| Pamir           | 2008  | 19 août      | Taani Alexis                | Caporal                           | 8e régiment de parachutistes d'infanterie de marine (8e RPIMa)                      |
| Pamir           | 2008  | 25 novembre  | Rey Nicolas                 | Adjudant-chef                     | 3e régiment du génie (3e RG)                                                        |
| Non rattaché    | 2009  | 11 février   | Sonzogni Patrice            | Chef d'escadron                   | 35e régiment d'artillerie parachutiste (35e RAP)                                    |
| Pamir           | 2009  | 14 mars      | Belda Nicolas               | Caporal-chef                      | 27e bataillon de chasseurs alpins (27e BCA)                                         |
| Pamir           | 2009  | 1er août     | Bodin Anthony               | Caporal-chef                      | 3e régiment d'infanterie de Marine (3e RIMa)                                        |
| Pamir           | 2009  | 4 septembre  | Naguin Johan                | Caporal-chef                      | 3e régiment d'infanterie de Marine (3e RIMa)                                        |
| Pamir           | 2009  | 6 septembre  | Rousselle Thomas            | Sergent                           | 3e régiment d'infanterie de Marine (3e RIMa)                                        |
| Pamir           | 2009  | 27 septembre | Chechulin Ihor              | Caporal-chef                      | 2e régiment étranger d'infanterie (2e REI)                                          |
| Pamir           | 2009  | 27 septembre | Hertach Yann                | Adjudant-chef                     | 13e régiment de dragons parachutistes (13e RDP)                                     |
| Pamir           | 2009  | 27 septembre | Lemoine Kevin               | Caporal                           | 3e régiment d'infanterie de Marine (3e RIMa)                                        |
| Pamir           | 2009  | 27 septembre | Poirier Gabriel             | Brigadier-chef                    | 13e régiment de dragons parachutistes (13e RDP)                                     |
| Pamir           | 2009  | 8 octobre    | Hivin-Gerard Johann         | Sergent-chef                      | 3e régiment d'infanterie de Marine (3e RIMa)                                        |
| Pamir           | 2010  | 11 janvier   | Toinette Mathieu            | Infirmier de classe supérieure    | 402e régiment d'artillerie (402e RA)                                                |
| Pamir           | 2010  | 12 janvier   | Roullier Fabrice            | Lieutenant-colonel                | 1re brigade mécanisée (1re BM)                                                      |
| Pamir           | 2010  | 13 janvier   | Diop Harouna                | Maréchal des logis-chef           | 517e régiment du train (517e RT)                                                    |
| Pamir           | 2010  | 9 février    | Libaert Enguerran           | Caporal                           | 13e bataillon de chasseurs alpins (13e BCA)                                         |
| Pamir           | 2010  | 8 avril      | Hutnik Robert               | Caporal                           | 2e régiment étranger de parachutistes (2e REP)                                      |
| Pamir           | 2010  | 22 mai       | Barek Deligny Christophe    | Chef de bataillon                 | 3e régiment du génie (3e RG)                                                        |
| Pamir           | 2010  | 7 juin       | Rygiel Konrad               | Sergent-chef                      | 2e régiment étranger de parachutistes (2e REP)                                      |
| Pamir           | 2010  | 18 juin      | Cocol Steeve                | Brigadier-chef                    | 1er régiment de hussards parachutistes (1er RHP)                                    |
| Pamir           | 2010  | 6 juillet    | Mosic Laurent               | Adjudant                          | 13e régiment du génie (13e RG)                                                      |
| Pamir           | 2010  | 23 août      | Mezzasalma Lorenzo          | Capitaine                         | 21e régiment d'infanterie de Marine (21e RIMa)                                      |
| Pamir           | 2010  | 23 août      | Panezyck Jean-Nicolas       | Caporal-chef                      | 21e régiment d'infanterie de Marine (21e RIMa)                                      |
| Bison Buffer II | 2010  | 30 août      | Enaux Hervé                 | Adjudant-chef                     | 35e régiment d'infanterie (35e RI)                                                  |
| Pamir           | 2010  | 15 octobre   | Miloche Thibault            | Infirmier de classe supérieure    | 126e régiment d'infanterie (126e RI)                                                |
| Pamir           | 2010  | 17 décembre  | Dupin Benoît                | Chef de bataillon                 | 2e régiment étranger du génie (2e REG)                                              |
| Pamir           | 2010  | 18 décembre  | Lefort Jonathan             | Maître                            | Commando Trépel - Marine Nationale                                                  |
| Pamir           | 2011  | 8 janvier    | Guinaud Hervé               | Sergent                           | Régiment d'infanterie de chars de Marine (RICMa)                                    |
| Pamir           | 2011  | 19 février   | Chamarier Clément           | Caporal-chef                      | 7e bataillon de chasseurs alpins (7e BCA)                                           |
| Pamir           | 2011  | 20 avril     | Rivière Alexandre           | Caporal-chef                      | 2e régiment d'infanterie de Marine (2e RIMa)                                        |
| Pamir           | 2011  | 10 mai       | Roperh Loïc                 | Caporal-chef                      | 13e régiment du génie (13e RG)                                                      |
| Pamir           | 2011  | 18 mai       | Louaisil Cyril              | Caporal                           | 2e régiment d'infanterie de Marine (2e RIMa)                                        |
| Pamir           | 2011  | 1er juin     | Nunes Patego Guillaume      | Sergent                           | 17e régiment du génie parachutiste (17e RGP)                                        |
| Pamir           | 2011  | 10 juin      | Gaudin Matthieu             | Capitaine                         | 3e régiment d'hélicoptères de combat (3e RHC)                                       |
| Pamir           | 2011  | 11 juin      | Chevalier Lionel            | Caporal-chef                      | 35e régiment d'infanterie (35e RI)                                                  |
| Endurance       | 2011  | 18 juin      | Morillon Florian            | Caporal                           | 1er régiment de chasseurs parachutistes (1er RCP)                                   |
| Pamir           | 2011  | 25 juin      | Hugodot Cyrille             | Caporal-chef                      | 1er régiment de chasseurs parachutistes (1er RCP)                                   |
| Pamir           | 2011  | 11 juillet   | Kovac Clément               | Brigadier-chef                    | 1er régiment de chasseurs (1er RC)                                                  |
| Pamir           | 2011  | 13 juillet   | Gauvin Thomas               | Capitaine                         | 1er régiment de chasseurs parachutistes (1er RCP)                                   |
| Pamir           | 2011  | 13 juillet   | Gueniat Jean-Marc           | Adjudant-chef                     | 17e régiment du génie parachutiste (17e RGP)                                        |
| Pamir           | 2011  | 13 juillet   | Marsol Laurent              | Adjudant-chef                     | 1er régiment de chasseurs parachutistes (1er RCP)                                   |
| Pamir           | 2011  | 13 juillet   | Techer Emmanuel             | Adjudant-chef                     | 17e régiment du génie parachutiste (17e RGP)                                        |
| Pamir           | 2011  | 13 juillet   | Vermeille Sebastien         | Sergent                           | Etablissement de communication et de production audiovisuelle de la défense (ECPAD) |
| Pamir           | 2011  | 14 juillet   | Bourdet Sébastien           | Maître                            | Commando Jaubert - Marine Nationale                                                 |
| Pamir           | 2011  | 7 août       | Jansen Gerhardus            | Caporal                           | 2e régiment étranger de parachutistes (2e REP)                                      |
| Pamir           | 2011  | 7 août       | Thapa Kisan Bahadur         | Caporal-chef                      | 2e régiment étranger de parachutistes (2e REP)                                      |
| Pamir           | 2011  | 11 août      | Housseini Ali Facrou        | Sergent                           | 19e régiment du génie (19e RG)                                                      |
| Pamir           | 2011  | 14 août      | Levrel Camille              | Capitaine                         | 152e régiment d'infanterie (152e RI)                                                |
| Pamir           | 2011  | 7 septembre  | Tholy Valéry                | Capitaine                         | 17e régiment du génie parachutiste (17e RGP) - BG Raptor                            |
| Pamir           | 2011  | 14 novembre  | Franjkovic Goran            | Caporal                           | 2e régiment étranger du génie (2e REG)                                              |
| Pamir           | 2011  | 29 décembre  | El Gharrafi Mohammed        | Major                             | 2e régiment étranger du génie (2e REG)                                              |
| Pamir           | 2011  | 29 décembre  | Zingarelli Damien           | sergent-chef                      | 2e régiment étranger du génie (2e REG)                                              |
| Pamir           | 2012  | 20 janvier   | Baumela Geoffrey            | Maréchal des logis                | 93e régiment d'artillerie de montagne (93e RAM)                                     |
| Pamir           | 2012  | 20 janvier   | Estin Denis                 | Major                             | 93e régiment d'artillerie de montagne (93e RAM)                                     |
| Pamir           | 2012  | 20 janvier   | Simeonov Svilen             | Adjudant                          | 2e régiment étranger du génie (2e REG)                                              |
| Pamir           | 2012  | 20 janvier   | Willm Fabien                | Major                             | 93e régiment d'artillerie de montagne (93e RAM)                                     |
| Pamir           | 2012  | 27 mars      | Schnetterlé Christophe      | Chef d'escadron                   | 93e régiment d'artillerie de montagne (93e RAM)                                     |
| Pamir           | 2012  | 9 juin       | Lumineau Pierre-Olivier     | Maréchal des logis-chef           | 40e régiment d'artillerie (40e RA)                                                  |
| Pamir           | 2012  | 9 juin       | Marcillan Yoann             | Brigadier-chef                    | 40e régiment d'artillerie (40e RA)                                                  |
| Pamir           | 2012  | 9 juin       | Prudhom Yoann               | Adjudant                          | 40e régiment d'artillerie (40e RA)                                                  |
| Pamir           | 2012  | 9 juin       | Serrat Thierry              | Major                             | Groupement interarmées des affaires civilo-militaires (GICAM)                       |
| Pamir           | 2012  | 7 août       | Bouzet Franck               | Major                             | 13e bataillon de chasseurs alpins (13e BCA)                                         |

#### Cambodge
| Opérations | Année | Date       | Nom du soldat        | Grade        | Unité et/ou Armée d'appartenance             |
| ---------- | ----- | ---------- | -------------------- | ------------ | -------------------------------------------- |
| APRONUC    | 1992  | 22 août    | Bonillo Gollart José | Caporal-chef | 6e régiment étranger du génie (6e REG)       |
| APRONUC    | 1993  | 31 janvier | Perreau Franck       | Sergent      | base aérienne 132 de Colmar - Armée de l'Air |
| APRONUC    | 1993  | 11 juin    | Curum Lutchmée       | Caporal-chef | 6e régiment étranger du génie (6e REG)       |

### Europe

#### Ex-Yougoslavie
Le 14 mars 1995, neuf casques bleus décèdent dans un accident de la route près de Sarajevo (Mont Igman). Le 14 et 15 avril 1995, deux soldats sont abattus à Dobrinja et dans la Sniper Alley. Le 27 mai 1995, deux marsouins décèdent lors de l'assaut du pont de Vrbanja. Le 28 juin 1995, le CNE Panazol décède dans un accident d'avion sur la base de Trieste lors de la mise en place de l'opération Balbuzard. Le 14 septembre 1995, deux casques bleus trouvent la mort dans un accident de la route.
Le 3 avril 2002, l'adjudant Andreoli décède dans l'explosion d'une mine dans la région de Prozor.
Le 18 novembre 2011, le CNE Friconneau est reconnu « mort pour la France » et est inscrit sur le monument. Il est décédé d'une forme rare de cancer lié à une exposition à l'uranium lorsqu'il était enquêteur au Kosovo.
| Opérations        | Année | Date         | Nom du soldat               | Grade                               | Unité et/ou Armée d'appartenance                                      |
| ----------------- | ----- | ------------ | --------------------------- | ----------------------------------- | --------------------------------------------------------------------- |
| ECMM              | 1992  | 7 janvier    | Eychenne Jean-Louis         | Capitaine de Corvette               | Clemenceau (porte-avions) - commando Forfusco (Marine Nationale)      |
| ECMM              | 1997  | 19 novembre  | Graff Yvon                  | Capitaine de Corvette               | Fusiliers marins commandos (FMC)                                      |
| FORPRONU          | 1992  | 7 juin       | Dubreuil Marc               | Caporal                             | Régiment d'infanterie de chars de marine (RICMA)                      |
| FORPRONU          | 1992  | 7 juin       | Guégan André                | Caporal-chef                        | Régiment d'infanterie de chars de marine (RICMA)                      |
| FORPRONU          | 1992  | 7 juin       | Navarro Jean-Louis          | Sergent-chef                        | Régiment d'infanterie de chars de marine (RICMA)                      |
| FORPRONU          | 1992  | 17 juillet   | Capo Philippe               | Lieutenant                          | 2e régiment d'infanterie de Marine (2e RIMa)                          |
| FORPRONU          | 1992  | 17 juillet   | Llinares Jean-Pierre        | Capitaine                           | 2e régiment d'infanterie de Marine (2e RIMa)                          |
| FORPRONU          | 1992  | 8 septembre  | Marot Eric                  | Brigadier                           | 10e régiment de commandement et de soutien (10e RCS)                  |
| FORPRONU          | 1992  | 8 septembre  | Vaudet Frédéric             | Maréchal des logis - chef           | 8e régiment de commandement et de soutien (8e RCS)                    |
| FORPRONU          | 1992  | 8 novembre   | Bataille Jérôme             | Dragon de 1ere classe               | 4e régiment de dragons (4e RD)                                        |
| FORPRONU          | 1993  | 25 janvier   | Canavese James              | Sergent-chef                        | 8e régiment d'infanterie (8e RI)                                      |
| FORPRONU          | 1993  | 25 janvier   | Rodange Patrick             | Adjudant-chef                       | 94e régiment d'infanterie (94e RI)                                    |
| FORPRONU          | 1993  | 12 février   | Benko Ratislav              | Légionnaire de 1ere classe          | 2e régiment étranger de parachutistes (2e REP)                        |
| FORPRONU          | 1993  | 9 avril      | Ducarouge Jean-François     | Brigadier-chef                      | 711e groupement des essences (711e GE)                                |
| FORPRONU          | 1993  | 9 avril      | Royer Sylvain               | Brigadier-chef                      | 711e groupement des essences (711e GE)                                |
| FORPRONU          | 1993  | 11 septembre | Lechat Louis                | Adjudant-chef                       | 1er régiment du matériel (1er RM)                                     |
| FORPRONU          | 1993  | 5 novembre   | Benouaret Yannick           | Caporal                             | 31e régiment du génie (31e RG)                                        |
| FORPRONU          | 1993  | 24 décembre  | Lacombe Jean-François       | Adjudant-chef                       | 18e régiment de transmissions (18e RT)                                |
| FORPRONU          | 1994  | 11 mars      | Dubrulle Stéphane           | Brigadier-chef                      | 1er régiment de spahis (1er RS)                                       |
| FORPRONU          | 1994  | 13 juin      | Comtois Johnny              | Capoal                              | 3e régiment d'infanterie de Marine (3e RIMa)                          |
| FORPRONU          | 1994  | 16 août      | Deschamps Emmanuel          | Soldat parachutiste                 | 9e régiment de chasseurs parachutistes (9e RCP)                       |
| FORPRONU          | 1994  | 19 août      | Carbonnel Jean-Marc         | 1ere classe                         | 8e régiment parachutiste d'infanterie de Marine (8e RPIMA)            |
| FORPRONU          | 1995  | 14 mars      | Azzo Bruno                  | Caporal-chef                        | 4e régiment du génie (4e RG)                                          |
| FORPRONU          | 1995  | 14 mars      | Bigot Jean                  | Adjudant                            | 4e régiment du génie (4e RG)                                          |
| FORPRONU          | 1995  | 14 mars      | Chauvet Christophe          | Sergent                             | 4e régiment du génie (4e RG)                                          |
| FORPRONU          | 1995  | 14 mars      | De Pina Oliveira Adriano    | Caporal-chef                        | 4e régiment du génie (4e RG)                                          |
| FORPRONU          | 1995  | 14 mars      | Gonnin Franck               | Caporal-chef                        | 4e régiment du génie (4e RG)                                          |
| FORPRONU          | 1995  | 14 mars      | Lefebvre Arnaud             | Lieutenant                          | 54e régiment de transmissions (54e RT)                                |
| FORPRONU          | 1995  | 14 mars      | Macchi David                | Sergent                             | 4e régiment du génie (4e RG)                                          |
| FORPRONU          | 1995  | 14 mars      | Marzo Antoine               | Caporal                             | 4e régiment du génie (4e RG)                                          |
| FORPRONU          | 1995  | 14 mars      | Talarico Patrice            | Caporal-chef                        | 4e régiment du génie (4e RG)                                          |
| FORPRONU          | 1995  | 14 avril     | Gunther Ralf                | Maréchal des logis                  | 1er régiment étranger de cavalerie (1er REC)                          |
| FORPRONU          | 1995  | 15 avril     | Hardoin Eric                | Brigadier-chef                      | 6e régiment de commandement et de soutien (6e RCS)                    |
| FORPRONU          | 1995  | 22 avril     | Aublanc Raymond             | Adjudant-chef                       | Ecole d'application du génie (EAG)                                    |
| FORPRONU          | 1995  | 22 avril     | Beilon Sylvain              | Maréchal des logis                  | 6e régiment de commandement et de soutien (6e RCS)                    |
| FORPRONU          | 1995  | 22 avril     | Herve Jean-Marie            | Major                               | 27e régiment d'infanterie (27e RI)                                    |
| FORPRONU          | 1995  | 15 mai       | Houidef El Hadj             | Caporal                             | 21e régiment d'infanterie de Marine (21e RIMa)                        |
| FORPRONU          | 1995  | 27 mai       | Amaru Marcel                | Caporal                             | 3e régiment d'infanterie de Marine (3e RIMa)                          |
| FORPRONU          | 1995  | 27 mai       | Humblot Jacky               | Soldat                              | 3e régiment d'infanterie de Marine (3e RIMa)                          |
| FORPRONU          | 1995  | 3 juin       | Duflos Fabrice              | Maréchal des logis-chef             | 32e régiment d'artillerie (32e RA)                                    |
| FORPRONU          | 1995  | 28 juin      | Panazol Denis               | Capitaine                           | 3e régiment d'hélicoptères de combat (3e RHC)                         |
| FORPRONU          | 1995  | 29 juin      | Ottaviani Bastien           | Caporal-chef                        | 9e régiment de commandement et de soutien (9e RCS)                    |
| FORPRONU          | 1995  | 1er juillet  | Marchand Mikael             | 1re classe                          | 1er groupe logistique du commissariat de l'armée de terre (1er GLCAT) |
| FORPRONU          | 1995  | 22 juillet   | Carreau Gilles              | Capitaine                           | Ecole d'application du génie (EAG)                                    |
| FORPRONU          | 1995  | 22 juillet   | Dorleans Eric               | Medecin principal                   | 3e régiment d'infanterie de Marine (3e RIMa)                          |
| FORPRONU          | 1995  | 11 août      | Cléran Thierry              | Caporal                             | 6e régiment étranger du génie (6e REG)                                |
| FORPRONU          | 1995  | 18 août      | Auzerau Régis               | Sergent-chef                        | Etablissement cinématographique et photographique des armées (ECPA)   |
| FORPRONU          | 1995  | 19 août      | Raoult Stéphane             | Caporal-chef                        | 8e groupe de chasseurs (8e GC)                                        |
| FORPRONU          | 1995  | 25 août      | Tanchon Thierry             | Maréchal des logis                  | 601e régiment de circulation routière (601e RCR)                      |
| FORPRONU          | 1995  | 14 septembre | Gosme Jean-françois         | 1re classe                          | 501e régiment de chars de combat (501e RCC)                           |
| FORPRONU          | 1995  | 14 septembre | Mroczkowski David           | Maréchal des logis                  | 501e régiment de chars de combat (501e RCC)                           |
| FORPRONU          | 1995  | 15 septembre | Meyer Olivier               | Sergent-chef                        | 19e groupe de chasseurs (19e GC)                                      |
| FORPRONU          | 1995  | 13 novembre  | Robert Laurent              | Colonel                             | base aérienne 942 de Lyon-Mont-Verdun - Armée de l'Air                |
| FORPRONU          | 1995  | 22 novembre  | Sako Palasete               | Sergent-chef                        | 17e régiment du génie parachutiste (17e RGP)                          |
| Salamandre - IFOR | 1996  | 30 janvier   | Tumatariri Tamuera          | 1re classe                          | 2e régiment étranger de parachutistes (2e REP)                        |
| Salamandre - IFOR | 1996  | 27 juin      | Cartier Bruno               | Adjudant                            | 8e régiment de parachutistes d'infanterie de marine (8e RPIMa)        |
| Salamandre - IFOR | 1996  | 27 juin      | Rabiller Carl               | marsouin parachutiste de 1re classe | 8e régiment de parachutistes d'infanterie de marine (8e RPIMa)        |
| Salamandre - IFOR | 1996  | 5 septembre  | Paradis Nicolas             | 1re classe                          | 31e régiment du génie (31e RG)                                        |
| Salamandre - IFOR | 1996  | 16 septembre | Dumant Francis              | Adjudant-chef                       | 403e régiment d'artillerie (403e RA)                                  |
| Salamandre - IFOR | 1996  | 22 octobre   | Dumoulin Jean-Pierre        | Adjudant-chef                       | 44e régiment de transmissions (44e RT)                                |
| Salamandre - IFOR | 1998  | 7 janvier    | Briant Frederic             | Capitaine                           | Etablissement du génie de Montauban                                   |
| Salamandre - IFOR | 1999  | 24 mai       | Teriierooiterai Jean-Pierre | Sergent-chef                        | base aérienne 217 de Brétigny-sur-Orge - Armée de l'Air               |
| Salamandre - IFOR | 1999  | 29 août      | Cuzon Philippe              | Maréchal des logis                  | 13e régiment de dragons parachutistes (13e RDP)                       |
| Salamandre - IFOR | 1999  | 18 octobre   | Durand Jack                 | Maréchal des logis                  | 517e régiment du train (517e RT)                                      |
| Salamandre - IFOR | 1999  | 27 octobre   | Garnier Dany                | Brigadier                           | 1er régiment de hussards parachutistes (1er RHP)                      |
| Salamandre - IFOR | 2000  | 30 mars      | Raymond Gilles              | Lieutenant                          | 3e régiment parachutiste d'infanterie de marine (3e RPIMa)            |
| Salamandre - IFOR | 2000  | 14 septembre | Dhesse Franck               | 1re classe                          | 110e régiment d'infanterie (110e RI)                                  |
| Salamandre - IFOR | 2000  | 17 décembre  | Abdoul Bastoi Harrifou      | Caporal-chef                        | 1er régiment de tirailleurs (1er RT)                                  |
| Trident           | 2001  | 18 décembre  | Cova Alexandre              | Sergent                             | 2e régiment du génie (2e RG)                                          |
| Trident           | 2001  | 13 février   | Heller Franck               | 1re classe                          | 2e régiment étranger de parachutistes (2e REP)                        |
| Salamandre - IFOR | 2002  | 3 avril      | Andreoli Xavier             | Adjudant                            | 17e régiment du génie parachutiste (17e RGP)                          |
| Salamandre - IFOR | 2002  | 20 janvier   | Balieu Philippe             | Maréchal des logis - chef           | 9e régiment du matériel (9e RMAT)                                     |
| Trident           | 2002  | 13 février   | Guenard Frédéric            | Adjudant                            | 3e régiment médical (3e RM)                                           |
| Trident           | 2004  | 18 juillet   | Gaillon épouse Mignot Anita | 1re classe                          | 501e régiment de chars de combat (501e RCC)                           |
| Althea-Astree     | 2004  | 11 septembre | Fouquet Sébastien           | 1re classe                          | 2e régiment de hussards (2e RH)                                       |
| Non rattaché      | 2005  | 22 juin      | Torres Olivier              | Caporal                             | 22e bataillon d'infanterie (22e BI)                                   |
| Trident           | 2006  | 13 juillet   | Maria Olivier               | Caporal-chef                        | 1re brigade mécanisée (1re BM)                                        |
| Trident           | 2009  | 16 novembre  | Vauche Yoann                | 1re classe                          | 12e régiment de cuirassiers à pied (12e RCP)                          |
| Non rattaché      | 2015  | 17 juin      | Friconneau Henri            | Capitaine                           | légion de gendarmerie (LG)                                            |

### Afrique

#### Burkina-Faso
Les deux commandos marine sont décédés en 2019 lors d'une libération d'otages ou Combat de Gorom-Gorom.
| Opérations | Année | Date        | Nom du soldat        | Grade          | Unité et/ou Armée d'appartenance                          |
| ---------- | ----- | ----------- | -------------------- | -------------- | --------------------------------------------------------- |
| Sabre      | 2014  | 29 novembre | Bajja Samir          | Adjudant-chef  | 4e régiment d'hélicoptères des forces spéciales (4e RHFS) |
| /          | 2019  | 10 mai      | Bertoncello Alain    | Premier-maître | Commando Hubert                                           |
| /          | 2019  | 10 mai      | De Pierrepont Cédric | Premier-maître | Commando Hubert                                           |

#### République Centrafrique (ex-Centrafrique)
Le 4 janvier 1997, deux soldats sont tués par des rebelles.
Un monument aux morts existe au sein de l'Ambassade de France à Bangui depuis 2015.
| Opérations   | Année | Date        | Nom du soldat         | Grade          | Unité et/ou Armée d'appartenance                                       |
| ------------ | ----- | ----------- | --------------------- | -------------- | ---------------------------------------------------------------------- |
| BARRACUDA    | 1981  | 30 mai      | Leclair Dominique     | Soldat         | 3e régiment parachutiste d'infanterie de marine (3e RPIMa)             |
| EFAO         | 1996  | 3 juin      | Duque Restrepo Freddy | Caporal        | 2e régiment étranger d'infanterie (2e REI)                             |
| EFAO         | 1997  | 4 janvier   | Devos Patrick         | Capitaine      | 6e régiment parachutiste d'infanterie de marine (6e RPIMa)             |
| EFAO         | 1997  | 4 janvier   | Giraldo Gérard        | Adjudant       | 6e régiment parachutiste d'infanterie de marine (6e RPIMa)             |
| Sangaris     | 2013  | 10 décembre | Le Quinio Antoine     | Caporal        | 8e régiment de parachutistes d'infanterie de marine (8e RPIMa)         |
| Sangaris     | 2013  | 10 décembre | Vokaer Nicolas        | Caporal        | 8e régiment de parachutistes d'infanterie de marine (8e RPIMa)         |
| Sangaris     | 2014  | 23 février  | Dolet Damien          | Caporal-chef   | 2e régiment d'infanterie de chars de Marine (2e RICM)                  |
| Non rattaché | 1982  | 4 mai       | Bobet Guy             | Soldat         | 3e régiment parachutiste d'infanterie de marine (3e RPIMa)             |
| Non rattaché | 1982  | 26 mai      | Abellan Pedro         | Capitaine      | 14e régiment de parachutistes de commandement et de soutien (14e RPCS) |
| Non rattaché | 2014  | 5 novembre  | Moana Heiarii         | Caporal-chef   | 126e régiment d'infanterie (126e RI)                                   |
| Non rattaché | 2015  | 23 mars     | Barsinas-Eyrin Teuira | Caporal-chef   | 3e régiment du génie (3e RG)                                           |
| Non rattaché | 2017  | 7 mars      | Remy Anthony          | Brigadier-chef | 1er régiment d'artillerie (1er RA)                                     |

#### Congo
Les soldats décédés durant la bataille de Kolwezi sont inscrits sur le monument.
L'opération Baumier est une évacuation de ressortissants français.
Le major Birault est décédé en défendant la Case de Gaulle (résidence de l'ambassadeur de France à Brazzaville).
| Opérations     | Année | Date         | Nom du soldat      | Grade         | Unité et/ou Armée d'appartenance                               |
| -------------- | ----- | ------------ | ------------------ | ------------- | -------------------------------------------------------------- |
| Léopard-Bonite | 1978  | 13 mai       | Bireau Jacques     | Adjudant      | assistance militaire technique (AMT)                           |
| Léopard-Bonite | 1978  | 13 mai       | Césario Christian  | Adjudant      | assistance militaire technique (AMT)                           |
| Léopard-Bonite | 1978  | 13 mai       | Gomila Jaime       | Adjudant      | assistance militaire technique (AMT)                           |
| Léopard-Bonite | 1978  | 13 mai       | Laissac Jacques    | Lieutenant    | assistance militaire technique (AMT)                           |
| Léopard-Bonite | 1978  | 13 mai       | Laurent Bernard    | Adjudant      | assistance militaire technique (AMT)                           |
| Léopard-Bonite | 1978  | 13 mai       | Van Nuvel Pierre   | Adjudant-chef | assistance militaire technique (AMT)                           |
| Léopard-Bonite | 1978  | 20 mai       | Ashby Robert       | Caporal       | 2e régiment étranger de parachutistes (2e REP)                 |
| Léopard-Bonite | 1978  | 20 mai       | Daniel Norbert     | Sergent-chef  | 2e régiment étranger de parachutistes (2e REP)                 |
| Léopard-Bonite | 1978  | 23 mai       | César Jean         | Soldat        | 2e régiment étranger de parachutistes (2e REP)                 |
| Léopard-Bonite | 1978  | 24 mai       | Hembert Jean-Marie | Caporal       | 2e régiment étranger de parachutistes (2e REP)                 |
| Léopard-Bonite | 1978  | 27 mai       | Alioui Youcef      | Caporal-chef  | 2e régiment étranger de parachutistes (2e REP)                 |
| Baumier        | 1991  | 24 septembre | Rabret Richard     | Caporal-chef  | 3e régiment parachutiste d'infanterie de marine (3e RPIMA)     |
| Pelican        | 1997  | 7 juin       | Gobin Christophe   | Caporal       | 2e régiment étranger de parachutistes (2e REP)                 |
| UME            | 1999  | 21 janvier   | Birault Jacques    | Major         | gendarmerie nationale (GN) - escadron 11/2 de Bordeaux-Bouliac |

#### Côte d'Ivoire
Le 25 août 2003, deux soldats sont abattus par des rebelles des forces nouvelles ivoiriennes. Le 25 juin 2004, un militaire ivoirien tue un soldat français. Le 6 novembre 2004, le bombardement de Bouaké conduit à la mort de neuf soldats engagés dans l'opération Licorne. Le 4 mars 2005, deux soldats trouvent la mort dans l'explosion accidentelle d'un dépôt de munitions de la force Licorne.
| Opérations | Année | Date                                | Nom du soldat         | Grade                  | Unité et/ou Armée d'appartenance                                 |
| ---------- | ----- | ----------------------------------- | --------------------- | ---------------------- | ---------------------------------------------------------------- |
| Licorne    | 2003  | 12 mars                             | Borissoff Frédéric    | Sergent                | 2e régiment étranger d'infanterie (2e REI)                       |
| Licorne    | 2003  | 1er mai                             | Grandadam Renaud      | Maréchal des logis     | 1er régiment de hussards parachutistes (1er RHP)                 |
| Licorne    | 2003  | 5 mai                               | Postros Thierry       | Sergent-chef           | 16e bataillon de chasseurs (16e BC)                              |
| Licorne    | 2003  | 25 août                             | Dupré Mickaël         | Caporal                | 1er régiment d'infanterie de Marine (1er RIMa)                   |
| Licorne    | 2003  | 25 août                             | Rivière Fabien        | Brigadier-chef         | 515e régiment du train (515e RT)                                 |
| Licorne    | 2004  | 25 juin                             | Ziolkowski Kévin      | 1re classe             | 40e régiment d'artillerie (40e RA)                               |
| Licorne    | 2004  | 6 novembre (bombardement de Bouaké) | Barathieu Thierry     | Adjudant-chef          | Régiment d'infanterie de chars de marine (RICMa)                 |
| Licorne    | 2004  | 6 novembre (bombardement de Bouaké) | Capdeville Philippe   | Adjudant-chef          | Régiment d'infanterie de chars de marine (RICMa)                 |
| Licorne    | 2004  | 6 novembre (bombardement de Bouaké) | Decuypere David       | Caporal                | Régiment d'infanterie de chars de marine (RICMa)                 |
| Licorne    | 2004  | 6 novembre (bombardement de Bouaké) | Delon Francis         | Sergent-chef           | Régiment d'infanterie de chars de marine (RICMa)                 |
| Licorne    | 2004  | 6 novembre (bombardement de Bouaké) | Derambure Laurent     | Sergent                | Régiment d'infanterie de chars de marine (RICMa)                 |
| Licorne    | 2004  | 6 novembre (bombardement de Bouaké) | Duval Franck          | Brigadier-chef         | 515e régiment du train (515e RT)                                 |
| Licorne    | 2004  | 6 novembre (bombardement de Bouaké) | Falevalu Patelise     | Caporal-chef           | 2er régiment d'infanterie de Marine (1er RIMa)                   |
| Licorne    | 2004  | 6 novembre (bombardement de Bouaké) | Marzais Benoît        | Caporal                | 2er régiment d'infanterie de Marine (1er RIMa)                   |
| Licorne    | 2004  | 6 novembre (bombardement de Bouaké) | Tilloy Emmanuel       | Caporal                | 2er régiment d'infanterie de Marine (1er RIMa)                   |
| Licorne    | 2005  | 4 mars                              | Bury Eric             | Sergent-chef           | 1er régiment de parachutistes d'infanterie de marine (1er RPIMa) |
| Licorne    | 2005  | 4 mars                              | Lantenois Sylvain     | Sergent-chef           | 1er régiment de parachutistes d'infanterie de marine (1er RPIMa) |
| Licorne    | 2005  | 20 septembre                        | Mouhamadi Attoumani   | Caporal                | 126e régiment d'infanterie (126e RI)                             |
| Licorne    | 2005  | 21 septembre                        | Blazquez Jean-Marc    | 1re classe             | 2e brigade logistique (2e BL)                                    |
| Licorne    | 2006  | 26 mai                              | Minard Yann           | Adjudant               | 1er régiment d'hélicoptères de combat (1er RHC)                  |
| Licorne    | 2006  | 14 juillet                          | Grimard Aymeric       | Caporal                | 3e régiment parachutiste d'infanterie de marine (3e RPIMa)       |
| Licorne    | 2007  | 3 janvier                           | Guillaumont Peter-Max | Marsouin de 1re classe | 3e régiment d'infanterie de Marine (3e RIMa)                     |

#### Gabon
Le 17 janvier 2009, un crash d'hélicoptère lors d'un exercice franco-gabonais fait huit morts. Le stade de Kériscoualc'h à Plouzané porte le nom du commando Yoann Rouat.
| Opérations | Année | Date       | Nom du soldat       | Grade                   | Unité et/ou Armée d'appartenance                |
| ---------- | ----- | ---------- | ------------------- | ----------------------- | ----------------------------------------------- |
| /          | 2007  | 4 janvier  | Navarro Anthony     | Adjudant                | 6e bataillon d'infanterie de marine (6e BIMa)   |
| /          | 2009  | 17 janvier | Guerimand Jean-Noël | Chef d'escadron         | 6e bataillon d'infanterie de marine (6e BIMa)   |
| /          | 2009  | 18 janvier | Anne Vincent        | Adjudant                | 6e bataillon d'infanterie de marine (6e BIMa)   |
| /          | 2009  | 18 janvier | Belmas Bastien      | Sergent-chef            | 6e bataillon d'infanterie de marine (6e BIMa)   |
| /          | 2009  | 18 janvier | Cheix Yannick       | Sergent-chef            | 13e régiment de dragons parachutistes (13e RDP) |
| /          | 2009  | 18 janvier | Le Maitre Gilles    | Maréchal des logis-chef | 13e régiment de dragons parachutistes (13e RDP) |
| /          | 2009  | 18 janvier | Michaud Cyril       | Adjudant                | 13e régiment de dragons parachutistes (13e RDP) |
| /          | 2009  | 18 janvier | Rouat Yoan          | Maréchal des logis      | 13e régiment de dragons parachutistes (13e RDP) |
| /          | 2009  | 19 janvier | Shigetomi Michael   | Sergent-chef            | 13e régiment de dragons parachutistes (13e RDP) |

#### Mali
Le 12 avril 2016, trois soldats du 511e régiment du train perdent la vie à l'approche de Tessalit lorsque leur véhicule saute sur une mine.Le 21 février 2018, deux spahis décèdent lorsque leur véhicule explose en passant sur un engin explosif.
Les soldats décédés le 25 novembre 2019 sont les victimes du combat d'Eranga. Ils sont ajoutés au monument le 10 décembre 2019. Ils sont inscrits avec le grade supérieur par rapport à la base de données   "Base des militaires décédés en opérations extérieures (1963 à nos jours)" mise à jour par le service historique de la Défense.
| Opérations | Année | Date                          | Nom du soldat               | Grade                   | Unité et/ou Armée d'appartenance                                            |
| ---------- | ----- | ----------------------------- | --------------------------- | ----------------------- | --------------------------------------------------------------------------- |
| Serval     | 2013  | 11 janvier                    | Boiteux Damien              | Chef de bataillon       | 4e régiment d'hélicoptères des forces spéciales (4e RHFS)                   |
| Serval     | 2013  | 19 février                    | Vormezeele Harold           | Adjudant                | 2e régiment étranger de parachutistes (2e REP)                              |
| Serval     | 2013  | 2 mars                        | Charenton Cédric            | Caporal-chef            | 1er régiment de chasseurs parachutistes (1er RCP)                           |
| Serval     | 2013  | 6 mars                        | Pingaud Wilfried            | Maréchal des logis      | 68e régiment d'artillerie d'Afrique (68e RAA)                               |
| Serval     | 2013  | 16 mars                       | Van Dooren Alexandre        | Caporal-chef            | 1er régiment d'infanterie de Marine (1er RIMa)                              |
| Serval     | 2013  | 29 avril                      | Duval Stéphane              | Sergent                 | 1er régiment de parachutistes d'infanterie de marine (1er RPIMa)            |
| Serval     | 2013  | 30 juillet                    | Martin Vallet Marc          | Maréchal des logis      | 515e régiment du train (515e RT)                                            |
| Serval     | 2014  | 8 mai                         | Kalafut Marcel              | Sergent-chef            | 2e régiment étranger de parachutistes (2e REP)                              |
| Serval     | 2014  | 14 juillet                    | Nikolic Dejvid              | Major                   | 1er régiment étranger du génie (1er REG)                                    |
| Barkhane   | 2014  | 29 octobre                    | Dupuy Thomas                | Adjudant                | commando parachutiste de l'air n° 10 (CPA-10)                               |
| Barkhane   | 2015  | 27 août                       | Truffaux Baptiste           | 1re classe              | 21e régiment d'infanterie de Marine (21e RIMa)                              |
| Barkhane   | 2015  | 26 novembre                   | Guarato Alexis              | Sergent                 | commando parachutiste de l'air n° 10 (CPA-10)                               |
| Barkhane   | 2016  | 12 avril                      | Chauwin Michaël             | Brigadier-chef          | 511e régiment du train (511e RT)                                            |
| Barkhane   | 2016  | 12 avril                      | Noblet Damien               | Maréchal des logis-chef | 511e régiment du train (511e RT)                                            |
| Barkhane   | 2016  | 12 avril                      | Poo-Sing Mickaël            | Brigadier               | 511e régiment du train (511e RT)                                            |
| Barkhane   | 2016  | 4 novembre                    | Jacq Fabien                 | Adjudant                | 515e régiment du train (515e RT)                                            |
| Barkhane   | 2017  | 5 avril                       | Barbé Julien                | Sergent                 | 6e régiment du génie (6e RG)                                                |
| Barkhane   | 2017  | 18 juin                       | Riveta Albéric              | Caporal                 | 1er régiment de chasseurs parachutistes (1er RCP)                           |
| Barkhane   | 2018  | 21 février                    | Dernoncourt Thimothé        | Maréchal des logis      | 1er régiment de spahis (1er RS)                                             |
| Barkhane   | 2018  | 21 février                    | Mougin Emilien              | Adjudant                | 1er régiment de spahis (1er RS)                                             |
| Barkhane   | 2018  | 17 octobre                    | Rafik Abdelatif             | Brigadier-chef          | 14e régiment d’infanterie et de soutien logistique parachutiste (14e RISLP) |
| Barkhane   | 2019  | 2 avril                       | Laycuras Marc               | Médecin principal       | 14e centre médical des armées (14e CMA)                                     |
| Barkhane   | 2019  | 2 novembre                    | Pointeau Ronan              | Brigadier-chef          | 1er régiment de spahis (1er RS)                                             |
| Barkhane   | 2019  | 25 novembre (combat d'Eranga) | Bockel Pierre-Emmanuel      | Capitaine               | 5e régiment d'hélicoptères de combat (5e RHC)                               |
| Barkhane   | 2019  | 25 novembre (combat d'Eranga) | Carette Julien              | Major                   | 5e régiment d'hélicoptères de combat (5e RHC)                               |
| Barkhane   | 2019  | 25 novembre (combat d'Eranga) | Chomel de Jarnieu Romain    | Commandant              | 4e régiment de chasseurs (4e RC)                                            |
| Barkhane   | 2019  | 25 novembre (combat d'Eranga) | Duval Valentin              | Maréchal des logis-chef | 4e régiment de chasseurs (4e RC)                                            |
| Barkhane   | 2019  | 25 novembre (combat d'Eranga) | Frison-Roche Clément        | Commandant              | 5e régiment d'hélicoptères de combat (5e RHC)                               |
| Barkhane   | 2019  | 25 novembre (combat d'Eranga) | Gireud Benjamin             | Capitaine               | 5e régiment d'hélicoptères de combat (5e RHC)                               |
| Barkhane   | 2019  | 25 novembre (combat d'Eranga) | Jouk Andreï                 | Adjudant                | 2e régiment étranger du génie (2e REG)                                      |
| Barkhane   | 2019  | 25 novembre (combat d'Eranga) | Leusie Jérémy               | Maréchal des logis-chef | 93e régiment d'artillerie de montagne (93e RAM)                             |
| Barkhane   | 2019  | 25 novembre (combat d'Eranga) | Mégard Nicolas              | Commandant              | 5e régiment d'hélicoptères de combat (5e RHC)                               |
| Barkhane   | 2019  | 25 novembre (combat d'Eranga) | Morisse Alex                | Capitaine               | 5e régiment d'hélicoptères de combat (5e RHC)                               |
| Barkhane   | 2019  | 25 novembre (combat d'Eranga) | Protin Alexandre            | Adjudant                | 4e régiment de chasseurs (4e RC)                                            |
| Barkhane   | 2019  | 25 novembre (combat d'Eranga) | Salles de Saint-Paul Romain | Maréchal des logis      | 5e régiment d'hélicoptères de combat (5e RHC)                               |
| Barkhane   | 2019  | 25 novembre (combat d'Eranga) | Serre Antoine               | Maréchal des logis-chef | 4e régiment de chasseurs (4e RC)                                            |
| Barkhane   | 2020  | 1er mai                       | Martynyouk Dmytro           | Brigadier-chef          | 1er régiment étranger de cavalerie (1er REC)                                |
| Barkhane   | 2020  | 4 mai                         | Clément Kevin               | Brigadier               | 1er régiment étranger de cavalerie (1er REC)                                |
| Barkhane   | 2020  | 23 juillet                    | Razafintsalama Tojohasina   | Brigadier               | 1er régiment de hussards parachutistes (1er RHP)                            |
| Barkhane   | 2020  | 5 septembre                   | Texier Sébastien            | Maréchal des logis      | 1er régiment de hussards parachutistes (1er RHP)                            |
| Barkhane   | 2020  | 5 septembre                   | Volpe Arnaud                | Brigadier               | 1er régiment de hussards parachutistes (1er RHP)                            |
| Barkhane   | 2020  | 28 décembre                   | Issakhanian Dorian          | Brigadier               | 1er régiment de chasseurs (1er RC)                                          |
| Barkhane   | 2020  | 28 décembre                   | Mauri Tanerii               | Maréchal des logis      | 1er régiment de chasseurs (1er RC)                                          |
| Barkhane   | 2020  | 28 décembre                   | Pauchet Quentin             | Brigadier               | 1er régiment de chasseurs (1er RC)                                          |
| Barkhane   | 2021  | 2 janvier                     | Huynh Yvonne                | Sergent-chef            | 2e régiment de hussards (2e RH)                                             |
| Barkhane   | 2021  | 2 janvier                     | Risser Loïc                 | Brigadier-chef          | 2e régiment de hussards (2e RH)                                             |
| Barkhane   | 2021  | 2 janvier                     | Blasco Maxime               | Sergent                 | 7e bataillon de chasseurs alpins (7e BCA)                                   |
| Barkhane   | 2022  | 22 janvier                    | Martin Alexandre            | Brigadier-chef          | 54e régiment d'artillerie (54e RA)                                          |

#### Rwanda
| Opérations | Année | Date       | Nom du soldat | Grade    | Unité et/ou Armée d'appartenance               |
| ---------- | ----- | ---------- | ------------- | -------- | ---------------------------------------------- |
| Turquoise  | 1994  | 20 juillet | Pennec Yves   | Adjudant | 11e régiment d'artillerie de marine (11e RAMa) |

#### Somalie
Le 6 mars 1993, deux Casques bleus trouvent la mort dans un accident de la route lors d'une mission logistique entre Mogadiscio et Baidoa. Le 29 mai 1993, un soldat décède en mission d'escorte humanitaire vers Baidoa.
| Opérations | Année | Date   | Nom du soldat            | Grade           | Unité et/ou Armée d'appartenance                |
| ---------- | ----- | ------ | ------------------------ | --------------- | ----------------------------------------------- |
| ORYX       | 1993  | 6 mars | Duème Ronnie             | 1re classe      | 511e régiment du train (511e RT)                |
| ORYX       | 1993  | 6 mars | Nunes Carlos             | 1re classe      | 511e régiment du train (511e RT)                |
| ORYX       | 1993  | 29 mai | Huon de Penanster Efflam | Sous-lieutenant | 9e régiment de chasseurs parachutistes (9e RCP) |

#### Tchad
La promotion 1970 de l'ESN Bordeaux et de l'ESA Lyon porte les noms de Garcia et de De Larre de la Dorie tombés au combat en 1970.
L'opération Ephémère en mars 1970 permet la reprise de la ville d'Ounianga Kébir. Le 11 octobre 1970, onze parachutistes trouvent la mort dans les combats de Bedo au nord-ouest de Faya-Largeau. Le 18 février 1972, trois soldats décèdent dans un crash d'avion près d'An-Dagashi dans le cadre de l'opération Languedoc,.
Trois sous-officiers meurent le 29 janvier 1978 lorsque leur DC-3 est abattu par le FROLINAT. Les soldats tués au combat le 19 avril 1978 sont les premiers décès depuis la guerre d'Algérie pour le régiment d'infanterie de chars de marine. Les décès des trois soldats mentionnés le 19 mai 1978 sont liés aux combats d'Ati.
Une plaque commémorative pour le CNE Linemann est apposée sur les hangars occupés par les escadrons de la 7e escadre de Chasse qui furent équipés de Jaguars, sur la base aérienne de Saint-Dizier.
Neuf soldats meurent durant l'opération Manta en 1984 dans un accident de déminage. Le commandant Voelckel est décédé dans le crash de son avion qui a été abattu. Le soldat décédé en 1989 est une des victimes de l'attentat du vol UTA 772.
Le 7 avril 2009, un militaire français ouvre le feu et tue deux légionnaires, un militaire togolais ainsi qu'un civil.
| Opérations                                 | Année | Date         | Nom du soldat               | Grade                   | Unité et/ou Armée d'appartenance                                                                    |
| ------------------------------------------ | ----- | ------------ | --------------------------- | ----------------------- | --------------------------------------------------------------------------------------------------- |
| Limousin                                   | 1969  | 15 mars      | Orione Marcello             | Adjudant-chef           | assistance militaire technique (AMT)                                                                |
| Limousin                                   | 1969  | 4 juin       | Degorgue Pierre             | Légionnaire             | 2e régiment étranger de parachutistes (2e REP)                                                      |
| Limousin                                   | 1969  | 7 septembre  | Desrues Louis               | 1re classe              | 6e régiment interarmées d'Outre-Mer (6e RIAOM)                                                      |
| Limousin                                   | 1969  | 13 novembre  | Deiber Marcel               | Légionnaire             | 2e régiment étranger de parachutistes (2e REP)                                                      |
| Limousin                                   | 1969  | 2 décembre   | Wekker Horst                | Caporal                 | 2e régiment étranger de parachutistes (2e REP)                                                      |
| Limousin                                   | 1969  | 17 décembre  | Urion Pierre                | Gendarme                | Escadron de gendarmerie (EG)                                                                        |
| Limousin                                   | 1969  | 21 décembre  | Mellek Ablin                | Caporal-chef            | 1er régiment étranger (1er RE)                                                                      |
| Limousin                                   | 1969  | 30 décembre  | Astarita Pasquale           | Légionnaire             | 1er régiment étranger (1er RE)                                                                      |
| Limousin - Bison                           | 1970  | 9 janvier    | Chivot Gilles               | Légionnaire             | 1er régiment étranger (1er RE)                                                                      |
| Limousin                                   | 1970  | 6 mars       | De Larre de la Dorie Michel | Médecin de 2e classe    | 2e régiment étranger de parachutistes (2e REP)                                                      |
| Limousin                                   | 1970  | 15 mars      | Orsini Régulus              | Adjudant                | assistance militaire technique (AMT)                                                                |
| Limousin - Ephémère                        | 1970  | 24 mars      | Della Chiesa Roland         | Soldat                  | 6e régiment interarmées d'Outre-Mer (6e RIAOM)                                                      |
| Limousin                                   | 1970  | 24 mars      | Garcia Guy                  | Médecin de 1re classe   | 6e régiment interarmées d'Outre-Mer (6e RIAOM)                                                      |
| Limousin                                   | 1970  | 24 mars      | Gouret Gilbert              | Caporal-chef            | 6e régiment interarmées d'Outre-Mer (6e RIAOM)                                                      |
| Limousin                                   | 1970  | 27 mars      | Harel André                 | Soldat                  | 6e régiment interarmées d'Outre-Mer (6e RIAOM)                                                      |
| Limousin                                   | 1970  | 27 mars      | Sidler Jean                 | Soldat                  | 6e régiment interarmées d'Outre-Mer (6e RIAOM)                                                      |
| Limousin                                   | 1970  | 25 avril     | Pierrot Gérard              | Soldat                  | 6e régiment interarmées d'Outre-Mer (6e RIAOM)                                                      |
| Limousin                                   | 1970  | 5 juillet    | Chevance Alain              | Caporal-chef            | 6e régiment interarmées d'Outre-Mer (6e RIAOM)                                                      |
| Limousin                                   | 1970  | 9 juillet    | Limbach Jean-Jaques         | Caporal                 | 6e régiment interarmées d'Outre-Mer (6e RIAOM)                                                      |
| Limousin                                   | 1970  | 8 août       | Chaussin Pierre             | Lieutenant              | 6e régiment interarmées d'Outre-Mer (6e RIAOM)                                                      |
| Limousin - Bison                           | 1970  | 21 août      | Varga Ferenc                | 1re classe              | 1er régiment étranger (1er RE)                                                                      |
| Limousin                                   | 1970  | 17 septembre | Saulière Daniel             | Sergent                 | 6e régiment interarmées d'Outre-Mer (6e RIAOM)                                                      |
| Limousin                                   | 1970  | 11 octobre   | Arondeau Eric               | Soldat                  | 6e régiment interarmées d'Outre-Mer (6e RIAOM)                                                      |
| Limousin                                   | 1970  | 11 octobre   | Détaillier Lucien           | 1re classe              | 6e régiment interarmées d'Outre-Mer (6e RIAOM)                                                      |
| Limousin                                   | 1970  | 11 octobre   | Douty Edouard               | Soldat                  | 6e régiment interarmées d'Outre-Mer (6e RIAOM)                                                      |
| Limousin                                   | 1970  | 11 octobre   | Gagnol Albert               | Caporal-chef            | 6e régiment interarmées d'Outre-Mer (6e RIAOM)                                                      |
| Limousin                                   | 1970  | 11 octobre   | Martin Norbert              | Soldat                  | 6e régiment interarmées d'Outre-Mer (6e RIAOM)                                                      |
| Limousin                                   | 1970  | 11 octobre   | Nessus Bernard              | Sergent                 | 6e régiment interarmées d'Outre-Mer (6e RIAOM)                                                      |
| Limousin                                   | 1970  | 11 octobre   | Raygasse Bernard            | 1re classe              | 6e régiment interarmées d'Outre-Mer (6e RIAOM)                                                      |
| Limousin                                   | 1970  | 11 octobre   | Rigaud Dominique            | Caporal                 | 6e régiment interarmées d'Outre-Mer (6e RIAOM)                                                      |
| Limousin                                   | 1970  | 11 octobre   | Scrive Rémi                 | Soldat                  | 6e régiment interarmées d'Outre-Mer (6e RIAOM)                                                      |
| Limousin                                   | 1970  | 11 octobre   | Voronine Dimitri            | Sergent-chef            | 6e régiment interarmées d'Outre-Mer (6e RIAOM)                                                      |
| Limousin                                   | 1970  | 19 octobre   | Thomas Jacques              | Caporal-chef            | 6e régiment interarmées d'Outre-Mer (6e RIAOM)                                                      |
| Limousin - Bison                           | 1970  | 23 octobre   | Djordjevic Miroslav         | Soldat                  | 2e régiment étranger de parachutistes (2e REP)                                                      |
| Limousin - Bison                           | 1970  | 10 novembre  | Virollet Jean-Paul          | Soldat                  | 2e régiment étranger de parachutistes (2e REP)                                                      |
| Limousin                                   | 1970  | 28 novembre  | Fourmann Christian          | Soldat                  | 1er régiment étranger (1er RE)                                                                      |
| Limousin                                   | 1970  | 28 novembre  | Rnjakovic Radomir           | Soldat                  | 2e régiment étranger de parachutistes (2e REP)                                                      |
| Limousin                                   | 1971  | 22 janvier   | Demiras François            | 1re Classe              | 6e régiment interarmées d'Outre-Mer (6e RIAOM)                                                      |
| Limousin                                   | 1971  | 23 janvier   | Cortadellas Bertrand        | Sergent-chef            | 6e régiment interarmées d'Outre-Mer (6e RIAOM)                                                      |
| Limousin                                   | 1971  | 1er février  | Tandavarayen Alain          | Caporal                 | 6e régiment interarmées d'Outre-Mer (6e RIAOM)                                                      |
| Limousin                                   | 1971  | 16 février   | Glajean Marc                | Soldat                  | 6e régiment interarmées d'Outre-Mer (6e RIAOM)                                                      |
| Limousin                                   | 1971  | 12 mars      | Diot Jean                   | Caporal-chef            | 6e régiment interarmées d'Outre-Mer (6e RIAOM)                                                      |
| Limousin                                   | 1971  | 15 mars      | Lhermillier Pierre          | Adjudant                | assistance militaire technique (AMT) - Armée de l'Air                                               |
| Limousin                                   | 1971  | 24 mars      | Large Christian             | Sergent-chef            | assistance militaire technique (AMT)                                                                |
| Limousin                                   | 1971  | 18 juin      | Diarra Michel               | Sergent                 | 6e régiment interarmées d'Outre-Mer (6e RIAOM)                                                      |
| Limousin                                   | 1971  | 18 juin      | Martin Yvon                 | Soldat                  | 6e régiment interarmées d'Outre-Mer (6e RIAOM)                                                      |
| Limousin                                   | 1971  | 31 juillet   | Allain Louis                | Soldat                  | 6e régiment interarmées d'Outre-Mer (6e RIAOM)                                                      |
| Limousin                                   | 1971  | 26 octobre   | Zniewski Patrice            | Soldat                  | 6e régiment interarmées d'Outre-Mer (6e RIAOM)                                                      |
| Limousin                                   | 1971  | 30 octobre   | Thiers David                | Caporal                 | 6e régiment interarmées d'Outre-Mer (6e RIAOM)                                                      |
| Languedoc                                  | 1972  | 18 février   | Dartigaux Georges           | Adjudant                | 6e régiment interarmées d'Outre-Mer (6e RIAOM) - escadrille d'aviation légère des troupes de marine |
| Languedoc                                  | 1972  | 18 février   | Laval-Gilly Frédéric        | Lieutenant              | 6e régiment interarmées d'Outre-Mer (6e RIAOM)                                                      |
| Languedoc                                  | 1972  | 18 février   | Le Puloch Alain             | Chef de bataillon       | 6e régiment interarmées d'Outre-Mer (6e RIAOM)                                                      |
| /                                          | 1972  | 10 mars      | Lalevée Jean                | Sergent-chef            | assistance militaire technique (AMT)                                                                |
| /                                          | 1972  | 28 mars      | Hoareau Etienne             | Adjudant                | assistance militaire technique (AMT)                                                                |
| /                                          | 1972  | 7 mai        | Barre Robert                | Maréchal des logis-chef | Escadron de gendarmerie de Fort Lamy (Tchad)                                                        |
| /                                          | 1972  | 11 juin      | Delaveau René               | Adjudant                | assistance militaire technique (AMT)                                                                |
| /                                          | 1972  | 11 juin      | Point-Dumont Jean           | Sergent-chef            | assistance militaire technique (AMT)                                                                |
| /                                          | 1972  | 29 septembre | Bernard Michel              | Caporal-chef            | 6e régiment interarmées d'Outre-Mer (6e RIAOM)                                                      |
| /                                          | 1973  | 28 avril     | Piazza Carmelo              | Soldat                  | 6e régiment interarmées d'Outre-Mer (6e RIAOM)                                                      |
| /                                          | 1973  | 23 mai       | Belot Emile                 | Soldat                  | 6e régiment interarmées d'Outre-Mer (6e RIAOM)                                                      |
| /                                          | 1973  | 9 juin       | Labit Jacques               | Sergent                 | base aérienne 172 de Fort Lamy (Tchad) - Armée de l'Air                                             |
| /                                          | 1974  | 3 septembre  | Herbès Gérard               | Gendarme                | brigade de gendarmerie Air (BGA)                                                                    |
| /                                          | 1974  | 1 octobre    | Billon Alain                | Lieutenant              | base aérienne 172 de Fort Lamy (Tchad)                                                              |
| /                                          | 1974  | 24 octobre   | Assémat Christian           | Maréchal des logis-chef | 6e régiment interarmées d'Outre-Mer (6e RIAOM)                                                      |
| /                                          | 1975  | 23 octobre   | Gendreau René               | Adjudant-chef           | assistance militaire technique (AMT)                                                                |
| Tacaud                                     | 1978  | 29 janvier   | Carval Jean-Claude          | Adjudant-chef           | assistance militaire technique (AMT) - Armée de l'Air                                               |
| Tacaud                                     | 1978  | 29 janvier   | Le Goff Gilbert             | Adjudant-chef           | assistance militaire technique (AMT) - Armée de l'Air                                               |
| Tacaud                                     | 1978  | 29 janvier   | Scabello Christian          | Major                   | assistance militaire technique (AMT) - Armée de l'Air                                               |
| Tacaud                                     | 1978  | 1er mars     | Cochet Raymond              | Adjudant-chef           | assistance militaire technique (AMT)                                                                |
| Tacaud                                     | 1978  | 19 avril     | Fontaine Jean-Louis         | Caporal-chef            | régiment d'infanterie de chars de Marine (RICMa)                                                    |
| Tacaud                                     | 1978  | 19 avril     | Gemehl Jean-Michel          | Sergent                 | régiment d'infanterie de chars de Marine (RICMa)                                                    |
| Tacaud                                     | 1978  | 25 avril     | Marie-Joseph Guy            | Caporal                 | 3e régiment d'infanterie de Marine (3e RIMa)                                                        |
| Tacaud                                     | 1978  | 19 mai       | Allouche Jean-Louis         | Adjudant                | 3e régiment d'infanterie de Marine (3e RIMa)                                                        |
| Tacaud                                     | 1978  | 19 mai       | Capron Jean                 | Brigadier-chef          | 1er régiment étranger de cavalerie (1er REC)                                                        |
| Tacaud                                     | 1978  | 19 mai       | Lenepveu Joseph             | Caporal                 | 3e régiment d'infanterie de Marine (3e RIMa)                                                        |
| Tacaud                                     | 1978  | 13 juillet   | Beausire Robert             | Caporal-chef            | régiment d'infanterie de chars de Marine (RICMa)                                                    |
| Tacaud                                     | 1978  | 8 août       | Jacquel Robert              | Lieutenant              | base aérienne 136 de Toul (BA 136)                                                                  |
| Tacaud                                     | 1978  | 14 octobre   | Linemann Serge              | Capitaine               | base aérienne 113 de Saint-Dizier (BA 113)                                                          |
| Tacaud                                     | 1978  | 24 novembre  | Feuermann Jean-Pierre       | Légionnaire             | 2e régiment étranger d'infanterie (2e REI)                                                          |
| Tacaud                                     | 1978  | 13 décembre  | Leblanc Robert              | Maréchal des logis-chef | 3e groupe d'hélicoptères de liaison (3e GHL)                                                        |
| Tacaud                                     | 1978  | 13 décembre  | Ribbes Bernard              | Adjudant                | 3e groupe d'hélicoptères de liaison (3e GHL)                                                        |
| Tacaud                                     | 1978  | 14 décembre  | Aubertiny Didier            | Sergent                 | 44e régiment de transmissions (44e RT)                                                              |
| Tacaud                                     | 1979  | 6 février    | Hotton Claude               | 1re classe              | 2e régiment étranger d'infanterie (2e REI)                                                          |
| Tacaud                                     | 1979  | 14 février   | Jolibois Christian          | Marsouin de 1re classe  | 3e régiment d'infanterie de Marine (3e RIMa)                                                        |
| Tacaud                                     | 1979  | 2 mars       | Genies Jean                 | Marsouin parachutiste   | 3e régiment parachutiste d'infanterie de marine (3e RPIMa)                                          |
| Tacaud                                     | 1979  | 5 mars       | Parent Guy                  | Caporal-chef            | Régiment d'infanterie de chars de Marine (RICMa)                                                    |
| Tacaud                                     | 1979  | 7 avril      | Gerlotto Jean               | Lieutenant              | 2e régiment parachutiste d'infanterie de Marine (2e RPIMA)                                          |
| Tacaud                                     | 1979  | 23 avril     | Mailliez Jacques            | Sergent-chef            | 21e régiment d'infanterie de Marine (21e RIMA)                                                      |
| Tacaud                                     | 1980  | 18 février   | Chozalski Yann              | Hussard parachutiste    | 1er régiment de hussards parachutistes (1er RHP)                                                    |
| Tacaud                                     | 1980  | 1er mai      | Aleman Patrick              | 1re classe              | 3e régiment parachutiste d'infanterie de marine (3e RPIMa)                                          |
| Tacaud (Groupement Phenix)                 | 1980  | 21 mars      | Palet Patrick               | Caporal-chef            | 9e régiment de commandement et de soutien (9e RCS)                                                  |
| Manta                                      | 1984  | 25 janvier   | Croci Michel                | Capitaine               | Base aérienne 106 de Bordeaux-Mérignac (BA 106) - Armée de l'Air                                    |
| Manta                                      | 1984  | 7 avril      | Beck Philippe               | Sapeur parachutiste     | 17e régiment du génie parachutiste (17e RGP)                                                        |
| Manta                                      | 1984  | 7 avril      | Goffin Eric                 | Soldat                  | 17e régiment du génie parachutiste (17e RGP)                                                        |
| Manta                                      | 1984  | 7 avril      | Horvath Etienne             | Caporal                 | 17e régiment du génie parachutiste (17e RGP)                                                        |
| Manta                                      | 1984  | 7 avril      | Labro Philippe              | Sapeur parachutiste     | 17e régiment du génie parachutiste (17e RGP)                                                        |
| Manta                                      | 1984  | 7 avril      | Morando Raoul               | Sapeur parachutiste     | 17e régiment du génie parachutiste (17e RGP)                                                        |
| Manta                                      | 1984  | 7 avril      | Rehal Laurent               | Sapeur parachutiste     | 17e régiment du génie parachutiste (17e RGP)                                                        |
| Manta                                      | 1984  | 7 avril      | Roussel Bruno               | Sapeur parachutiste     | 17e régiment du génie parachutiste (17e RGP)                                                        |
| Manta                                      | 1984  | 7 avril      | Turpin Philippe             | Sapeur parachutiste     | 17e régiment du génie parachutiste (17e RGP)                                                        |
| Manta                                      | 1984  | 7 avril      | Ungar Gilles                | Caporal                 | 17e régiment du génie parachutiste (17e RGP)                                                        |
| Manta                                      | 1984  | 16 avril     | Voelckel Bernard            | Commandant              | base aérienne 136 de Toul (54) (BA 136) - Armée de l'Air                                            |
| Manta                                      | 1984  | 30 septembre | Bosa Bruno                  | Marsouin de 1re classe  | 8e régiment de parachutistes d'infanterie de marine (8e RPIMa)                                      |
| Epervier                                   | 1987  | 16 juillet   | Daniel Hervé                | Sergent                 | base aérienne 705 de Tours - Armée de l'Air                                                         |
| Epervier                                   | 1988  | 31 mai       | Ahlwarth Georges            | Soldat                  | 2e régiment étranger d'infanterie (2e REI)                                                          |
| Epervier                                   | 1991  | 12 janvier   | Richard Christian           | maréchal des logis-chef | 1er régiment de hussards parachutistes (1er RHP)                                                    |
| Epervier                                   | 1991  | 6 juin       | Morin Louis                 | Adjudant                | 38e régiment de transmissions (38e RT)                                                              |
| Epervier                                   | 1992  | 3 juillet    | Playout Patrick             | Adjudant                | base aérienne 117 (BA 117) - centre de transmissions de l'administration centrale                   |
| Epervier                                   | 1992  | 28 juillet   | Hennes Detlef               | Sergent                 | 2e régiment étranger d'infanterie (2e REI)                                                          |
| Epervier                                   | 1992  | 25 novembre  | Hervot Joseph               | Capitaine               | Troupes de marine                                                                                   |
| Epervier                                   | 1993  | 22 août      | Tschaen Christophe          | Capitaine               | base aérienne 136 de Toul (BA 136)                                                                  |
| Epervier                                   | 1995  | 20 décembre  | Brabakaran Patrick          | Caporal-chef            | 1er régiment étranger d'infanterie (1er REI)                                                        |
| Epervier                                   | 1997  | 22 juin      | Klein Fabrice               | Sergent-chef            | base aérienne 901 de Drachenbronn (BA 901)                                                          |
| Epervier                                   | 1997  | 23 novembre  | Trithard Pascal             | Sergent-chef            | 2e régiment étranger de parachutistes (2e REP)                                                      |
| Epervier                                   | 2013  | 26 décembre  | Guillebault Thomas          | Caporal-chef            | commando parachutiste de l'air n° 20 (CPA 20)                                                       |
| Hors opération (accident ou autres causes) | 1991  | 25 juillet   | Garnier Jean-Christophe     | Adjudant                | 28e régiment de transmissions (28e RT)                                                              |
| Hors opération (accident ou autres causes) | 1991  | 5 novembre   | Chalier Jean-Louis          | Capitaine               | base aérienne 124 de Strasbourg                                                                     |
| Hors opération (accident ou autres causes) | 1988  | 14 janvier   | Panic Stevo                 | Sergent-chef            | 6e régiment étranger du génie (6e REG)                                                              |
| Hors opération (accident ou autres causes) | 1988  | 19 février   | Camara Mamadou              | Soldat                  | 402e régiment d'artillerie (402e RA)                                                                |
| Hors opération (accident ou autres causes) | 1984  |              | Arnoud Richard              | Marsouin                | 3e régiment d'infanterie de Marine (3e RIMa)                                                        |
| Hors opération (accident ou autres causes) | 1989  | 19 septembre | Augereau Jean-Pierre        | Adjudant                | assistance militaire technique (AMT)                                                                |
| Hors opération (accident ou autres causes) | 1990  | 8 décembre   | Tehiva Joseph               | caporal                 | 21e régiment d'infanterie de Marine (21e RIMa)                                                      |
| Hors opération (accident ou autres causes) | 1993  | 6 mars       | Basset Remy                 | Capitaine               | 6e régiment parachutiste d'infanterie de marine (6e RPIMa)                                          |
| Hors opération (accident ou autres causes) | 1997  | 26 janvier   | Esquirol Franck             | 1re classe              | 3e régiment parachutiste d'infanterie de marine (3e RPIMa)                                          |
| EUFOR Tchad/RCA                            | 2008  | 3 mars       | Polin Gilles                | Adjudant                | 1er régiment de parachutistes d'infanterie de marine (1er RPIMa)                                    |
| EUFOR Tchad/RCA                            | 2009  | 7 avril      | Djallo Djiakanaou           | Sergent-chef            | 2e régiment étranger d'infanterie (2e REI)                                                          |
| EUFOR Tchad/RCA                            | 2009  | 7 avril      | Eftimiu Eugen               | Caporal                 | 2e régiment étranger d'infanterie (2e REI)                                                          |
| EUFOR Tchad/RCA                            | 2009  | 20 juin      | Pouplin François            | Lieutenant-Colonel      | base aérienne 701                                                                                   |
| Barkhane                                   | 2020  | 31 juillet   | Fila Andy                   | caporal-chef            | 14e régiment d’infanterie et de soutien logistique parachutiste (14e RISLP)                         |

### Proche et Moyen-Orient

#### Egypte
Le 6 mai 2007, un avion de la Force multinationale d'observateurs au Sinaï (FMO) s'est écrasé dans les hauteurs du Sinaï ; l'accident entraîne la mort de huit soldats. Le 12 novembre 2020, le colonel Botta trouve également la mort dans un accident d'hélicoptère au Sinaï.
| Opérations | Année | Date        | Nom du soldat                   | Grade         | Régiment - Armée                                      |
| ---------- | ----- | ----------- | ------------------------------- | ------------- | ----------------------------------------------------- |
| ONUST      | 1973  | 6 octobre   | Banse Georges                   | Capitaine     | Groupement administratif des personnels isolés (GAPI) |
| FMO        | 2007  | 6 mai       | Bouffénie Hervé                 | Sergent-chef  | base aérienne 118 (BA 118) - Armée de l'Air           |
| FMO        | 2007  | 6 mai       | Briançon épouse Forest Laurence | Capitaine     | base aérienne 118 (BA 118) - Armée de l'Air           |
| FMO        | 2007  | 6 mai       | Durand Dominique                | Adjudant      | base aérienne 709 de Cognac (BA 709)                  |
| FMO        | 2007  | 6 mai       | Flego Julien                    | Sergent       | base aérienne 118 (BA 118)                            |
| FMO        | 2007  | 6 mai       | Grau Dominique                  | Adjudant-chef | base aérienne 107 de Villacoublay (BA 107)            |
| FMO        | 2007  | 6 mai       | Pike Guillaume                  | Lieutenant    | base aérienne 118 (BA 118)                            |
| FMO        | 2007  | 6 mai       | Poilly Yann                     | Sergent-chef  | base aérienne 118 (BA 118)                            |
| FMO        | 2007  | 6 mai       | Pottier Laurent                 | Sergent-chef  | base aérienne 118 (BA 118)                            |
| FMO        | 2020  | 12 novembre | Botta Sébastien                 | Colonel       | Force multinationale d'observateurs (FMO)             |

#### Liban
Un soldat décédé en 1982 fait partie des victimes de l'attentat contre l'ambassade de France à Beyrouth. Les légionnaires décédés le 30 septembre 1983 sont le fait de tirs d'artillerie contre la chancellerie diplomatique tandis que le commandant du 17e RGP et son chauffeur sont tués par un tir d'obus sur le QG français le 7 octobre 1983.
Les soldats du 17e RGP décédés en 1983 ont été tués dans l'effondrement d'un immeuble en cours d'inspection pour déminage. Par ailleurs, les victimes militaires issues du 1er régiment de chasseurs parachutistes de l'attentat du Drakkar sont inscrites sur le monument. Le 29 novembre 1983 dans le cadre de l'opération OLIFANT, trois marins trouvent la mort dans un accident d'hélicoptère à proximité de Beyrouth.
La promotion des sous-officiers 2021 de l'armée de l'Air porte le nom du CNE Aniort décédé en 1984.
Le lieutenant-colonel Cuenot a été assassiné lors de son mandat au Liban. Le 14 janvier 1985, deux observateurs sont également assassinés. Le 19 février 1985, le commandant Rhodes est assassiné devant le poste d'observateurs à Choueifate. Le CNE Corvée est le dernier soldat assassiné avant le départ de l'armée française de la Résidence des Pins (Beyrouth) en1986. Le 4 septembre 1986, trois soldats du 17e RGP perdent la vie lors d'un attentat à la bombe à Jouaya. Le 18 septembre 1986, l'attaché militaire au Liban est également assassiné.
L'opération Capselle est menée depuis le Foch en août-septembre 1989 pour protéger une éventuelle évacuation des ressortissants français au large du Liban.
| Opérations                          | Année | Date         | Nom du soldat              | Grade                              | Régiment - Armée                                                        |
| ----------------------------------- | ----- | ------------ | -------------------------- | ---------------------------------- | ----------------------------------------------------------------------- |
| FINUL                               | 1978  | 23 avril     | Godiris Alain              | Caporal-chef                       | 3e régiment parachutiste d'infanterie de marine (3e RPIMa)              |
| FINUL                               | 1978  | 2 mai        | Marie Christian            | Caporal-chef                       | Régiment d'infanterie de chars de Marine (RICMa)                        |
| FINUL                               | 1978  | 2 mai        | Santini Jean               | Adjudant                           | 3e régiment parachutiste d'infanterie de marine (3e RPIMa)              |
| FINUL                               | 1978  | 4 octobre    | Vaquer Christian           | Sapeur parachutiste                | 17e régiment du génie parachutiste (17e RGP)                            |
| FINUL                               | 1979  | 29 mars      | Jacquot Pierre             | Caporal                            | 8e régiment de parachutistes d'infanterie de marine (8e RPIMa)          |
| FINUL                               | 1979  | 13 avril     | Jamin Christian            | Commandant                         | Ecole supérieure d'application du matériel (ESAM) - détaché au 420e DSL |
| FINUL                               | 1981  | 24 avril     | Morel Olivier              | Sous-Lieutenant                    | 17e régiment du génie parachutiste (17e RGP)                            |
| FINUL                               | 1982  | 8 juillet    | David Joël                 | Sergent-chef                       | 17e régiment du génie parachutiste (17e RGP)                            |
| FINUL                               | 1982  | 3 septembre  | Bizeul Jean                | Lieutenant-colonel                 | 17e régiment du génie parachutiste (17e RGP)                            |
| FINUL                               | 1982  | 9 octobre    | Dulphy Pascal              | Caporal-chef                       | 17e régiment du génie parachutiste (17e RGP)                            |
| FINUL                               | 1985  | 14 juin      | Zaméo                      | Caporal                            | 9e division d'infanterie de marine (9e DIMa)                            |
| FINUL                               | 1986  | 4 septembre  | Colin Patrice              | Caporal-chef                       | 17e régiment du génie parachutiste (17e RGP)                            |
| FINUL                               | 1986  | 4 septembre  | Friedmann Etienne          | Sapeur parachutiste de 1re classe  | 17e régiment du génie parachutiste (17e RGP)                            |
| FINUL                               | 1986  | 4 septembre  | Lung Hoi Michel            | Sapeur parachutiste                | 17e régiment du génie parachutiste (17e RGP)                            |
| FINUL                               | 1986  | 22 octobre   | Rigaux Philippe            | Soldat                             | 9e régiment de chasseurs parachutistes (9e RCP)                         |
| FINUL                               | 1987  | 20 février   | Lebrun Henri               | Adjudant                           | 71e régiment du génie (71e RG)                                          |
| FINUL                               | 2004  | 14 janvier   | Dottesi Jean-Eudes         | Brigadier-chef                     | 12e régiment d'artillerie (12e RA)                                      |
| FINUL                               | 2007  | 25 juillet   | Lalloyeau Eric             | Adjudant-chef                      | 31e régiment du génie (31e RG)                                          |
| FINUL                               | 2007  | 12 novembre  | Pérot Julien               | brigadier-chef                     | 501e régiment de chars de combat (501e RCC)                             |
| FINUL                               | 2009  | 21 février   | Verrier Nicolas            | Caporal-chef                       | 1er régiment de tirailleurs (1er RT)                                    |
| FINUL                               | 2010  | 13 mars      | Gerfaud Valentin           | adjudant                           | 19e régiment du génie (19e RG)                                          |
| FINUL                               | 2010  | 13 mars      | Trouillot Jeremy           | maréchal des logis                 | 19e régiment du génie (19e RG)                                          |
| FINUL                               | 2010  | 5 juin       | Richard Guillaume          | Adjudant                           | 121e régiment du train (121e RT)                                        |
| FINUL                               | 2010  | 24 août      | Guilloteau Richard         | Major                              | 40e régiment d'artillerie (40e RA)                                      |
| FINUL                               | 2010  | 7 septembre  | Fradet François            | Caporal-chef                       | 3e régiment du génie (3e RG)                                            |
| FINUL                               | 2019  | 21 mai       | Potier Erwan               | Brigadier                          | 501e régiment de chars de combat (501e RCC)                             |
| FINUL                               | 2020  | 13 mars      | Rybontchouk Volodymyr      | Caporal                            | 1er régiment étranger du génie (1er REG)                                |
| FSMB                                | 1983  | 25 août      | Stijovic Michel            | Légionnaire                        | 2e régiment étranger d'infanterie (2e REI)                              |
| FSMB                                | 1983  | 20 février   | Géhin Vincent              | Caporal                            | 11e régiment d'artillerie de marine (11e RAMa)                          |
| FSMB                                | 1983  | 6 juillet    | Beaucourt Robert           | Caporal-chef                       | 17e régiment du génie parachutiste (17e RGP)                            |
| FSMB                                | 1983  | 6 juillet    | Bordas Jean-Jacques        | Caporal-chef                       | 17e régiment du génie parachutiste (17e RGP)                            |
| FSMB                                | 1983  | 6 juillet    | Choppin Robert             | Soldat                             | 17e régiment du génie parachutiste (17e RGP)                            |
| FSMB                                | 1983  | 6 juillet    | Legros Daniel              | Sergent                            | 17e régiment du génie parachutiste (17e RGP)                            |
| FSMB                                | 1983  | 6 juillet    | Mairot Luc                 | Soldat                             | 17e régiment du génie parachutiste (17e RGP)                            |
| FSMB                                | 1983  | 6 juillet    | Rollin Bruno               | soldat                             | 17e régiment du génie parachutiste (17e RGP)                            |
| FSMB                                | 1983  | 30 août      | A'Maiooro Robert           | Caporal                            | 2e régiment étranger d'infanterie (2e REI)                              |
| FSMB                                | 1983  | 30 août      | Peigney Jean-Luc           | Légionnaire                        | 2e régiment étranger d'infanterie (2e REI)                              |
| FSMB                                | 1983  | 30 août      | Lejeune Lionel             | Soldat                             | 2e régiment étranger d'infanterie (2e REI)                              |
| FSMB                                | 1983  | 31 août      | Colombo Jean-françois      | Sergent                            | 21e régiment d'infanterie de Marine (21e RIMa)                          |
| FSMB                                | 1983  | 7 septembre  | Poux Jérôme                | Caporal                            | 17e régiment du génie parachutiste (17e RGP)                            |
| FSMB                                | 1983  | 7 septembre  | Sahler Louis               | Lieutenant-colonel                 | 17e régiment du génie parachutiste (17e RGP)                            |
| FSMB                                | 1983  | 26 septembre | Verdon Christian           | Caporal-chef                       | 2e régiment étranger d'infanterie (2e REI) - 5e compagnie               |
| FSMB                                | 1983  | 23 octobre   | Bachelerie Yannick         | Chasseur parachutiste              | 1er régiment de chasseurs parachutistes (1er RCP)                       |
| FSMB                                | 1983  | 23 octobre   | Bagnis Antoine             | Adjudant                           | 1er régiment de chasseurs parachutistes (1er RCP)                       |
| FSMB                                | 1983  | 23 octobre   | Bardine Richard            | Chasseur parachutiste              | 1er régiment de chasseurs parachutistes (1er RCP)                       |
| FSMB                                | 1983  | 23 octobre   | Bensaïdane Djamal          | Caporal-chef                       | 1er régiment de chasseurs parachutistes (1er RCP)                       |
| FSMB                                | 1983  | 23 octobre   | Beriot Laurent             | Caporal-chef                       | 1er régiment de chasseurs parachutistes (1er RCP)                       |
| FSMB                                | 1983  | 23 octobre   | Caland Franck              | Chasseur parachutiste              | 1er régiment de chasseurs parachutistes (1er RCP)                       |
| FSMB                                | 1983  | 23 octobre   | Carrara Vincent            | Caporal-chef                       | 1er régiment de chasseurs parachutistes (1er RCP)                       |
| FSMB                                | 1983  | 23 octobre   | Chaise Jean-François       | Chasseur parachutiste              | 1er régiment de chasseurs parachutistes (1er RCP)                       |
| FSMB                                | 1983  | 23 octobre   | Corvellec Jean             | Chasseur parachutiste              | 1er régiment de chasseurs parachutistes (1er RCP)                       |
| FSMB                                | 1983  | 23 octobre   | Dalleau Christian          | Sergent                            | 1er régiment de chasseurs parachutistes (1er RCP)                       |
| FSMB                                | 1983  | 23 octobre   | Daubé Vincent              | Sergent                            | 1er régiment de chasseurs parachutistes (1er RCP)                       |
| FSMB                                | 1983  | 23 octobre   | Dejean de la Batie Antoine | Lieutenant                         | 9e régiment de chasseurs parachutistes (9e RCP)                         |
| FSMB                                | 1983  | 23 octobre   | Delaire Jean-Yves          | Chasseur parachutiste              | 1er régiment de chasseurs parachutistes (1er RCP)                       |
| FSMB                                | 1983  | 23 octobre   | Deparis Thierry            | Chasseur parachutiste              | 1er régiment de chasseurs parachutistes (1er RCP)                       |
| FSMB                                | 1983  | 23 octobre   | Di Masso Thierry           | Chasseur parachutiste              | 1er régiment de chasseurs parachutistes (1er RCP)                       |
| FSMB                                | 1983  | 23 octobre   | Durand Hervé               | Chasseur parachutiste              | 1er régiment de chasseurs parachutistes (1er RCP)                       |
| FSMB                                | 1983  | 23 octobre   | Duthilleul Louis           | Caporal-chef                       | 1er régiment de chasseurs parachutistes (1er RCP)                       |
| FSMB                                | 1983  | 23 octobre   | Gasseau Guy                | Parachutiste de 1re classe         | 1er régiment de chasseurs parachutistes (1er RCP)                       |
| FSMB                                | 1983  | 23 octobre   | Gautret Remy               | Parachutiste de 1re classe         | 1er régiment de chasseurs parachutistes (1er RCP)                       |
| FSMB                                | 1983  | 23 octobre   | Girardeau Patrice          | Caporal                            | 1er régiment de chasseurs parachutistes (1er RCP)                       |
| FSMB                                | 1983  | 23 octobre   | Grelier Xavier             | Caporal-chef                       | 1er régiment de chasseurs parachutistes (1er RCP)                       |
| FSMB                                | 1983  | 23 octobre   | Guillemet Romuald          | Chasseur parachutiste              | 1er régiment de chasseurs parachutistes (1er RCP)                       |
| FSMB                                | 1983  | 23 octobre   | Hau Jacques                | Caporal                            | 1er régiment de chasseurs parachutistes (1er RCP)                       |
| FSMB                                | 1983  | 23 octobre   | Jacquet Laurent            | Caporal                            | 1er régiment de chasseurs parachutistes (1er RCP)                       |
| FSMB                                | 1983  | 23 octobre   | Julio François             | Parachutiste de 1re classe         | 1er régiment de chasseurs parachutistes (1er RCP)                       |
| FSMB                                | 1983  | 23 octobre   | Kordec Jacques             | Chasseur parachutiste              | 1er régiment de chasseurs parachutistes (1er RCP)                       |
| FSMB                                | 1983  | 23 octobre   | Lamothe Patrick            | Caporal                            | 1er régiment de chasseurs parachutistes (1er RCP)                       |
| FSMB                                | 1983  | 23 octobre   | Lastella Victor            | Chasseur parachutiste              | 1er régiment de chasseurs parachutistes (1er RCP)                       |
| FSMB                                | 1983  | 23 octobre   | Le Bris Jean-Pierre        | Sergent                            | 1er régiment de chasseurs parachutistes (1er RCP)                       |
| FSMB                                | 1983  | 23 octobre   | Le Verger Hervé            | Chasseur parachutiste              | 1er régiment de chasseurs parachutistes (1er RCP)                       |
| FSMB                                | 1983  | 23 octobre   | Ledru Christian            | Chasseur parachutiste              | 1er régiment de chasseurs parachutistes (1er RCP)                       |
| FSMB                                | 1983  | 23 octobre   | Leprêtre Dominique         | Caporal                            | 1er régiment de chasseurs parachutistes (1er RCP)                       |
| FSMB                                | 1983  | 23 octobre   | Leroux Olivier             | Caporal                            | 9e régiment de chasseurs parachutistes (9e RCP)                         |
| FSMB                                | 1983  | 23 octobre   | Levaast Patrick            | Chasseur parachutiste              | 1er régiment de chasseurs parachutistes (1er RCP)                       |
| FSMB                                | 1983  | 23 octobre   | Loitron Olivier            | Caporal-chef                       | 1er régiment de chasseurs parachutistes (1er RCP)                       |
| FSMB                                | 1983  | 23 octobre   | Longle Yves                | Sergent                            | 1er régiment de chasseurs parachutistes (1er RCP)                       |
| FSMB                                | 1983  | 23 octobre   | Margot Franck              | Caporal-chef                       | 1er régiment de chasseurs parachutistes (1er RCP)                       |
| FSMB                                | 1983  | 23 octobre   | Meyer Jean-Pierre          | Chasseur parachutiste              | 1er régiment de chasseurs parachutistes (1er RCP)                       |
| FSMB                                | 1983  | 23 octobre   | Moretto Michel             | Adjudant                           | 1er régiment de chasseurs parachutistes (1er RCP)                       |
| FSMB                                | 1983  | 23 octobre   | Muzeau Frank               | Caporal                            | 1er régiment de chasseurs parachutistes (1er RCP)                       |
| FSMB                                | 1983  | 23 octobre   | Ollivier Gilles            | Sergent                            | 1er régiment de chasseurs parachutistes (1er RCP)                       |
| FSMB                                | 1983  | 23 octobre   | Ospital Guy                | Capitaine                          | 1er régiment de chasseurs parachutistes (1er RCP)                       |
| FSMB                                | 1983  | 23 octobre   | Porte Pascal               | Caporal                            | 1er régiment de chasseurs parachutistes (1er RCP)                       |
| FSMB                                | 1983  | 23 octobre   | Potencier Philippe         | Chasseur parachutiste              | 1er régiment de chasseurs parachutistes (1er RCP)                       |
| FSMB                                | 1983  | 23 octobre   | Pradier Gilles             | 1re classe                         | 1er régiment de chasseurs parachutistes (1er RCP)                       |
| FSMB                                | 1983  | 23 octobre   | Raoux François             | Chasseur parachutiste              | 1er régiment de chasseurs parachutistes (1er RCP)                       |
| FSMB                                | 1983  | 23 octobre   | Renaud Raymond             | Chasseur parachutiste              | 1er régiment de chasseurs parachutistes (1er RCP)                       |
| FSMB                                | 1983  | 23 octobre   | Renou Thierry              | Chasseur parachutiste              | 1er régiment de chasseurs parachutistes (1er RCP)                       |
| FSMB                                | 1983  | 23 octobre   | Rigaud Alain               | Chasseur parachutiste              | 1er régiment de chasseurs parachutistes (1er RCP)                       |
| FSMB                                | 1983  | 23 octobre   | Righi Bernard              | Chasseur parachutiste              | 1er régiment de chasseurs parachutistes (1er RCP)                       |
| FSMB                                | 1983  | 23 octobre   | Schmitt Denis              | Chasseur parachutiste              | 1er régiment de chasseurs parachutistes (1er RCP)                       |
| FSMB                                | 1983  | 23 octobre   | Sendra Jean                | Chasseur parachutiste              | 1er régiment de chasseurs parachutistes (1er RCP)                       |
| FSMB                                | 1983  | 23 octobre   | Seriat Patrice             | Caporal-chef                       | 1er régiment de chasseurs parachutistes (1er RCP)                       |
| FSMB                                | 1983  | 23 octobre   | Tari Patrick               | 1re classe                         | 1er régiment de chasseurs parachutistes (1er RCP)                       |
| FSMB                                | 1983  | 23 octobre   | Théophile Sylvestre        | 1re classe                         | 1er régiment de chasseurs parachutistes (1er RCP)                       |
| FSMB                                | 1983  | 23 octobre   | Thomas Jacky               | Capitaine                          | 1er régiment de chasseurs parachutistes (1er RCP)                       |
| FSMB                                | 1983  | 23 octobre   | Thorel Laurent             | Caporal                            | 1er régiment de chasseurs parachutistes (1er RCP)                       |
| FSMB                                | 1983  | 23 octobre   | Vieille Hervé              | Caporal-chef                       | 1er régiment de chasseurs parachutistes (1er RCP)                       |
| FSMB                                | 1983  | 18 novembre  | Degos Jean-Claude          | Hussard parachutiste               | 1er régiment de hussards parachutistes (1er RHP)                        |
| OLIFANT                             | 1983  | 29 novembre  | Grilli Pierre              | Enseigne de vaisseau de 1re classe | Dupleix (frégate)                                                       |
| OLIFANT                             | 1983  | 29 novembre  | Owsianka Christian         | Premier-maître                     | Dupleix (frégate)                                                       |
| OLIFANT                             | 1983  | 29 novembre  | Tanguy Bernard             | Maître-principal                   | Dupleix (frégate)                                                       |
| FSMB                                | 1983  | 14 décembre  | Genetel Christian          | Maréchal des logis-chef            | 12e régiment d'artillerie (12e RA)                                      |
| Diodon IV                           | 1983  | 21 décembre  | Chabrat Frédéric           | Marsouin parachutiste              | 3e régiment parachutiste d'infanterie de marine (3e RPIMa)              |
| Diodon IV                           | 1984  | 9 janvier    | Regnier Eric               | Soldat                             | 7e régiment de parachutistes de commandement et de soutien (7e RPCS)    |
| Diodon IV                           | 1984  | 27 janvier   | Herbin Regis               | Caporal                            | 7e régiment de parachutistes de commandement et de soutien (7e RPCS)    |
| FSMB                                | 1984  | 22 février   | Goubeau Edmond             | 1re classe                         | régiment d'infanterie de chars de Marine (RICMa)                        |
| FSMB                                | 1984  | 2 juillet    | Berthonneau Jean-Jacques   | Caporal                            | 6e régiment parachutiste d'infanterie de marine (6e RPIMa)              |
| FSMB                                | 1984  | 2 août       | Gayet Philippe             | Caporal-chef                       | 6e régiment parachutiste d'infanterie de marine (6e RPIMa)              |
| Non rattaché de manière spécifique  | 1982  | 24 mai       | Richard Daniel             | 1re classe                         | 35e régiment d'artilleurs parachutistes (35e RAP)                       |
| Non rattaché de manière spécifique  | 1983  | 1er décembre | Gallais Pascal             | Chasseur parachutiste              | 1er régiment de chasseurs parachutistes (1er RCP)                       |
| Non rattaché de manière spécifique  | 1983  | 13 décembre  | Goupe Franck               | Marsouin parachutiste              | 6e régiment parachutiste d'infanterie de marine (6e RPIMa)              |
| Non rattaché de manière spécifique  | 1983  | 15 décembre  | Ourci Frédéric             | Chasseur parachutiste              | 9e régiment de chasseurs parachutistes (9e RCP)                         |
| Non rattaché de manière spécifique  | 1984  | 1er janvier  | Bernard Christian          | Adjudant-chef                      | 1er régiment de hussards parachutistes (1er RHP)                        |
| Non rattaché de manière spécifique  | 1984  | 27 janvier   | Moura Brice                | Chasseur parachutiste              | 1er régiment de chasseurs parachutistes (1er RCP)                       |
| Non rattaché de manière spécifique  | 1984  | 6 février    | Bontemps Benoît            | Caporal                            | régiment d'infanterie de chars de Marine (RICMa)                        |
| Non rattaché de manière spécifique  | 1984  | 27 février   | Chaffin Laurent            | Brigadier                          | 501e régiment de chars de combat (501e RCC)                             |
| Non rattaché de manière spécifique  | 1984  | 5 mars       | Sanchez Fransisco          | Sergent                            | 2e régiment d'infanterie de Marine (2e RIMa)                            |
| Non rattaché de manière spécifique  | 1984  | 9 juin       | Della Nave Bruno           | 1re classe                         | 92e régiment d'infanterie (92e RI)                                      |
| Non rattaché de manière spécifique  | 1986  | 13 février   | Rocheteau Bruno            | Caporal                            | 8e régiment d'infanterie (8e RI)                                        |
| Non rattaché de manière spécifique  | 1986  | 13 septembre | Ghirardi Patrice           | Sergent                            | 92e régiment d'infanterie (92e RI)                                      |
| Non rattaché de manière spécifique  | 1986  | 18 septembre | Goutierre Christian        | Général                            | Attaché militaire au Liban                                              |
| Non rattaché de manière spécifique  | 1987  | 29 octobre   | Cruz André                 | Adjudant                           | 20e escadron de gendarmerie mobile (20e EGM)                            |
| Non rattaché de manière spécifique  | 1987  | 29 octobre   | Mondon Christian           | Lieutenant                         | Légion de gendarmerie (LG)                                              |
| Non rattaché de manière spécifique  | 1987  | 7 septembre  | Keraudren Frédéric         | Caporal-chef                       | 8e régiment d'infanterie (8e RI)                                        |
| Non rattaché de manière spécifique  | 1993  | 26 août      | Desoteux Joël              | Maréchal des logis-chef            | 6e légion de gendarmerie mobile (6e LGM)                                |
| Capselle                            | 1989  | 26 août      | Carlu Philippe             | Maréchal des logis                 | 1er régiment d'hélicoptère (1er RH)                                     |
| Capselle                            | 1989  | 26 août      | Prétot Roland              | Adjudant                           | 1er régiment d'hélicoptères de combat (1er RHC)                         |
| ONUST                               | 1982  | 11 mai       | Dogniaux Gérard            | Commandant                         |                                                                         |
| ONUST                               | 1985  | 7 janvier    | Cuenot Claude              | Lieutenant-colonel                 |                                                                         |
| ONUST                               | 1986  | 12 mars      | Corvée Marc                | Capitaine                          | Ecole supérieure d'application du matériel (ESAM)                       |
| ONUST                               | 2005  | 9 janvier    | Valet Jean-Louis           | Commandant                         |                                                                         |
| Baliste                             | 2006  | 24 septembre | Boussiquet Franck          | Maréchal des logis-chef            | 121e régiment du train (121e RT)                                        |
| DETOBS (détachement d'observateurs) | 1984  | 26 avril     | Gombert Jules              | Major                              | 15e escadron de gendarmerie mobile 215e EGM)                            |
| DETOBS (détachement d'observateurs) | 1984  | 6 juin       | Aniort Pierre              | Capitaine                          | base aérienne 944 de Narbonne (11 - Aude) - escadron de protection      |
| DETOBS (détachement d'observateurs) | 1985  | 14 janvier   | Grécourt Patrice           | Adjudant-chef                      | 2e régiment de hussards (2e RH)                                         |
| DETOBS (détachement d'observateurs) | 1985  | 14 janvier   | Perrot Henri               | Major                              | base aérienne 279 de Châteaudun (BA 279) - Armée de l'Air               |
| DETOBS (détachement d'observateurs) | 1985  | 19 février   | Rhodes Paul                | Commandant                         | 1er régiment de parachutistes d'infanterie de marine (1er RPIMa)        |
| DETOBS (détachement d'observateurs) | 1985  | 10 juin      | Feyrignac Jean-Pierre      | Capitaine                          | base aérienne 702 d'Avord - Armée de l'Air                              |

#### Golfe
L'opération Alysse est le nom français de l'opération Southern Watch
| Opérations | Année | Date         | Nom du soldat   | Grade      | Régiment - Armée                                                 |
| ---------- | ----- | ------------ | --------------- | ---------- | ---------------------------------------------------------------- |
| Alysse     | 1996  | 7 mai        | Pilato Fabrice  | Capitaine  | base aérienne 102 de Dijon (BA 102) - Armée de l'Air             |
| Alysse     | 1997  | 21 septembre | Robbe Eric      | Lieutenant | base aérienne 112 (BA 112) - Armée de l'Air                      |
| /          | 1999  | 30 septembre | Parachini Bruno | Adjudant   | base aérienne 125 d'Istres (BA 125)                              |
| Alysse     | 2001  | 24 janvier   | Chevrel Arnaud  | Lieutenant | base aérienne 102 de Dijon (BA 102) - escadron de reconnaissance |

#### Irak
| Opérations | Année | Date         | Nom du soldat     | Grade                   | Régiment - Armée                                                 |
| ---------- | ----- | ------------ | ----------------- | ----------------------- | ---------------------------------------------------------------- |
| DAGUET     | 1990  | 13 novembre  | Burgart Jacques   | Maréchal des logis-chef | 13e régiment de dragons parachutistes (13e RDP)                  |
| DAGUET     | 1990  | 7 décembre   | Amisse Frédéric   | Lieutenant              | base aérienne 124 de Strasbourg                                  |
| DAGUET     | 1991  | 12 janvier   | Guichard Justin   | Sergent-chef            | 9e régiment de commandement et de soutien (9e RCS)               |
| DAGUET     | 1991  | 26 février   | Cordier Eric      | Caporal-chef            | 1er régiment de parachutistes d'infanterie de marine (1er RPIMa) |
| DAGUET     | 1991  | 26 février   | Schmitt Yves      | Sergent                 | 1er régiment de parachutistes d'infanterie de marine (1er RPIMa) |
| DAGUET     | 1991  | 31 mars      | Sudre Gérard      | Adjudant-chef           | 6e régiment étranger du génie (6e REG)                           |
| DAGUET     | 1991  | 29 avril     | N'Guyen Van Suong | Caporal                 | 6e régiment étranger du génie (6e REG)                           |
| DAGUET     | 1991  | 18 mai       | Couci Pascal      | Brigadier-chef          | 708e groupement des essences (708e GE)                           |
| LIBAGE     | 1991  | 21 mai       | De la Cour Pascal | Brigadier               | 517e régiment du train (517e RT)                                 |
| LIBAGE     | 1991  | 24 mai       | Medjadba Mouloud  | Adjudant-chef           | 17e régiment du génie parachutiste (17e RGP)                     |
| CHAMMAL    | 2017  | 23 septembre | Grenier Stéphane  | Adjudant-chef           | 13e régiment de dragons parachutistes (13e RDP)                  |
| CHAMMAL    | 2018  | 21 mars      | Pochylski Bougusz | Caporal-chef            | 2e régiment étranger d'infanterie (2e REI)                       |

### Théâtre d'opérations extérieures
Les soldats mentionnés les "théâtres d'opérations extérieures" ne sont pas rattachés à une opération en particulier. Les soldats morts le 21 avril 1964 sont décédés dans un accident d'avion au décollage à Bouar.
| Opérations                         | Année | Date       | Nom du soldat       | Grade              | Régiment - Armée                                                          |
| ---------------------------------- | ----- | ---------- | ------------------- | ------------------ | ------------------------------------------------------------------------- |
| Afrique équatoriale française      | 1963  | 8 février  | Pirsala Gilbert     | 1re classe         | 122e compagnie de transition et de garnison                               |
| Sénégal                            | 1963  | 18 octobre | Loisel Claude       | Adjudant           | Armée de l'Air - participation au Sénégal                                 |
| Gabon                              | 1964  | 19 février | Arnaud Serge        | 2re classe         | CAPIMa                                                                    |
| Hors opérations (accident d'avion) | 1964  | 21 avril   | Aiguillon Albert    | 1re classe         | 6e régiment interarmées d'Outre-Mer (6e RIAOM)                            |
| Hors opérations (accident d'avion) | 1964  | 21 avril   | Branita Germain     | Soldat             | 6e régiment interarmées d'Outre-Mer (6e RIAOM)                            |
| Hors opérations (accident d'avion) | 1964  | 21 avril   | Chevrel Jean-Pierre | Soldat             | 6e régiment interarmées d'Outre-Mer (6e RIAOM)                            |
| Hors opérations (accident d'avion) | 1964  | 21 avril   | Donnard Yves        | Soldat             | Inconnue                                                                  |
| Hors opérations (accident d'avion) | 1964  | 21 avril   | Fayang Jean         | Caporal            | 6e régiment interarmées d'Outre-Mer (6e RIAOM)                            |
| Hors opérations (accident d'avion) | 1964  | 21 avril   | Garfantan Louis     | Adjudant           | Armée de l'Air                                                            |
| Hors opérations (accident d'avion) | 1964  | 21 avril   | Gilson Jean-Claude  | 1re classe         | 6e régiment interarmées d'Outre-Mer (6e RIAOM)                            |
| Hors opérations (accident d'avion) | 1964  | 21 avril   | Guérin Gérard       | Soldat             | 6e régiment interarmées d'Outre-Mer (6e RIAOM)                            |
| Hors opérations (accident d'avion) | 1964  | 21 avril   | Holtom              | 1re classe         | 6e régiment interarmées d'Outre-Mer (6e RIAOM)                            |
| Hors opérations (accident d'avion) | 1964  | 21 avril   | Kerebaya Simon      | Soldat             | 6e régiment interarmées d'Outre-Mer (6e RIAOM)                            |
| Hors opérations (accident d'avion) | 1964  | 21 avril   | Maidou Ernest       | Soldat             | 6e régiment interarmées d'Outre-Mer (6e RIAOM)                            |
| Hors opérations (accident d'avion) | 1964  | 21 avril   | N'djigui Vincent    | Soldat             | 6e régiment interarmées d'Outre-Mer (6e RIAOM)                            |
| Hors opérations (accident d'avion) | 1964  | 21 avril   | Ouileta Thomas      | 1re classe         | 6e régiment interarmées d'Outre-Mer (6e RIAOM)                            |
| Hors opérations (accident d'avion) | 1964  | 21 avril   | Prigent Jean-Pierre | Sergent            | Escadron de transport de l'Armée de l'Air 1/62 "Vercors" - Armée de l'Air |
| Hors opérations (accident d'avion) | 1964  | 21 avril   | Quevedo Antonio     | Maréchal des logis | 6e régiment interarmées d'Outre-Mer (6e RIAOM)                            |
| Hors opérations (accident d'avion) | 1964  | 21 avril   | Rivière Edouard     | 1re classe         | 6e régiment interarmées d'Outre-Mer (6e RIAOM)                            |
| Hors opérations (accident d'avion) | 1964  | 21 avril   | Vitré Michel        | 1re classe         | 6e régiment interarmées d'Outre-Mer (6e RIAOM)                            |